# Histoire de l'Afrique du Sud
Vous lisez un « article de qualité » labellisé en 2006.
 (juillet 2024).
Si vous disposez d'ouvrages ou d'articles de référence ou si vous connaissez des sites web de qualité traitant du thème abordé ici, merci de compléter l'article en donnant les références utiles à sa vérifiabilité et en les liant à la section « Notes et références ».

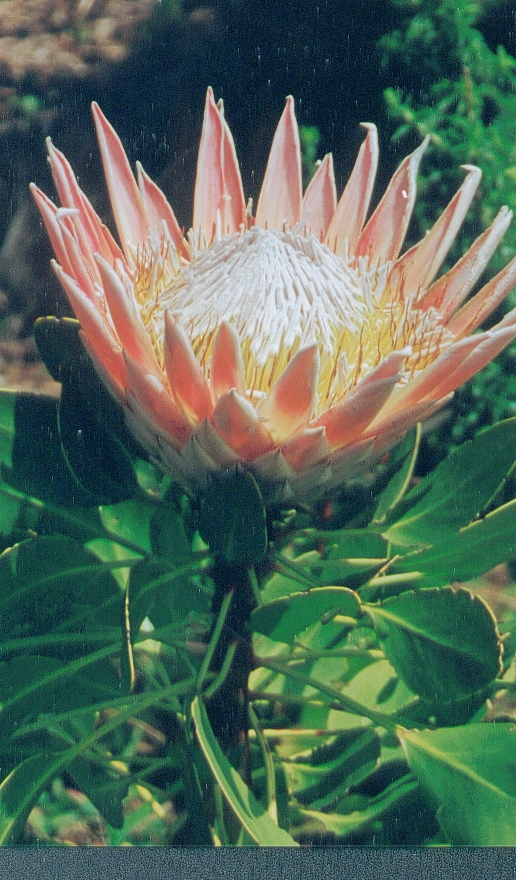
La Protéa, fleur emblème de l'Afrique du Sud.

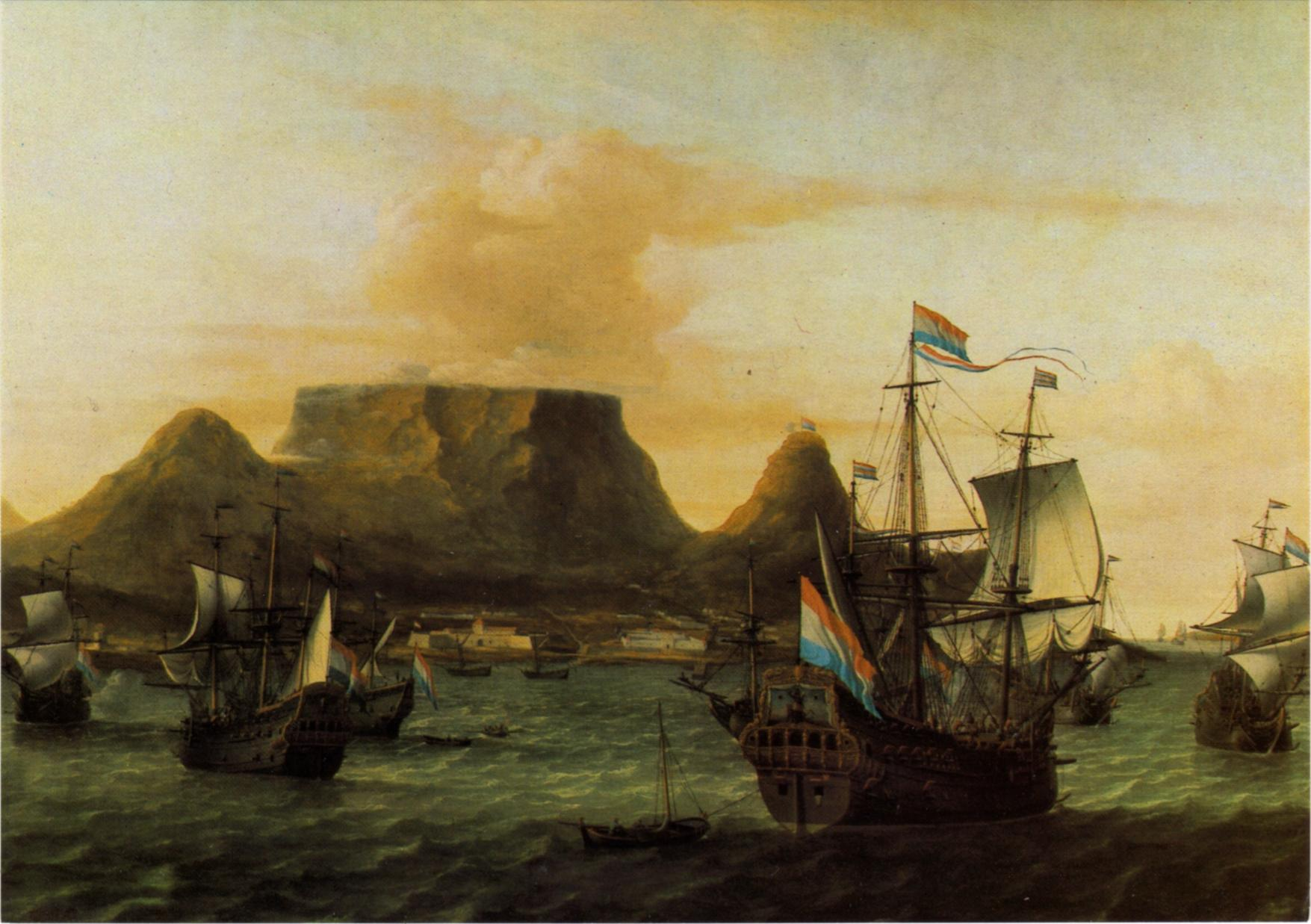
Le Cap, la montagne de la Table et Lion's Head en 1683 par le peintre Aernout Smit (1641-1710).

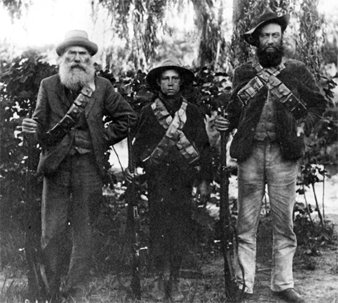
Commandos afrikaners durant la seconde guerre des Boers.

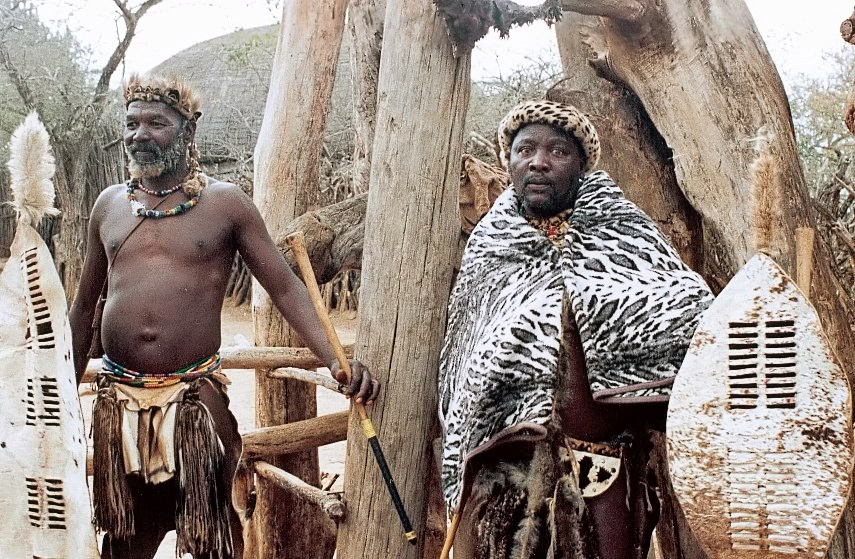
Hommes zoulous en habit traditionnel.

L'histoire de l'Afrique du Sud est très riche et très complexe du fait de la juxtaposition de peuples et de cultures différentes qui se succèdent et se côtoient depuis la Préhistoire. Les Bochimans (ou peuple San) y sont présents depuis au moins 25 000 ans et les Bantous depuis au moins 1 500 ans. Les deux peuples auraient généralement cohabité paisiblement. L'histoire écrite débute avec l'arrivée des Européens, en commençant par les Portugais qui décident de ne pas coloniser la région, laissant la place aux Néerlandais. Les Britanniques contestent leur prééminence vers la fin du XVIIIe siècle, ce qui mène à deux guerres. Le XXe siècle est marqué par le système législatif séparatiste et ségrégationniste de l'apartheid puis par l'élection de Nelson Mandela, premier président noir d'Afrique du Sud, à la suite des premières élections nationales multiraciales au suffrage universel organisées dans le pays.

## Préhistoire et protohistorique

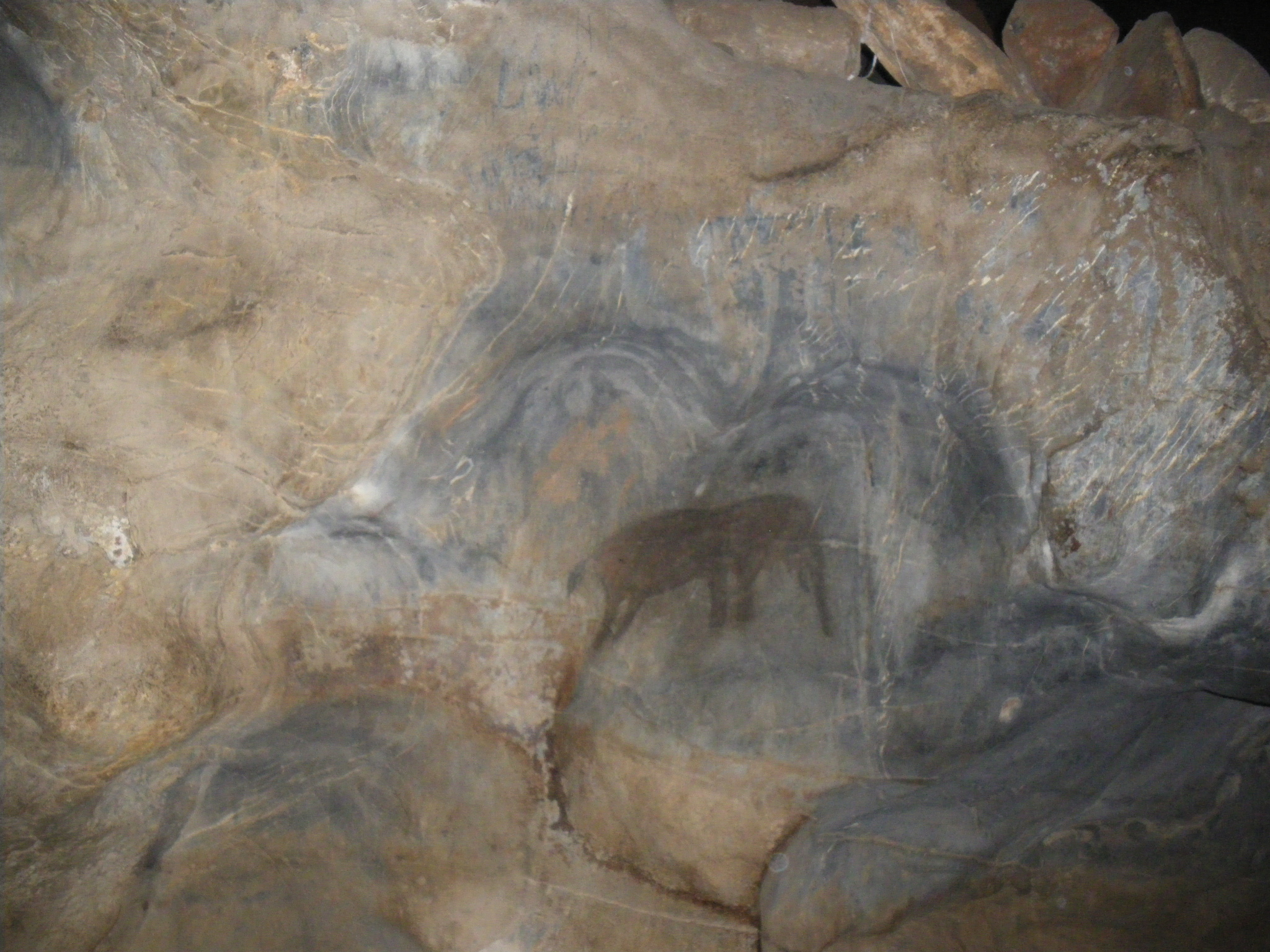
Représentation préhistorique peinte d'un éléphant à l'entrée des grottes du Cango.

L'histoire la plus ancienne est mal connue en raison notamment de l'absence d'écrits et de la difficulté à dater les évènements concernant un territoire étendu, à l'époque inconnu des civilisations maîtrisant l'écriture, et peu peuplé. Par conséquent, l'histoire de ce pays n'a longtemps relaté que les évènements postérieurs aux premières explorations européennes. Ce n'est que depuis les années 1980 que les historiens intègrent vraiment les découvertes des archéologues pour commencer à (tenter de) retracer la période ancienne de l'Afrique du Sud.

### Préhistoire

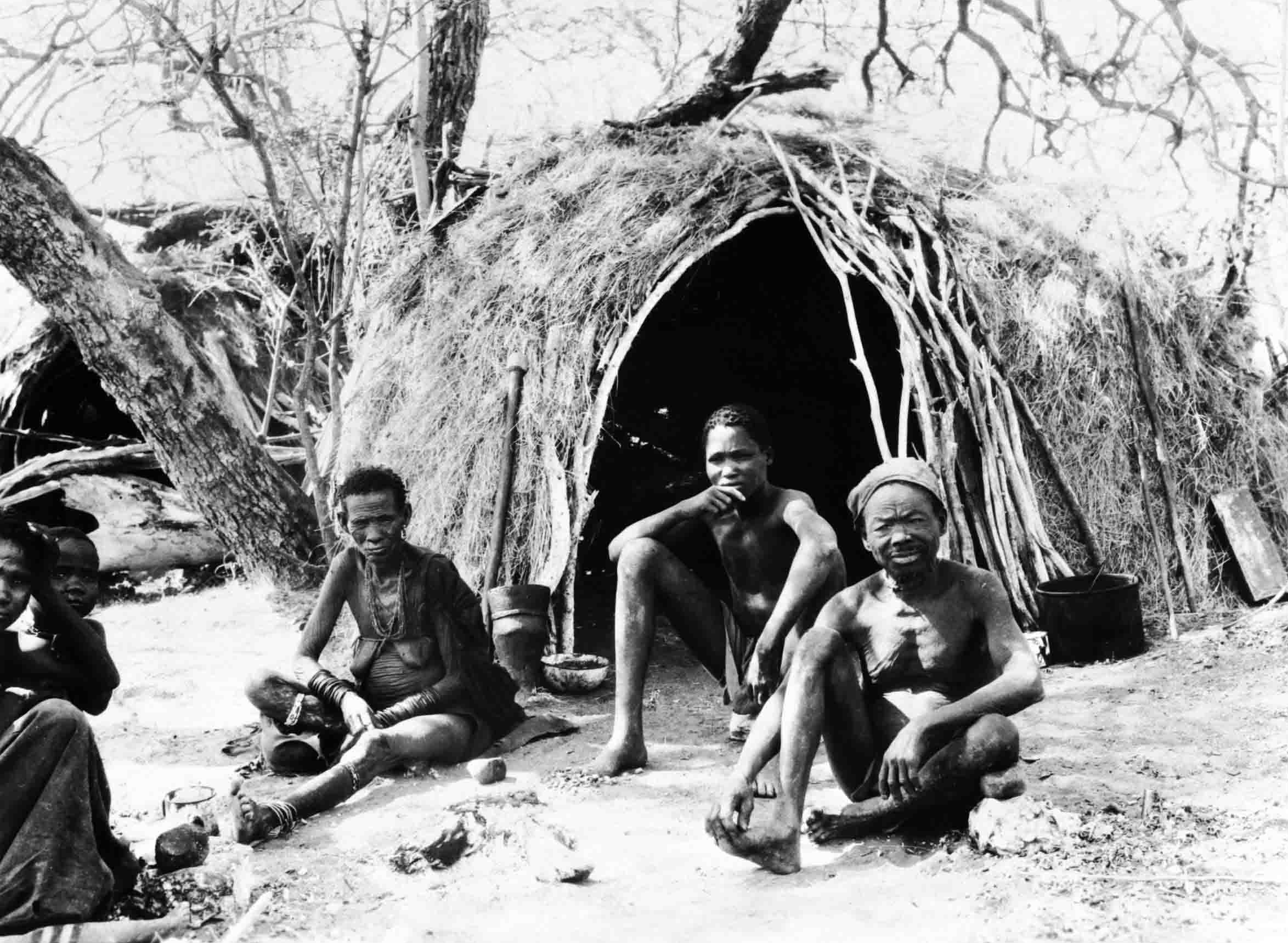
Bochimans devant leur habitation.

De nombreux fossiles, trouvés dans les grottes de Sterkfontein, Swartkrans, Kromdraai et Makapansgat, indiquent que des australopithécinés vivaient sur le plateau du Highveld il y a environ 2,5 millions d'années. Il est généralement admis que Homo sapiens, l'humain moderne, remplace  Homo erectus il y a environ 100 000 ans. Des fossiles controversés, trouvés sur le site des grottes de la rivière Klasies, dans la province du Cap-Oriental, indiqueraient que l'humain moderne vivait en Afrique du Sud il y a plus de 90 000 ans.
L'Afrique du Sud compte également de nombreux sites du Middle Stone Age tels que Blombos, Diepkloof ou Border Cave. Ces sites ont livré des vestiges interprétés comme des indices de l'émergence de la modernité culturelle, blocs d'ocre gravés, perles en coquillage (Blombos), coquilles d'œuf d'autruche incisées (Diepkloof), os incisés (Border Cave).

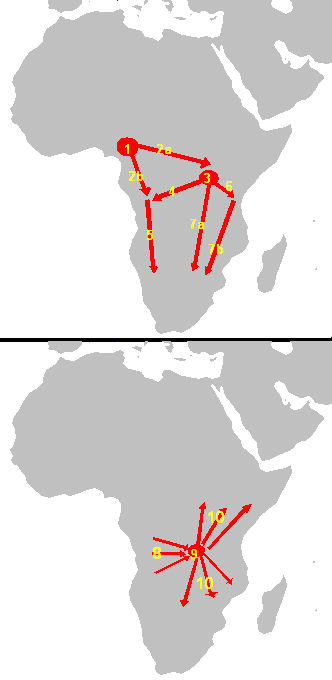
1 : 3000 - 1500 av. J.-C., foyer d'origine des peuples bantous.
2 : v. 1500 av. J.-C., premières migrations.
2.a : Bantous orientaux ; 2.b : Bantous occidentaux.
3 : 1000 - 500 av. J.-C., éclatement de la culture Urewe (Bantous orientaux).
4 à 7 : Avance vers le Sud.
9 : 500 av. J.-C. -, éclatement du foyer congolais.
10 : 0 -, dernière phase de migration.

Durant le Later Stone Age, des groupes apparentés aux peuples san (dit Bochimans) et khoïkhoï (dit Hottentots) actuels se mettent en place. Il est difficile de reconstituer précisément l'histoire et l'évolution de ces groupes.
Il semble que le nombre des Bochimans n'ait jamais excédé une cinquantaine de milliers d'individus sur le territoire de l'actuelle Afrique du Sud. Ces chasseurs-cueilleurs nomades n'ont, en termes modernes, laissé presque aucune empreinte écologique, excepté des peintures rupestres.
Il y a environ 2 500 ans, certains Bochimans acquièrent du bétail venu de régions plus au nord, ce qui change graduellement leur système économique ; de chasseurs-cueilleurs, ils se transforment progressivement en éleveurs. Cela introduit les notions de richesse personnelle et de propriété dans la société, solidifiant les structures et développant la politique.
À la même époque, les Khoïkhoïs se déplacent vers le sud, rejoignant la région du cap de Bonne-Espérance. Ils continuent à occuper davantage les côtes, tandis que les Bochimans, qu'ils nomment Sankhoï, restent à l'intérieur des terres. Leurs liens sont toutefois étroits et le mélange des deux cultures donne celle des Khoïsan.

### Expansion des Bantous
Au début de l'ère chrétienne, des peuples bantous arrivent du nord-ouest, partis des confins du Cameroun et du Nigeria. La première vague de ces peuples migrants issus de l'âge du fer, agriculteurs et éleveurs, atteint l'Afrique du Sud probablement vers l'an 300 pour s'établir dans l'actuelle province du KwaZulu-Natal vers 500. D'autres descendent la rivière Limpopo aux ive ou ve siècles pour parvenir vers le Xe siècle dans l'actuelle province du Cap oriental. Leur migration se fait par petites vagues, déplaçant cependant devant eux les populations de chasseurs-cueilleurs.
Éleveurs, les Bantous sont aussi des agriculteurs, maîtrisant, entre autres cultures, celle des céréales. Ils travaillent aussi le fer et vivent dans des villages. Ce sont les ancêtres des peuples parlant les langues nguni, xhosa, zoulou et diverses autres. Les Xhosas sont les seuls à être organisés en États pour se défendre de leurs voisins. Pour tous les autres peuples, l'unité politique ne dépasse pas le groupe de villages.
Les deux cultures auraient, selon des sources limitées à l'archéologie, généralement cohabité paisiblement. On peut observer une intégration d'éléments des cultures Khoïsan par les Bantous. Outre les artéfacts archéologiques, la linguistique révèle que le clic, caractéristique des langues khoïsan, a été incorporé dans plusieurs langues bantoues.
Au nord, dans la vallée du fleuve Limpopo et de la Shashe, s'établit un premier royaume indigène régional à partir du Xe siècle. Économiquement fondé sur l'extraction de l'or et le commerce de l'ivoire, la position stratégique de ce royaume de Mapungubwe permet à ses habitants de commercer via les ports d'Afrique de l'Est avec l'Inde, la Chine et le sud de l'Afrique. Ce royaume prospère est alors le plus important lieu de peuplement à l'intérieur des terres de l'Afrique subsaharienne. Il le demeure jusqu'à sa chute à la fin du XIIIe siècle, laquelle résulte d'un important changement climatique contraignant les habitants à se disperser. Le siège du pouvoir royal se déplace alors au nord vers le Grand Zimbabwe et vers Khami. Diverses communautés s'installent ensuite dans le voisinage,.

## Arrivée des Européens (1488)

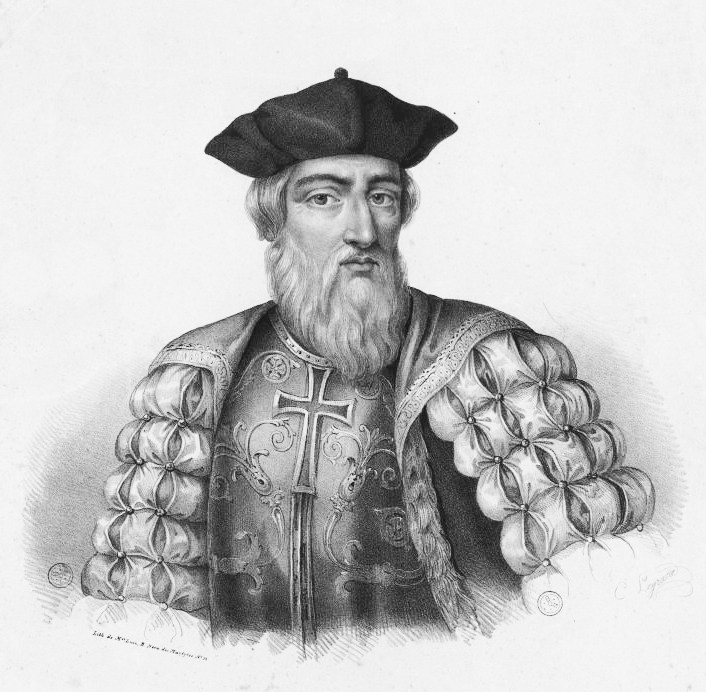
Vasco de Gama.

L'histoire écrite débute avec l'arrivée des Européens.
Al-Biruni, savant arabophone du XIe siècle vivant en Inde, avait préfiguré l'existence d'une route permettant de contourner l'Afrique pour rejoindre l'océan Atlantique. C'est à la recherche d'une telle route vers l'Inde et l'Asie que le roi du Portugal envoie des navigateurs longer les côtes africaines.
C'est le 3 février 1488, à Mossel Bay, que débarque pour la première fois sur les rives sud-africaines un équipage européen. Après avoir longé le sud-ouest de la côte africaine, la flotte, commandée par le Portugais Bartolomeu Dias (1450-1500), est emportée vers le sud, dépassant le point le plus méridional du continent. Après avoir continué vers l'est, il se dirige à nouveau vers le nord jusqu'au Rio do Infante (actuelle Great Fish River) avant de longer la côte vers l'ouest et, plus tard, d'atteindre le cap des Aiguilles. Sur le chemin du retour vers le Portugal, Dias repère ce qu'il nomme le « cap des Tempêtes » en raison des vents qui y sévissent et des courants qui y sont très forts. Ce cap est finalement rebaptisé cap de Bonne-Espérance (Cabo da Boa Esperança) par le roi du Portugal Jean II (1455-1495), car ce dernier y voit une nouvelle route vers l'Asie et ses épices et que les Portugais ont désormais « bon espoir » d'arriver bientôt aux Indes.
Le premier navigateur européen à franchir concrètement le cap de Bonne-Espérance est un autre Portugais, Vasco de Gama, en 1497. En explorant la côte sud du continent, il baptise, le 25 décembre 1497, une de ces régions côtières du nom de Natal (Noël en portugais). En 1498, il contourne l'Afrique et pousse au nord-est, explorant des régions de l'actuel Mozambique, avant de se diriger vers l'Inde. Les côtes n'étant pas propices à l'accostage et des tentatives d'échanges avec les Khoïkhoïs s'étant révélées source de conflits, les Portugais jettent finalement leur dévolu sur la région du Mozambique. Celle-ci offre, en effet, de meilleurs points d'accostage, en plus de ressources naturelles intéressantes, dont certains fruits de mer et des gisements d'or.
La zone est néanmoins l'objet de contacts réguliers entre Khoï et Européens durant tout le XVe siècle et le début du XVIe siècle. Le contournement de l'Afrique ne requiert pas moins de six mois par bateau, et chaque voyage est marqué par la mort de nombreux marins, faute de produits frais. Or, le cap de Bonne-Espérance est situé à mi-chemin du voyage entre l'Europe et l'Inde. La baie de la Table, dominée par le massif du même nom, apparait alors comme un endroit propice pour le ravitaillement et le commerce avec les populations locales. Mais les contacts avec les Khoïsans débouchent parfois sur des incompréhensions et des issues sanglantes, comme en font l'expérience les marins portugais. Durant la seconde partie du XVIe siècle, les Néerlandais, qui ont supplanté les Portugais sur les voies commerciales menant vers l'Asie, tentent à leur tour d'établir des contacts avec les Khoïkhoïs mais sans grands résultats.

Drapeau hollandais du XVIIIe siècle.

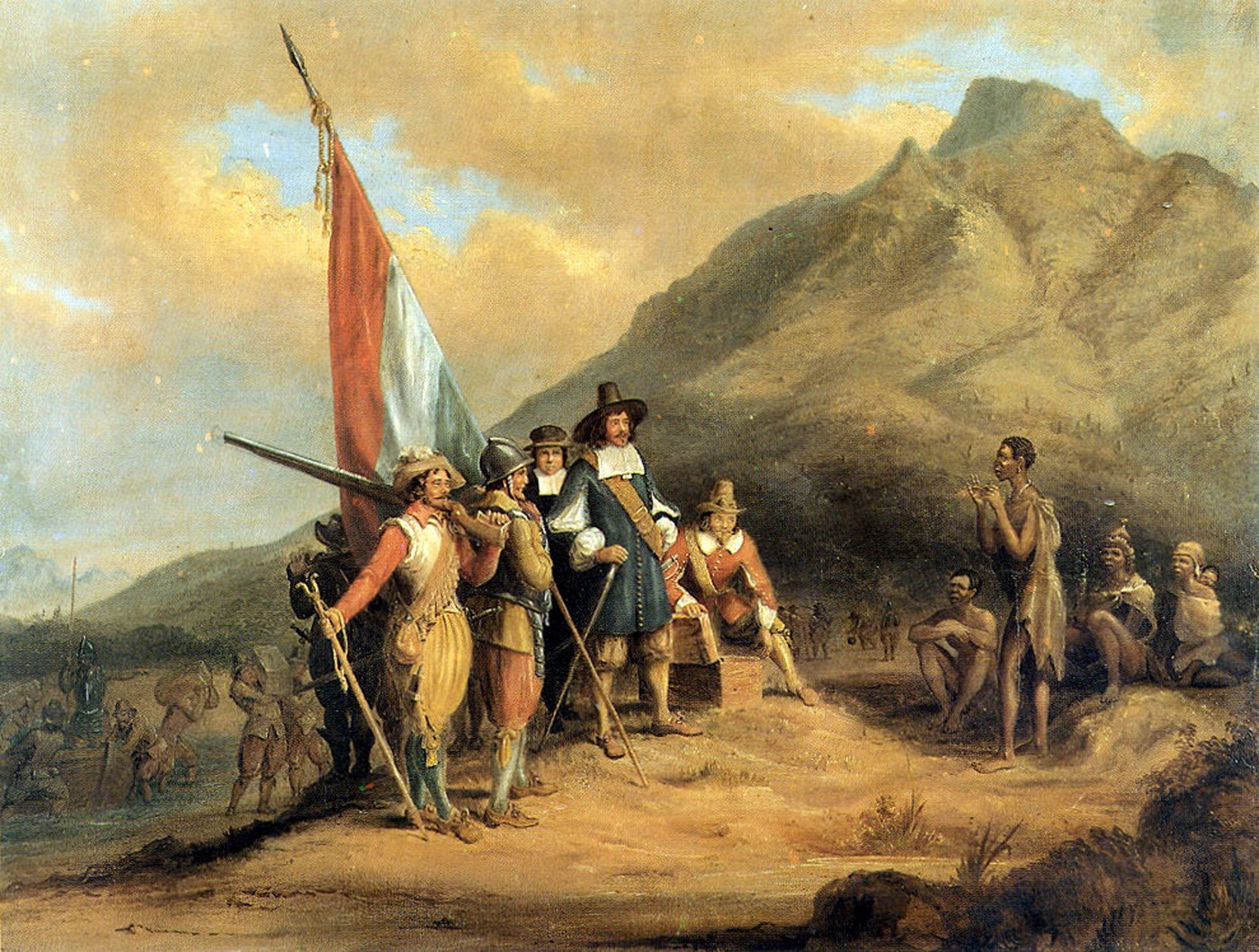
Rencontre, en 1652, de Jan van Riebeeck avec les Khoïkhoïs.

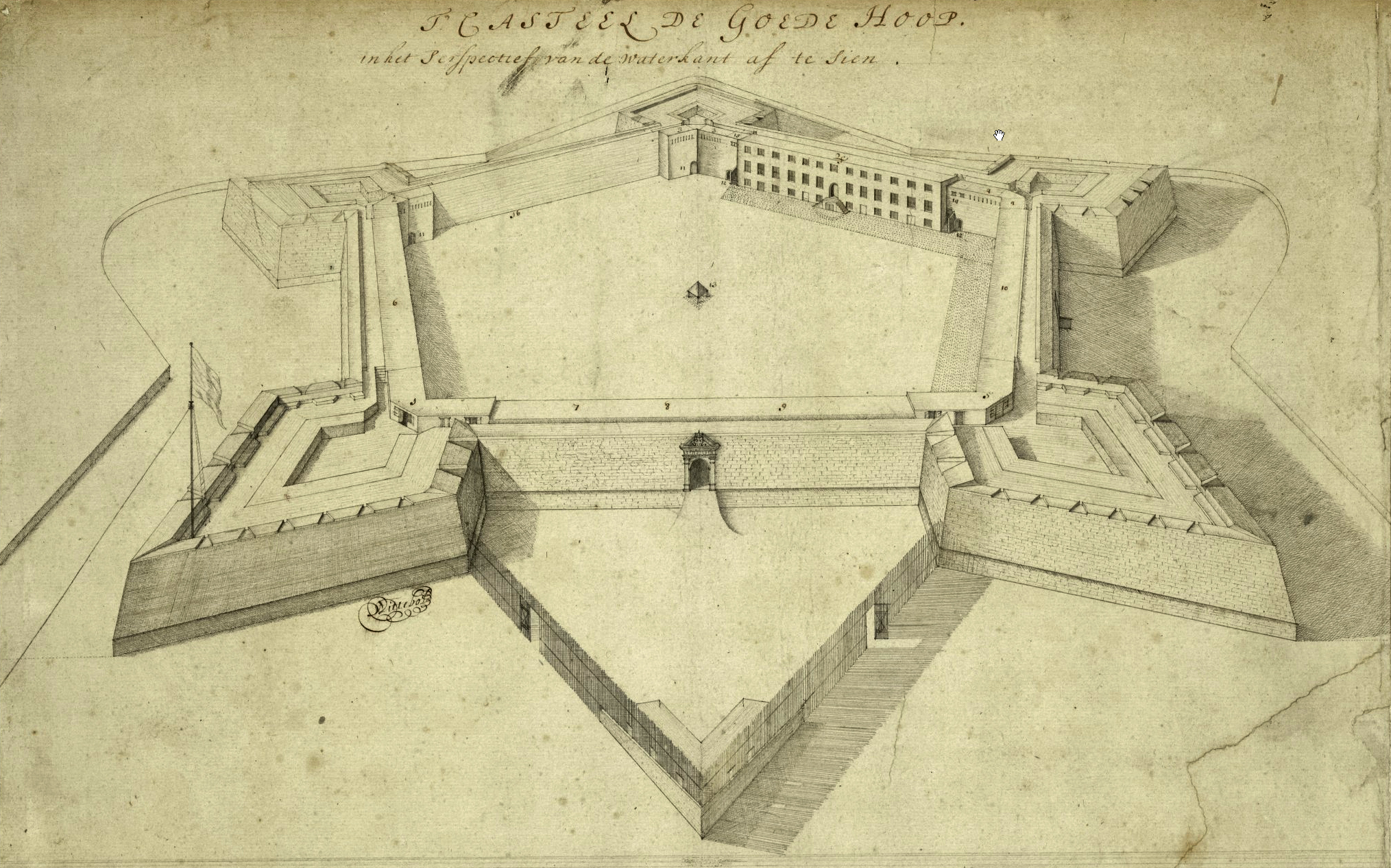
Le château fort pentagonal de Bonne-Espérance au Cap fut construit de 1666 à 1670.

En 1644, le Mauritius Eylant, un navire de la Compagnie néerlandaise des Indes orientales (VOC), s'échoue sur les rochers de Mouille Point, bloquant les 250 hommes d'équipage sur les rives de la baie de la Table pendant quatre mois. En 1648, le Nieuwe Haarlem, un autre navire de la VOC, s'échoue à son tour au pied de la montagne de la Table. Les rescapés survivent durant un an autour d'un fort de fortune, se nourrissant de produits de la terre, avant d'être rembarqués vers l'Europe par un navire de passage. Dans son rapport à la VOC, le commandant du Nieuwe Haarlem suggère d'établir une station de ravitaillement car le climat y est méditerranéen et le sol fertile. C'est ainsi que la Compagnie néerlandaise des Indes orientales envoie Jan van Riebeeck pour y installer une base fortifiée.
Le 6 avril 1652, Jan van Riebeeck, venu à bord d'une flottille composée du Drommedaris, du Reijer et du Goede Hoop, débarque ses 80 hommes au pied de la montagne de la Table afin de créer une « station de rafraîchissement », destinée à fournir de l'eau, de la viande, des légumes et des fruits frais aux équipages diminués par le scorbut après quatre mois de mer. Le territoire est délimité par une haie d'amandes amères, dont on retrouve la trace dans le jardin botanique de Kirstenbosch.
Lorsque les Néerlandais débarquent, la péninsule du Cap est habitée des Khoïkhoïs et des San, peu nombreux, que les Hollandais baptisent du nom de Hottentots (bégayeurs). Dans le reste de l'Afrique du Sud, les peuples sothos occupent alors les hauts plateaux au sud du fleuve Limpopo (actuelle province du Limpopo), les Tsongas vivent dans l'est (actuel Mpumalanga) tandis que les peuples ngunis (Zoulous, Xhosas et Swazis) se partagent la région méridionale à l'est de la Great Fish River, à 1 500 km à l'est du Cap.
Durant les premières années de cohabitation avec les Néerlandais, les Khoïkhoïs sont bien disposés à l'égard des nouveaux arrivants. Des relations commerciales se nouent. Les Bochimans échangent leur bétail contre toutes sortes d'objets manufacturés hollandais. Une partie d'entre eux est néanmoins décimée par la variole, apportée par les Européens. Les premiers temps sont plus difficiles pour les colons néerlandais. Dix-neuf d'entre eux ne passent pas le premier hiver.
En 1657, van Riebeeck recommande que les hommes libérés de leurs obligations vis-à-vis de la compagnie soient autorisés à commercer et à s'installer comme citoyens libres. En février 1657, les premières autorisations d'établissement sont délivrées à neuf ex-salariés de la compagnie, qui reçoivent le titre de burgher (citoyen libre). Les Burghers sont autorisés à cultiver la terre pour y planter du blé et des vignes. Des parcelles de terres leur sont attribuées, spoliant les Khoïkhoïs qui y vivaient. Privés de leurs meilleurs pâturages, ces derniers tentent de vendre des bêtes malades aux Burghers. Les relations dégénèrent et, en février 1659, les Khoïkhoïs, fédérés sous l'autorité du chef Doman, assiègent les Néerlandais, obligés de se retrancher dans le fort de Bonne-Espérance. La contre-attaque de ces derniers décime les assaillants, réduits en esclavage ou refoulés vers le nord.
Entre 1657 et 1667, plusieurs expéditions sont organisées pour reconnaitre l'intérieur des terres. Quand van Riebeeck quitte le territoire en 1662, le comptoir commercial du Cap compte 134 salariés de la Compagnie des Indes orientales, 35 colons libres, 15 femmes, 22 enfants et 180 esclaves déportés de Batavia et de Madagascar. La colonie est très hiérarchisée, les fonctionnaires de la Compagnie des Indes se trouvant au sommet de l'ordre social et politique. La couleur de la peau n'est pas déterminante et aucune distinction juridique ne sépare l'homme libre de l'esclave affranchi ; les clivages se font entre le chrétien et le non-chrétien et entre l'homme libre et l'esclave.

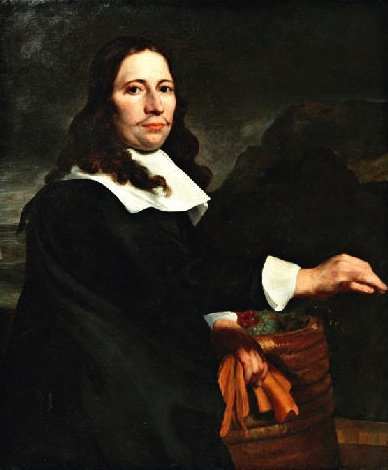
Simon van der Stel (portrait peint par Pieter van Anraedt).

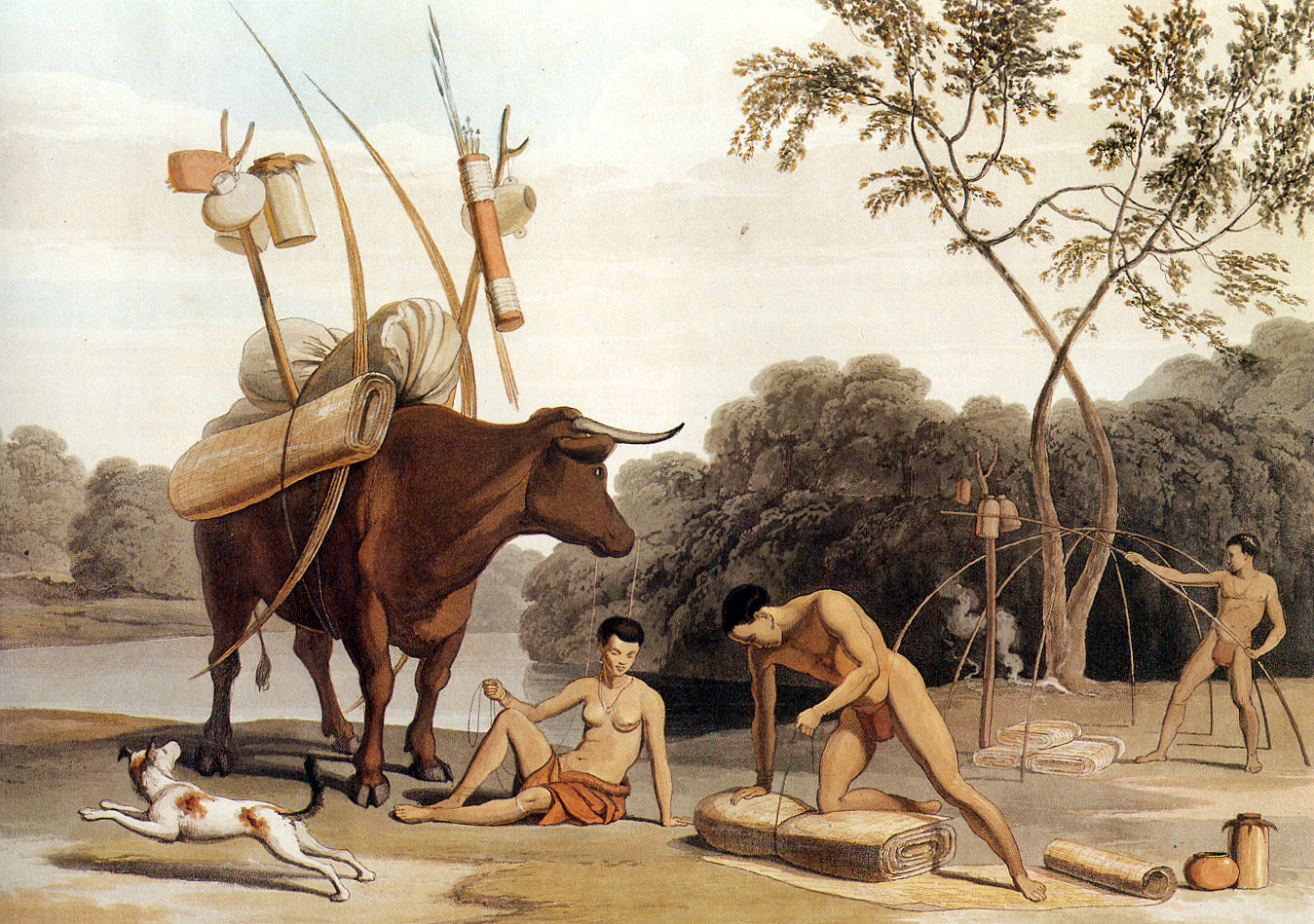
Une famille de Khoïkhoïs de la colonie du Cap se prépare à se déplacer.

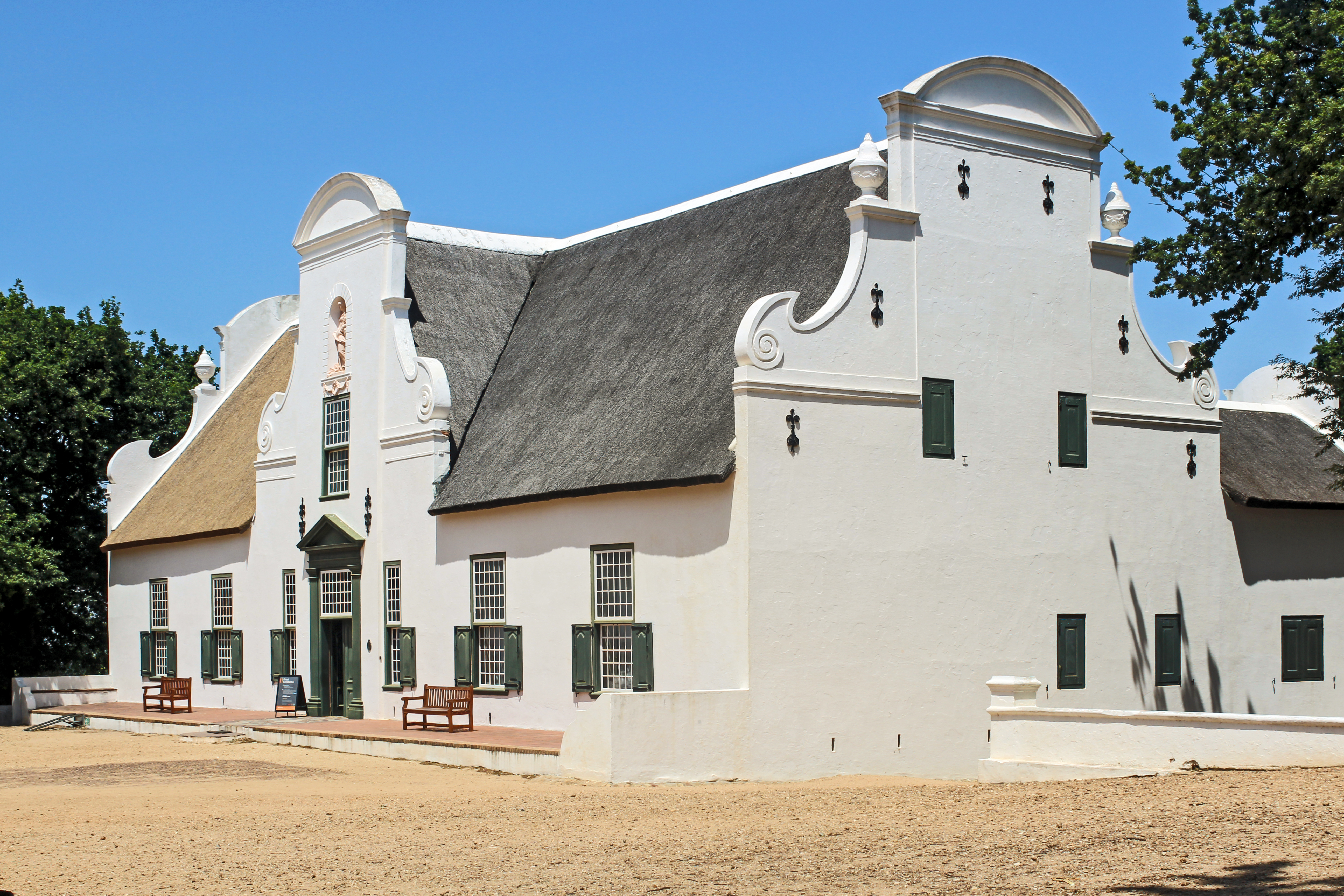
Groot Constantia (1685), domaine viticole de Simon van der Stel, exemple de l'architecture hollandaise du Cap.

En 1679, Simon van der Stel est nommé commandeur de la ville du Cap. Sous son impulsion, Le Cap devient une colonie de peuplement. Des immigrants néerlandais, allemands, danois, suédois, fuyant la misère et les atrocités commises lors de la guerre de Trente Ans, se joignent aux Burghers. Le territoire que van der Stel doit administrer s'étend de la région du Muizenberg sur l'océan Indien aux montagnes de Steenberg et de Wynberg. Il entreprend de développer l'agriculture en concédant des terres aux Burghers, que l'on commence à appeler Boers, afin de développer les cultures et fait planter plus de huit mille arbres.
En 1685, le groupe de 800 colons est rejoint par 200 huguenots chassés de France par la révocation de l'édit de Nantes. Simon van der Stel leur concède des terres riches en alluvions dans les vallées d'Olifantshoek et du fleuve Berg, protégées des vents du large par un grand cirque rocheux, pour y développer la viticulture. Ils créent les « neuf fermes historiques » (La Bourgogne, La Dauphine, La Brie, Champagne, Cabrière, La Terra de Luc, La Cotte, La Provence et La Motte) avec des vignes françaises.
En 1691, le territoire accède au statut officiel de colonie, et en 1700, il compte 1 334 habitants blancs alors qu'elle n'en comptait pas plus de 168 en 1670.
Dès la fin du XVIIe siècle, pour pallier la pénurie de main-d'œuvre, des esclaves avaient été importés de Guinée, de Madagascar, d'Angola et de Java ; leurs descendants constitueront le groupe ethnique des « Malais du Cap ». En effet, à cette époque, les premières tribus africaines ne résident pas à moins de 1 000 km à l'est, au-delà de la rivière Kei. Cette absence de Noirs au Cap, ainsi que dans certaines régions de l'intérieur, déclenchera bien plus tard la polémique entre Afrikaners et Noirs quant à l'antériorité de leur présence en Afrique du Sud.
Par ailleurs, en raison du faible nombre de femmes d'origine européenne, la compagnie des Indes s'accommode d'abord du métissage matérialisé par les enfants issus de relations ou d'unions entre Néerlandais et Hottentotes. Leur nombre augmente très rapidement, faisant apparaitre un nouveau groupe ethnique bientôt appelé Kaapkleurige (métis du Cap), inquiétant les autorités coloniales. En 1678, un édit met en garde contre les relations intimes entre Européens et indigènes, et en 1685, les mariages mixtes sont l'objet d'une interdiction[réf. souhaitée].
En 1706, la première révolte des Boers contre les méthodes de gouvernement et la corruption du gouverneur Willem Adriaan van der Stel aboutit non seulement au renvoi de ce dernier, mais aussi à l'arrêt de l'immigration européenne en Afrique du Sud. Certains Boers, nés en Afrique, revendiquent même leur africanité (ek been ein afrikander comme le jeune Hendrik Bibault (1707)).
La Compagnie des Indes, en mettant un terme à l'immigration européenne, veut réorienter la colonie vers son utilité originelle, celle de station de ravitaillement, et éviter le développement d'un foyer de peuplement revendicatif. À cette fin, elle entreprend également de monopoliser les débouchés commerciaux de la colonie, de fixer les prix des productions locales et d'imposer une administration de plus en plus tatillonne et procédurière. Cette politique restrictive de harcèlement encourage cependant l'esprit libertarien chez les colons libres et les paysans néerlandais natifs de la colonie. La société coloniale alors en place se segmente en trois catégories, déterminées par leur lieu de vie en fonction de la distance à la ville du Cap. Les premiers sont les habitants du Cap, qui conservent des liens étroits avec leur métropole d'origine. Ils sont urbains et cosmopolites, et transmettent jusqu'à nos jours la culture dite Cape-dutch. La deuxième catégorie comprend tous ceux qui résident dans la région du Cap (les vrijburgers ou citoyens libres) et qui cultivent la terre. La troisième catégorie est constituée de Trekboers (paysans nomades) qui pratiquent l'élevage extensif. Ils sont souvent semi-nomades et ont un mode de vie similaire aux tribus autochtones. Ils vivent dans des chariots bâchés tirés par une paire de bœufs. Repliés sur eux-mêmes, pratiquant un calvinisme austère et menant une vie fruste et dangereuse, les Trekboers cherchent à échapper au contrôle oppressif de la Compagnie en franchissant les frontières de la colonie du Cap pour s'établir hors de sa juridiction, dans l'intérieur des terres. Ils élaborent une culture originale, influencée par l'immensité désertique où ils vivent, et abandonnent progressivement le néerlandais pour une nouvelle langue, l'afrikaans, mélange de dialectes hollandais, de créole portugais et de khoïkhoï inventé par les métis du Cap.

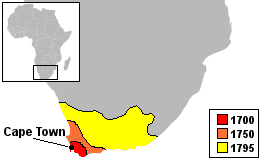
L'expansion néerlandaise de 1700 à 1795.

Au XVIIIe siècle, les Trekboers fondent aussi des villes, celles de Swellendam et de Graaff-Reinet, en dépit d'accrochages meurtriers avec les peuples autochtones khoïkhoïs et san, obligeant la colonie du Cap à fixer de nouvelles frontières situées au-delà des implantations boers les plus importantes.
En 1713 et 1755, deux épidémies de variole ravagent la colonie, tuant un millier de Blancs mais décimant les peuples khoïkhoïs. Au bout de 60 ans de nomadisme et de progression ininterrompue, les Trekboers se retrouvent bloqués au nord par l'aridité extrême du Namaqualand, au nord-est par le fleuve Orange où les tribus san leur opposent une forte résistance, déterminés à sauvegarder leur territoire de chasse, et à l'est, où les Trekboers atteignent la Great Fish River, à 1 500 km de la cité-mère, et se heurtent à des peuples bantous, en l'occurrence de puissantes chefferies xhosas. En 1779, les premières escarmouches ont lieu entre Boers du Zuurveld (en aval de la Fish River) et tribus indigènes xhosas pour la possession de bétail dans les zones frontalières (première guerre cafre). En 1780, le gouverneur néerlandais, Joaquim van Plettenberg, fixe alors la frontière est de la colonie du Cap à la rivière Great Fish et au fleuve Gamtoos. Mais les années qui suivent sont marquées par de multiples guerres de frontières.

## Annexion britannique de la colonie du Cap (1797)

L'Union Jack devient l'emblème de la colonie du Cap.

La faillite de la Compagnie néerlandaise des Indes orientales en 1798, et les menées de l'organisation des Patriotes du Cap, aidée par les Français, contribuent à la présence dans la région des Anglais.
Le Royaume-Uni conquiert la région du cap de Bonne-Espérance en 1797 pendant les guerres anglo-néerlandaises. La puissance des Pays-Bas est en déclin et la rapidité de l'action britannique s'explique par la volonté d'éviter que la France ne s'approprie la région. Après avoir chassé du pouvoir le Stathouder Guillaume V d'Orange-Nassau, qui se réfugie à Londres avec sa famille, les Pays-Bas récupèrent la colonie en 1803 lors de la paix d'Amiens, mais la déclarent en faillite en 1805.

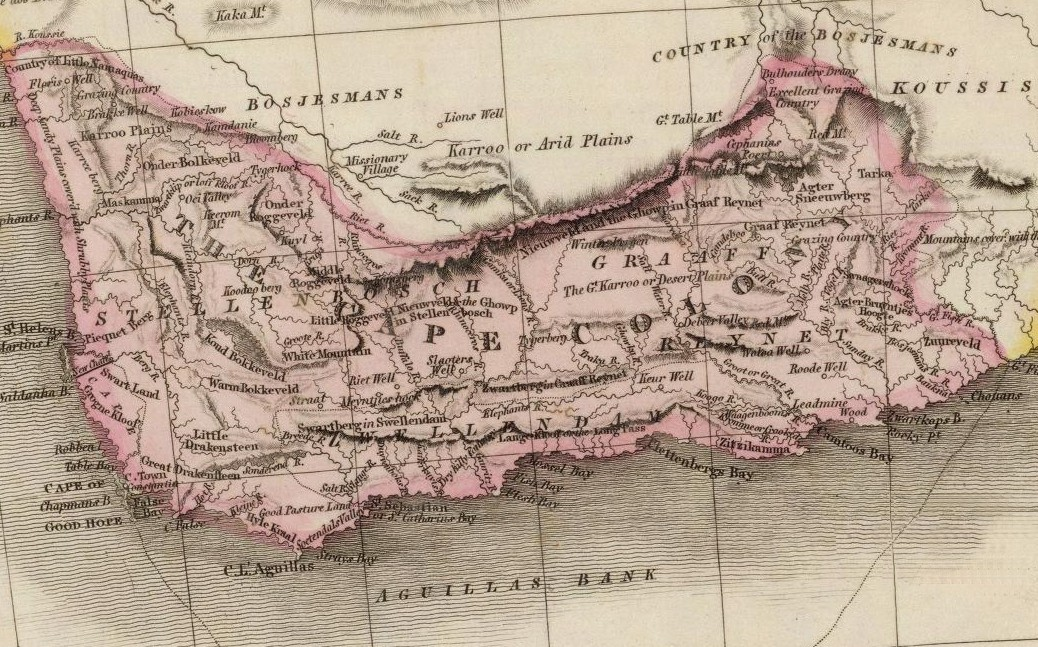
Carte de la colonie du Cap en 1809.

En 1806, la colonie est de nouveau occupée par le Royaume-Uni à qui elle est officiellement annexée en 1814 après le traité de Paris.
La colonie britannique est alors établie avec 25 000 esclaves, 20 000 colons blancs, 15 000 Khoï et San et 1 000 esclaves noirs libérés[réf. souhaitée]. Comme les Néerlandais, les Britanniques voient le Cap comme un point stratégique de ravitaillement, non pas comme une colonie. Les relations avec les Boers ne sont pas meilleures que durant la précédente administration.
En 1807, la colonie du Cap est rattachée au Colonial Office, représentée localement par un gouverneur. Les sociétés missionnaires anglicanes s'installent alors dans la colonie et entreprennent de venir en aide, de conseiller et de convertir les tribus hottentotes locales. La même année, Londres fait interdire le commerce des esclaves au sein de l'Empire. Au Cap, des mesures sont prises en faveur des KhoïKhoï et des esclaves. Des missions méthodistes s'installent en pays xhosas où les évangélistes cherchent à former une élite noire. En 1811, le rapport d'une mission met en cause plusieurs familles boers pour des mauvais traitements infligés aux esclaves. En 1812, les missionnaires obtiennent que les plaintes déposées par les Hottentots contre leurs employeurs soient traitées par les tribunaux et que les audiences soient publiques. Dans le veld, les Boers perçoivent ces avancées comme une atteinte à leurs libertés. En 1815, Lorsque le jeune boer Frederic Bezuidenhout, qui avait refusé d'obtempérer à une convocation judiciaire et avait été condamné par défaut, est tué lors de son arrestation par un policier hottentot, sa mort déclenche un mouvement de rébellion parmi les fermiers. Alliés au chef xhosa Ngqika, ils tentent de soulever la région du Zuurveld contre le pouvoir colonial. Accusés de haute trahison, cinq de ces rebelles boers sont arrêtés, condamnés à mort et pendus à Slachters Neck, fournissant les premiers martyrs à la communauté boer. Le fossé entre ceux-ci et les Britanniques ne cesse, dès lors, de s'élargir.

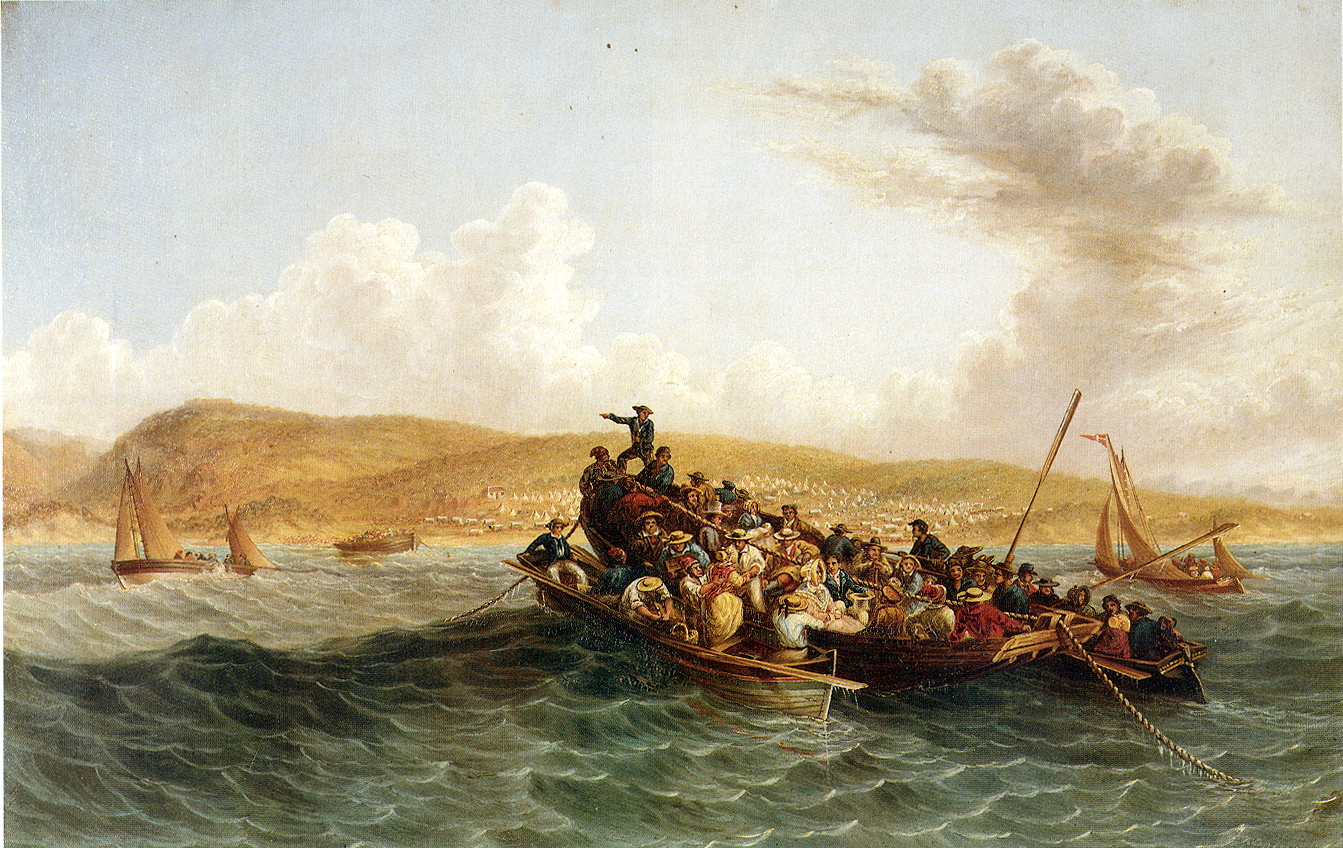
Arrivée des colons britanniques dans la baie d'Algoa.

En 1819, après une guerre de frontière, les territoires situés entre les fleuves Great Fish et Keiskamma (en) sont annexés à la colonie du Cap[réf. souhaitée].
En 1820, près de 5 000 colons britanniques débarquent au sud-est du Cap. et fondent la ville de Port Elizabeth, à la frontière des territoires xhosas. L'idée est de créer une zone tampon entre les fortifications du Cap et les territoires xhosas. Cette stratégie échoue et, dès 1823, la moitié des colons s'est retirée dans les villes, notamment Grahamstown et Port Elizabeth.
Le fossé entre les Britanniques et les Boers s'élargit ; les premiers dominent la politique, la culture et l'économie et les seconds sont relégués dans les fermes.
En 1822, le néerlandais perd son statut de langue officielle dans les tribunaux et les services gouvernementaux. Il recule dans les domaines scolaires et religieux. Le processus d'anglicisation est en marche, le patois néerlandais, appelé aussi afrikaans, est dénigré. En 1828, l'anglais devient la seule langue officielle pour les affaires administratives et religieuses. La même année, l'égalité des droits est proclamée dans la colonie du Cap entre KhoïKhoï et Blancs, tout comme le droit à la propriété pour les Noirs. En 1833, l'esclavage est aboli et les propriétaires des 40 000 esclaves de la colonie sont indemnisés[réf. souhaitée].

## Période 1810-1840: Mfecane
À l'époque des premiers contacts entre Blancs et Noirs, les peuples africains sont en pleine turbulence sociale et politique. Durant le début du XIXe siècle, la carte géopolitique de l'Afrique australe est complètement bouleversée par un ensemble d'évènements complexes désignés sous le terme de Mfecane (écrasement, broyage, déplacement massif de populations)[source insuffisante].
À la suite de heurts violents entre tribus, les rescapés des tribus vaincues se reforment en bandes et dévastent les régions qu'ils traversent. L'exemple le plus significatif de cette période arrive au moment de l'apogée de l'Empire Zoulou .

### Royaume zoulou de Shaka (1816-1897)

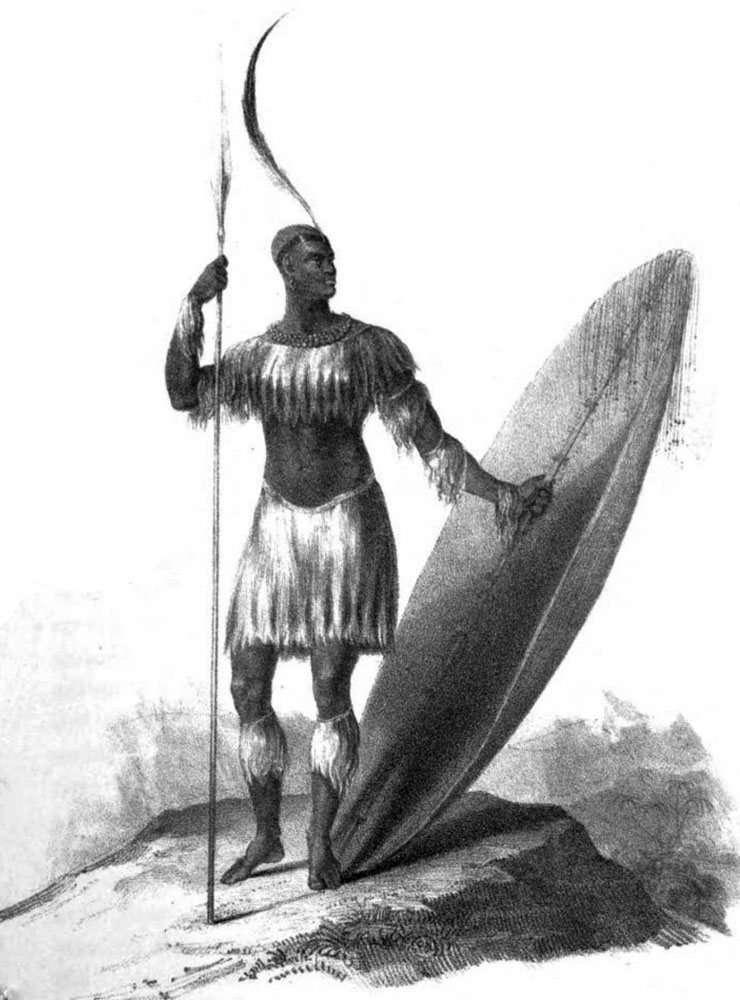
Le roi Chaka. Esquisse par James King, 1824.

Au début du XIXe siècle, les Zoulous sont une petite chefferie lignagère composée d'environ 2 000 personnes, qui vivent sur les rives du fleuve Umfolozi, dans l'actuelle province du KwaZulu-Natal. Deux puissances se partagent à l'époque le pouvoir dans la région, la confédération dirigée par le roi Dingiswayo, chef de la tribu des Mthethwa, et la grande tribu des Ndwandwe du chef Zwide. Le but des guerres tribales de l'époque consiste principalement à saisir le bétail de l'adversaire et les batailles, qui sont plus des démonstrations de force que de véritables empoignades, n'engagent que les meilleurs guerriers[source insuffisante].
En 1816, à la mort du chef zoulou Senzangakhona, son fils illégitime, Shaka, parvient à évincer ses frères et à prendre la tête de la chefferie. Shaka avait été auparavant un brillant officier de Dingiswayo et à la mort de celui-ci, il lui succède, prenant en 1818 la tête de la confédération formant la nation des Ngunis-Amazoulou, « ceux du ciel ».
Shaka remodèle l'organisation sociale et militaire de son peuple, réorganisant l'armée, qui comptait à l'origine 400 guerriers, en régiments et en instituant une véritable conscription. Une discipline rigoureuse est imposée ; le moindre manquement a la mort comme sanction[source insuffisante]. Pourvue d'une véritable armée de métier, chaque homme étant équipé avec un large bouclier de peau, celle-ci devient le pivot de la société, révolutionnant les structures traditionnelles. Le traditionnel jet du javelot est interdit et remplacé par une lance courte. Shaka réorganise l'État, divisant le royaume en districts militaires. Bouleversant également la stratégie militaire de son armée, Shaka opte pour l'attaque « en tête de buffle », où les ailes opèrent un mouvement tournant pour déborder, par une manœuvre rapide, les troupes adverses. S'il règne à ses débuts sur un territoire de 40 000 km2, il constitue une armée de métier puissante, capable selon certains historiens de parcourir jusqu'à 80 km en une journée, il est plus probable qu'ils aient été capables de tenir des cadences d'environ 15-20 km par jour, divisée en quatre corps, elle atteindra à son apogée 40 000 combattants et lui permettra d'étendre son royaume vers l'ouest et vers le sud, contre les peuples tembou, pondo et xhosa.

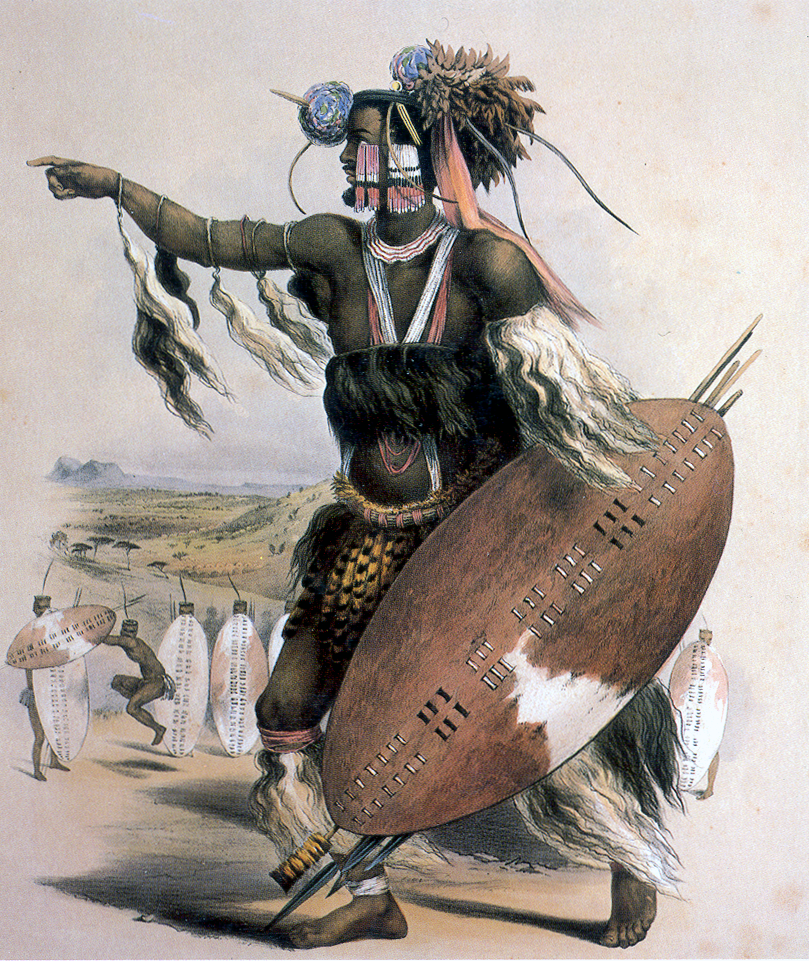
Utimuni, neveu de Shaka, en tenue de guerre.

Ce faisant, il conquiert en quatre années un territoire grand comme le tiers de la France, au prix de véritables massacres et de nettoyages ethniques. Il fait ainsi pratiquer un eugénisme systématique, forçant les clans à se soumettre pour éviter la destruction,[source insuffisante].
Entre 1816 et 1828, Shaka constitue ainsi un vaste empire. Tous les clans, entre les montagnes Drakensberg et le sud de la rivière Tugela, sont ainsi soumis à Shaka, de gré ou de force. Les indociles fuient vers le nord, dispersant sur leur passage les Sothos et les Tsongas, provoquant ainsi de très profonds bouleversements dans toute l'Afrique australe. Ainsi, les Ngwanes, vaincus, se retranchent, avec d'autres petits clans, dans l'actuel Swaziland, alors que les Sothos font de même sur l'oppidum imprenable de Thaba Bosiu d'où ils affronteront plus tard avec succès les Ndébélés, les Griquas et les Boers[source insuffisante]. En 1826, la puissante tribu rivale des Ndwandwe s'effondre sous les coups de boutoir de l'armée de Shaka. Plusieurs généraux, tels Shoshangane, s'enfuient vers le nord pour se tailler leur propre empire[source insuffisante]. Au sein même de la nation zouloue, Shaka est victime de trahisons, telle celle de Mzilikazi qui doit finalement s'enfuir avec quelques partisans, semant la ruine dans les hauts plateaux du veld, peuplés de Sotho, avant de fonder la nation matabele dans l'actuel Zimbabwe[source insuffisante]. Selon certains historiens[Qui ?], les conquêtes zouloues et leurs conséquences seraient responsables directement de la Mfecane et donc indirectement de la mort de plus de deux millions de personnes, qui laissent d'immenses territoires vides de toute population.
Le déclin de Shaka commence avec sa tendance de plus en plus affirmée à la tyrannie, qui lui vaut la crainte de son propre peuple. À la mort de sa mère Nandi, en 1827, Shaka fait exécuter plus de 7 000 personnes. Durant une année entière, il est interdit aux gens mariés de vivre ensemble et à tous de boire du lait[réf. souhaitée].
En 1828, Shaka est finalement assassiné, victime d'un complot organisé par son demi-frère, Dingane (1795c-1840)[réf. souhaitée].
Les conséquences indirectes du Mfecane permirent quelques années plus tard aux Boers, lors du Grand Trek, de s'installer sur le plateau intérieur afin d'y instaurer leurs républiques,[source insuffisante].

## Le Grand Trek (1835-1840)

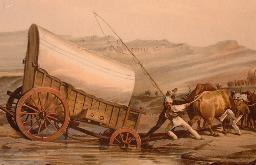
Le Grand Trek.

Quand les Britanniques abolissent l'esclavage en 1833, les Boers considèrent que c'est un acte contre la volonté divine de la hiérarchie des races. Pour apaiser les esprits, le gouverneur, Sir Benjamin D'Urban, instaure un conseil législatif de douze membres, supposé permettre aux administrés du Cap de débattre des affaires publiques.
Cependant, si les compensations financières allouées pour indemniser les anciens propriétaires d'esclaves (principalement les fermiers du Cap) sont estimées insuffisantes par ces derniers, ce furent les Trekboers, pourtant trop pauvres pour posséder des esclaves, qui furent les plus choqués par l'abolition de l'esclavage, y voyant une atteinte à l'ordre divin. L'arrogance des autorités britanniques finit de convaincre des milliers de Trekboers de choisir l'émancipation du pouvoir colonial et de s'exiler à l'intérieur des terres pour y fonder une république boer indépendante.

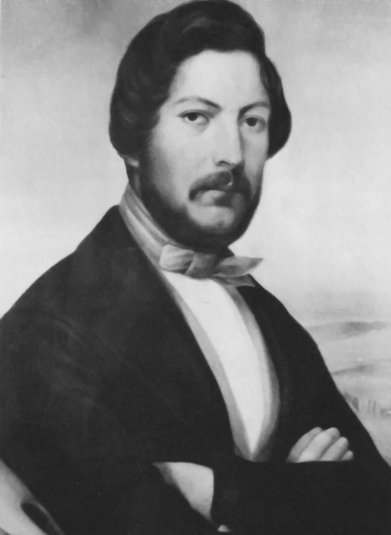
Andries Pretorius, chef emblématique des Voortrekkers.

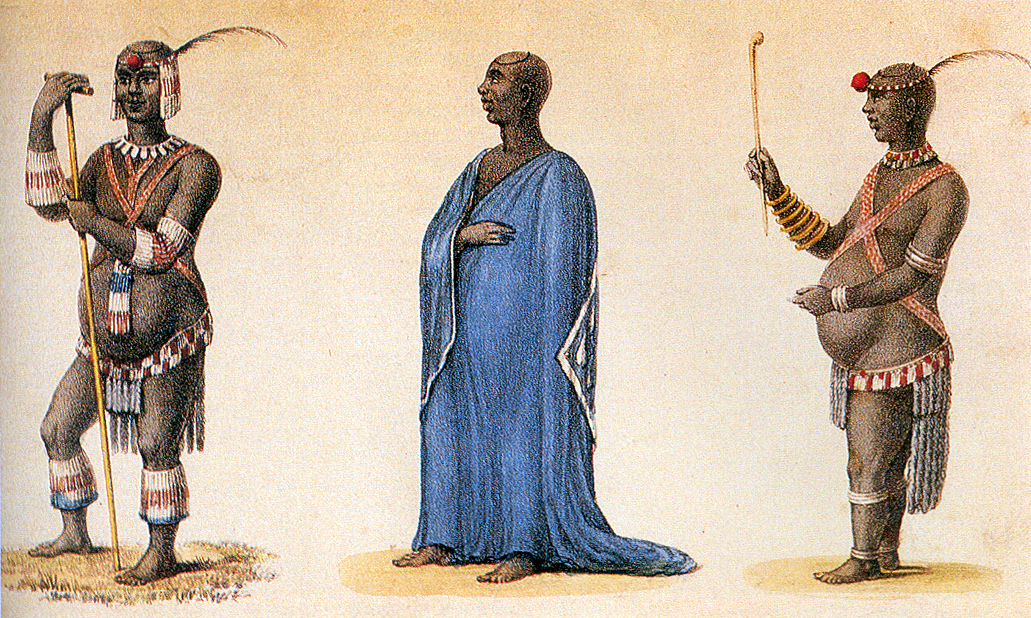
Le roi Dingane en tenue ordinaire et d'apparat.

En 1835, entre 68 000 et 105 000 blancs vivaient alors dans la colonie du Cap. Optant pour un nouveau départ vers l'intérieur des terres, quelque 4 000 Boers embarquent pour l'inconnu à bord de leurs chars à bœufs, avec femmes, enfants et serviteurs. Les premiers groupes organisés quittent les régions et villes du Cap, de Graaff-Reinet, de George et de Grahamstown, avec à leur tête, des chefs élus par leurs communautés comme Andries Pretorius, Louis Trichardt, Hendrik Potgieter et Piet Retief. Le nombre de ces pionniers s'élève à plus de 14 000 dans les dix années qui suivent,. On les appelle les Voortrekkers.
Cette période est connue sous le nom de Grand Trek et façonne la mythologie des Afrikaners, le peuple élu, la tribu blanche, à la recherche de sa terre promise, à la manière de l'idéologie de la destinée manifeste nord-américaine.
Digne du Far West américain, cette aventure constitue la genèse du volk afrikaner dont les motivations sont exposées dans un manifeste rédigé le 22 janvier 1837 par le voortrekker Piet Retief. Il y énonce ses griefs contre l'autorité britannique, les humiliations que les Boers estiment avoir subies, leur croyance en un Être juste qui les guidera vers une terre promise où ils pourront se consacrer à la prospérité, à la paix et au bonheur de leurs enfants, une terre où ils seraient enfin libres et où leur gouvernement décidera de ses propres lois,,.
En avril 1836, les deux premiers convois, comprenant chacun une trentaine de famille, menés par Louis Trichardt et Janse van Rensburg, franchissent le fleuve Vaal et traversent le haut-veld, poussant vers l'Est. Les deux groupes, après trois années d'errance, sont finalement décimés par les fièvres et les conflits avec les Tsongas.
Les convois menés par Hendrik Potgieter (1792-1852) et Gert Maritz (1797-1838) se heurtent aux guerriers de Mzilikazi. Celui-ci est défait lors de la bataille de Vegkop et s'enfuit avec ses ndébélés au nord du fleuve Limpopo, où il fonde le Matabeleland. Après avoir repoussé plus au sud les Sothos de Moshoeshoe (1786-1870) dans les montagnes de l'actuel Lesotho, les Boers proclament la création de la république des Voortrekkers à Potchefstroom, mais les conditions de vie les poussent à redescendre vers le Natal. La trahison dont vont alors être victimes les chefs voortrekkers, Gert Maritz et Piet Retief, va longtemps symboliser et entretenir la méfiance des Afrikaners envers les Noirs d'Afrique du Sud. En effet, Retief avait entrepris de négocier un accord de coexistence et d'entraide avec Dingane kaSenzangakhona, le roi des Zoulous. Ayant obtenu un accord de ce dernier, Retief et ses compagnons sont invités à un banquet en guise de cérémonie de signature. En confiance, ils acceptent de laisser leurs armes. Au cours de la cérémonie, Retief et ses 70 compagnons sont massacrés sur ordre du Roi Zoulou, qui ordonne alors de trouver les campements boers et de massacrer tous ceux qui s'y trouvent,.

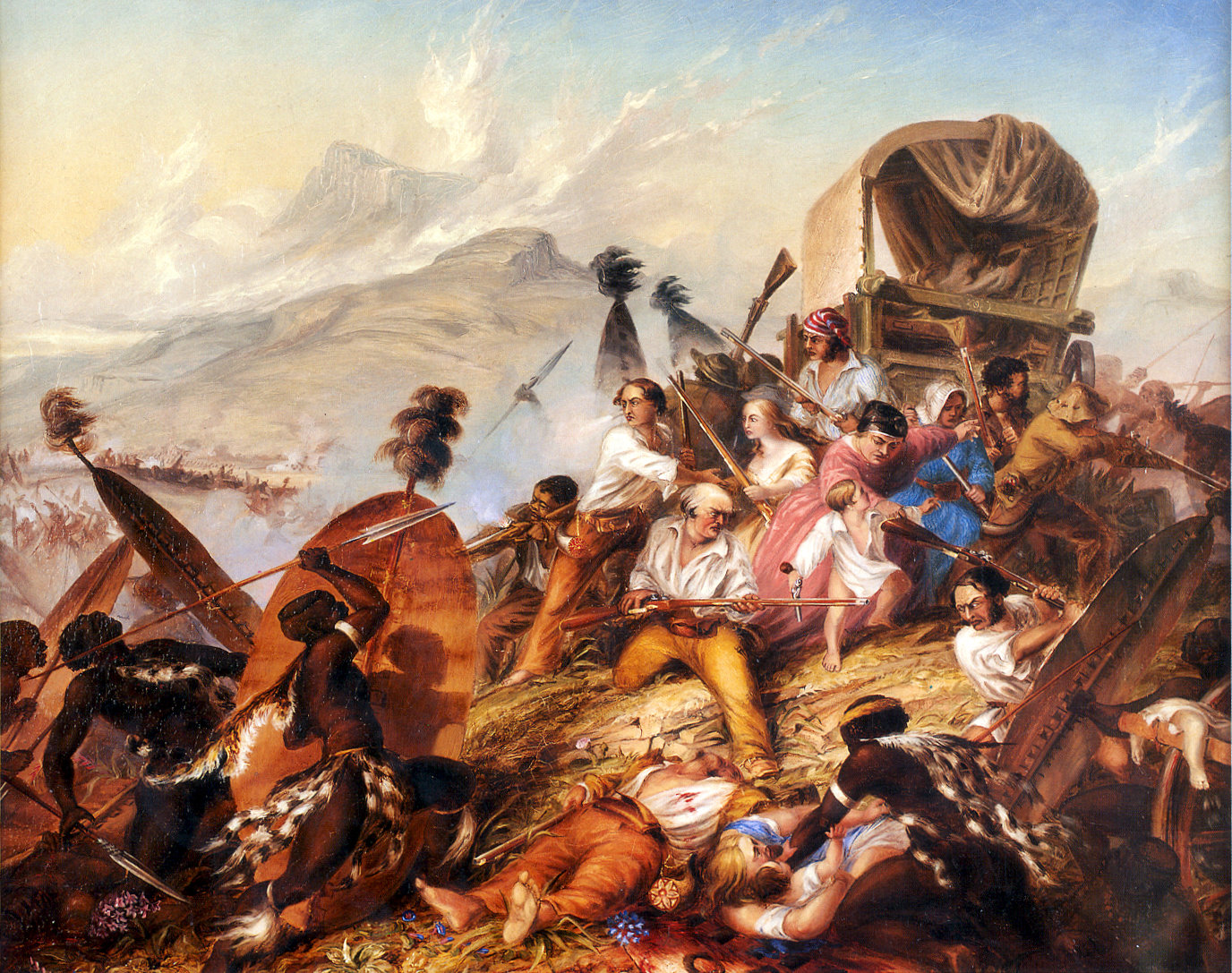
Massacre des Voortrekkers à Weenen en 1838.

Alertés par des survivants qui échappent à ces massacres, des familles boers se rassemblent autour de leurs chefs, Andries Pretorius et Sarel Cilliers.
Le 16 décembre 1838, à l'aube de la confrontation finale, la tradition historique et religieuse afrikaner mentionne que les assiégés en appellent à la protection de Dieu en faisant le vœu de faire du jour de la bataille un jour de prières (« le jour du vœu ») et promettent d'édifier une église pour rendre grâce au seigneur afin de l'honorer,.

Drapeau de Natalia.

La confrontation lors de la bataille de Blood River, entre 500 Boers repliés derrière leurs chariots rangés en cercle (laager) et 10 000 guerriers zoulous, se solde par une véritable hécatombe zouloue, colorant de leur sang la rivière Ncome dorénavant connue sous le nom de Blood River, alors que les voortrekkers n'ont que quelques blessés. Cette victoire conforte la foi des Boers en leur destin biblique. Ils occupent emGungundlovu, qui fait office de capitale zouloue. Ils reconnaissent Mpande kaSenzangakhona (1798-1872), le demi-frère de Dingane, comme roi des Zoulous, avec qui ils s'allient pour défaire les régiments de Dingane. Celui-ci s'enfuit vers le nord, où il est tué par les Swazis. Quant à Mpande, qui va maintenir l'unité du royaume zoulou pendant trente ans, il cède la moitié du Natal aux Voortrekkers qui y proclament la république de Natalia (1839-1843).
Craignant que les Boers ne développent des relations avec des puissances étrangères, les Britanniques envoient un corps expéditionnaire au Natal en 1842, ce qui aboutit à l'annexion de la région le 12 mai 1843 par les Britanniques.
Les Boers reprennent alors leur grand trek vers le Nord, au-delà des fleuves Orange et Vaal, rejoignant des communautés déjà établies mais ils se heurtent encore aux Gricquas, des métis khoïkhoï, et aux Sothos de Moshoeshoe[réf. souhaitée].
Parallèlement, des groupes de métis font leur propre Trek. Les Oorlams, métis de Namas et de Néerlandais, sous la direction de Jager puis de son fils Jonker Afrikaner, s'établissent dans la région du TransGariep. Dans le Namaqualand, des Bastaards instaurent des républiques autonomes dotées de règles constitutionnelles mais sous souveraineté britannique. Ainsi, Kommagas, Steinkopf et Concordia sont érigées en marge de la colonie. Dans les années 1860, des groupes de Bastaards fondent la communauté de Rehoboth dans le Sud-Ouest africain.

## Cafrerie britannique (1835-1866)

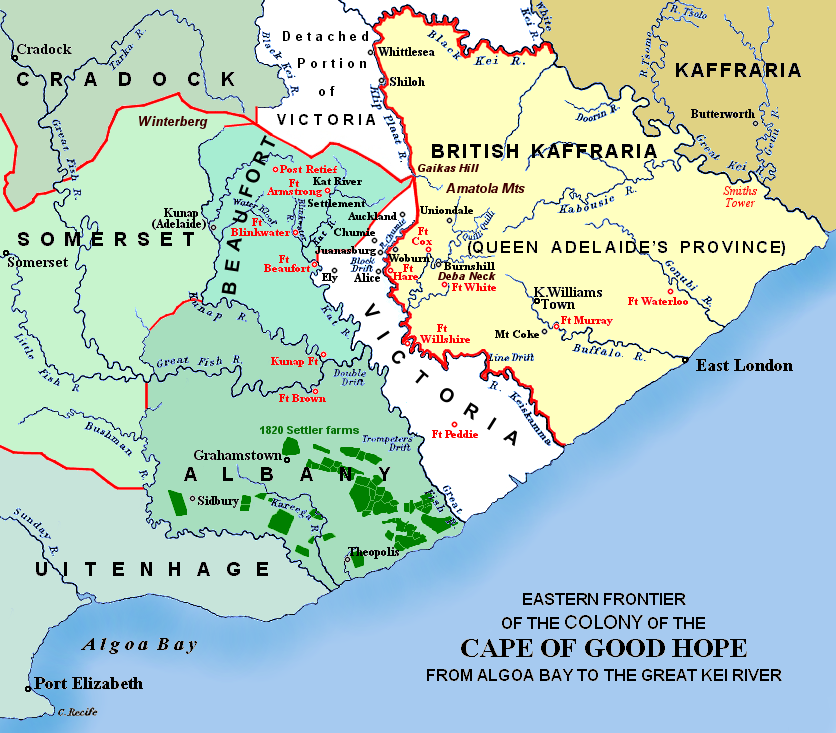
Frontière est de la colonie du Cap et la cafrerie britannique en 1835.

Sur la frontière orientale de la colonie du Cap, les escarmouches entre colons boers et Xhosas sont de plus en plus violentes. En 1834, un chef de haut rang Xhosa est tué lors d'un raid des commandos boers. Une armée de 10 000 guerriers, franchit alors la frontière orientale de la colonie, procède à un pillage systématique des fermes et abat tous ceux qui résistent. Un contingent militaire britannique est alors envoyé dans la région sous le commandement du Colonel Harry Smith en janvier 1835. Pendant neuf mois, de sévères combats opposent troupes britanniques et guerriers Xhosas. Le 10 mai 1835, la région située en amont de la rivière Keiskamma et en aval de la rivière Kei, est annexée à la colonie du Cap sous le nom de province de la Reine Adélaïde, en hommage à l'épouse du Roi Guillaume IV. Cependant, le secrétaire d'état aux colonies exige que la région soit restituée aux indigènes et en 1836, les troupes britanniques se retirent de la zone tampon pour s'établir près de la rivière Keiskamma.
Du côté de la frontière nord de la colonie du Cap, les premiers traités sont signés avec les Gricquas en 1843-1844 pour la reconnaissance du Griqualand Ouest.
En mars 1846, une nouvelle guerre Cafre est déclenchée sur la frontière orientale et se conclut par la défaite des guerriers Xhosas. Le district de la Reine Adélaide est déplacé à King William's Town et devient la Cafrerie britannique, administrée séparément de la colonie du Cap en tant que possession de la Couronne britannique.

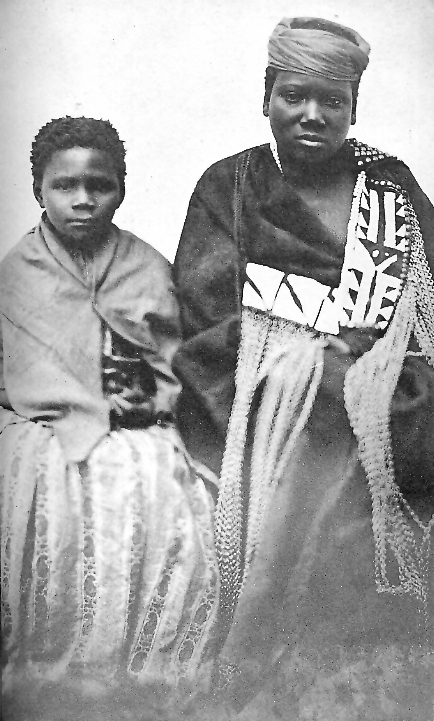
Nonkosi et Nongqawuse.

Le 24 décembre 1850, les Xhosas se soulèvent de nouveau. Les colons établis dans les villages frontaliers sont attaqués par surprise, la plupart sont tués et leurs fermes incendiées. Le conflit débouche finalement sur une nouvelle défaite Xhosa en 1853. La Cafrerie britannique change alors de statut pour devenir une colonie de la Couronne.
En 1856, une jeune fille xhosa nommée Nongqawuse annonce avoir eu une vision, la puissance des Xhosas serait restaurée, le bétail multiplié et les Blancs chassés à la condition que, pour la pleine Lune, tout le bétail soit abattu, les récoltes brûlées et les réserves alimentaires détruites. Elle est entendue et les chefs xhosas ordonnent de procéder à la destruction du bétail et des récoltes. La prédiction ne se réalise pas à la date prévue alors que 85 % du bétail avait été abattu. La faute en est imputée aux récalcitrants et de violentes querelles achèvent de plonger la région dans la misère et la famine. La population est affamée, réduite à manger de la nourriture des chevaux, de l'herbe, des racines, des écorces de mimosa, certains s'adonnant jusqu'au cannibalisme pour survivre. D'autres fuient vers la colonie du Cap pour implorer des secours. En fin de compte, cette famine meurtrière signe la fin des guerres entre Britanniques et Xhosas. La population de la Cafrerie passe en deux ans de 105 000 à moins de 26 000 individus. Les terres dépeuplées sont alors attribuées à plus de 6 000 immigrants européens d'origine allemande.
En 1866, tout le territoire de la cafrerie britannique est incorporée à la colonie du Cap pour former les districts de King William's Town et de East London.

## Développement des républiques boers et des colonies britanniques (1839-1902)

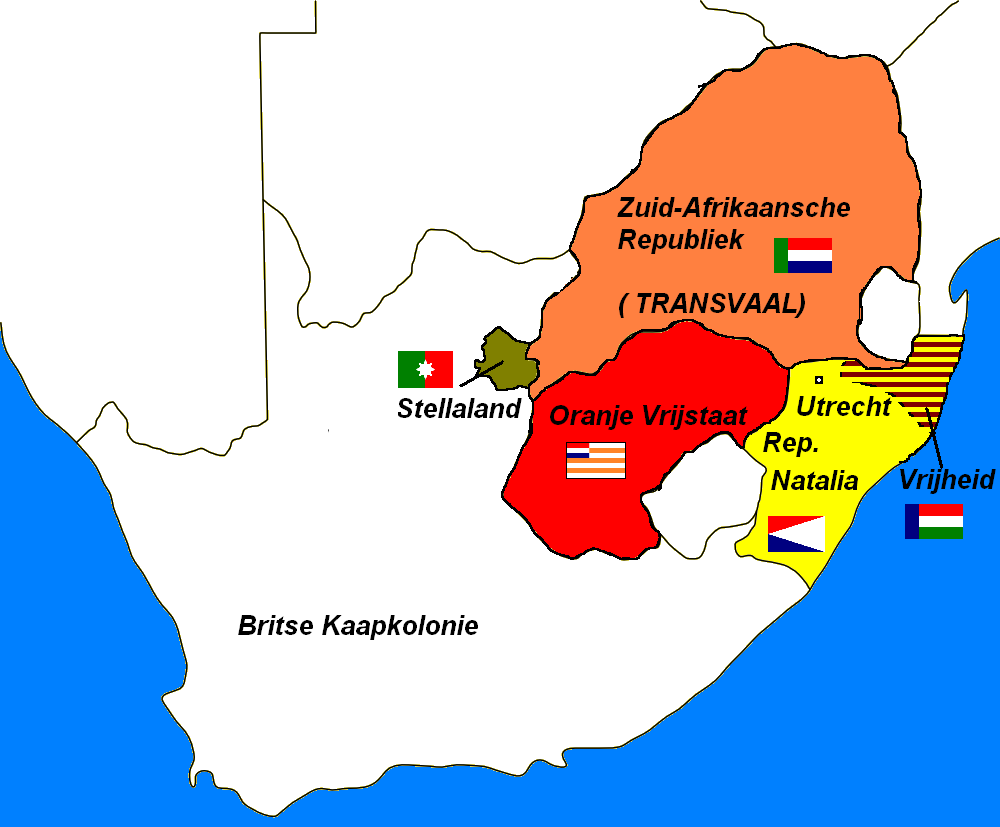
Les républiques boers au XIXe siècle.

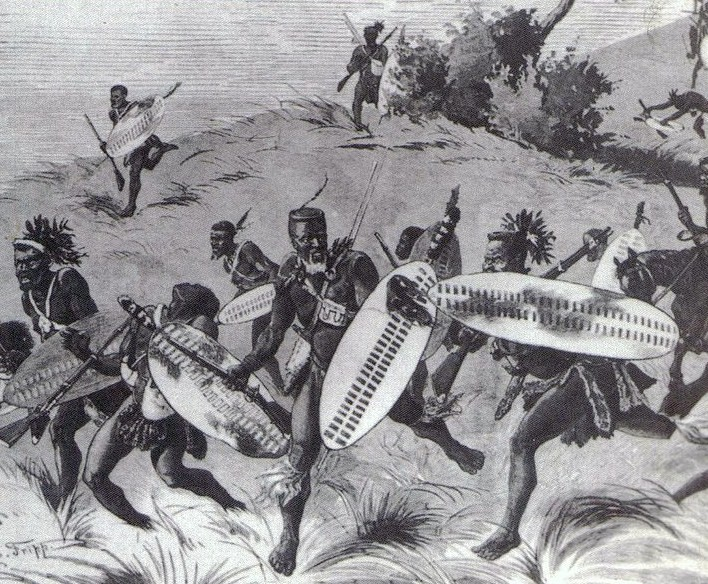
Guerriers zoulous en 1879 lors de la bataille d'Isandhlwana.

Après l'annexion du Natal par les Britanniques au début des années 1840, l'épopée boer recommence pour atteindre son apogée dans les années 1852-1854 avec la création des deux républiques indépendantes, la Zuid Afrikaansche Republiek (« République sud-africaine ») au Transvaal et l'Oranje Frystaat (« État libre d'Orange »), reconnues par les Britanniques par le Traité de Sand River.
Ces républiques, économiquement arriérées, sont faiblement peuplées, 25 000 au Transvaal et la moitié dans l'État libre lors de leur fondation. Dans l'État libre d'Orange, le droit de vote permettant d'élire un parlement et un président, est accordé à tous les hommes blancs âgés de plus de 18 ans, quelle que soit leur origine. Dans la république sud-africaine du Transvaal, seuls les Voortrekkers sont à l'origine des citoyens. La citoyenneté est accordée progressivement aux Boers d'arrivées plus récente. Si l'État libre d'Orange réussit rapidement à parvenir à une stabilité politique, la république sud-africaine au Transvaal met plusieurs années à assimiler une petite dizaine de micro-républiques boers réfractaires. La tentative, par le président Marthinus Wessel Pretorius, de fusionner les deux grandes républiques, au début des années 1860, est un échec.
Le Transvaal comme l'État libre d'Orange sont des sortes de patriarcats pastoraux, aux infrastructures des plus sommaires. La Zuid Afrikaansche Republiek est constituée essentiellement de fermes disséminées sur des milliers de kilomètres. Si l'inégalité des blancs et des gens de couleurs, dans l'État ou au sein de l'église réformée hollandaise, est affirmée dans la loi fondamentale de l'État, des traités sont signés entre le Transvaal et les chefs indigènes garantissant un droit de propriété foncier inaliénable dans les huit territoires tribaux reconnus au sein de la république. Les relations avec celles-ci sont peu conflictuelles même si elles obligent parfois à mener des expéditions militaires, parfois punitives, comme celles contre le chef Makapan. Si aucune armée au sens strict du terme n'existe au Transvaal, la défense du territoire boer est assuré par des Kommandos, composés de fermiers, relevant de chefs de districts lesquels sont sous les ordres du commandant général, élu par les Boers. Si dans l'état-libre, les conflits sont plus nombreux avec les Sothos, les alliances se nouent parfois même entre Boers et Bantous pour faire front face à un ennemi commun.

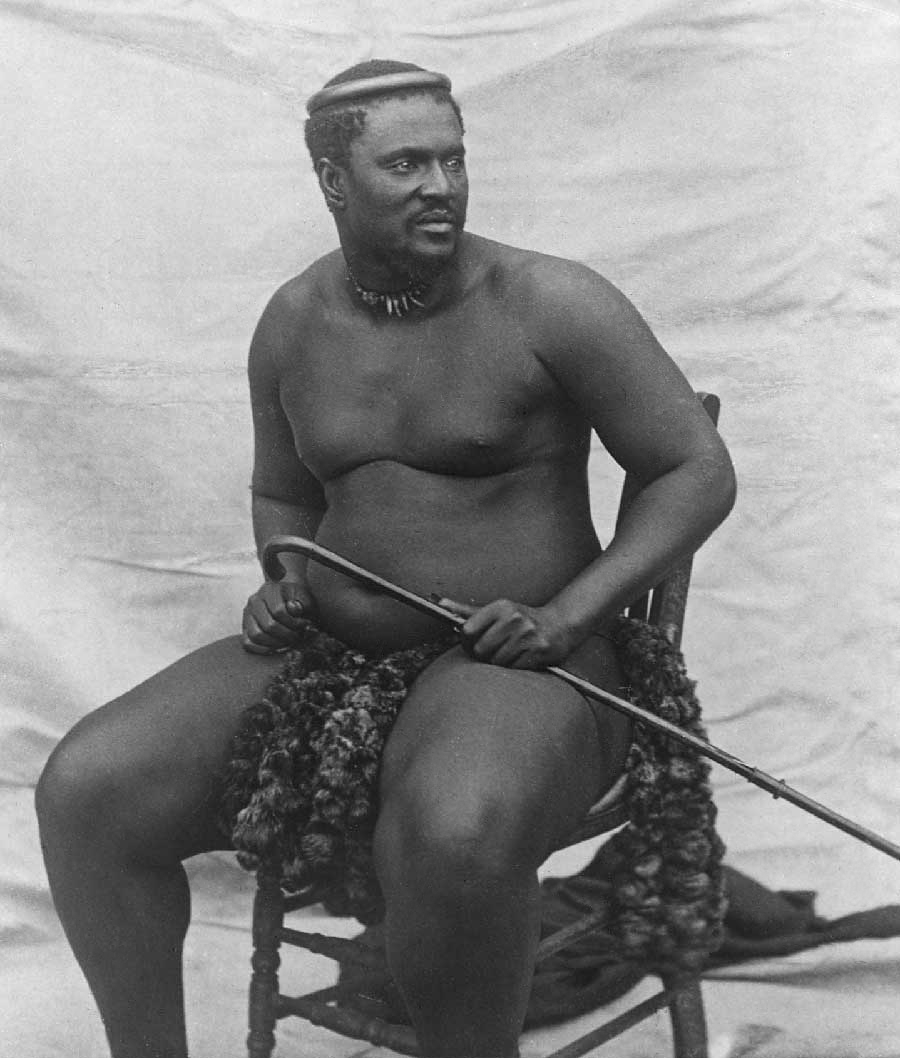
Cetshwayo, le roi des Zoulous.

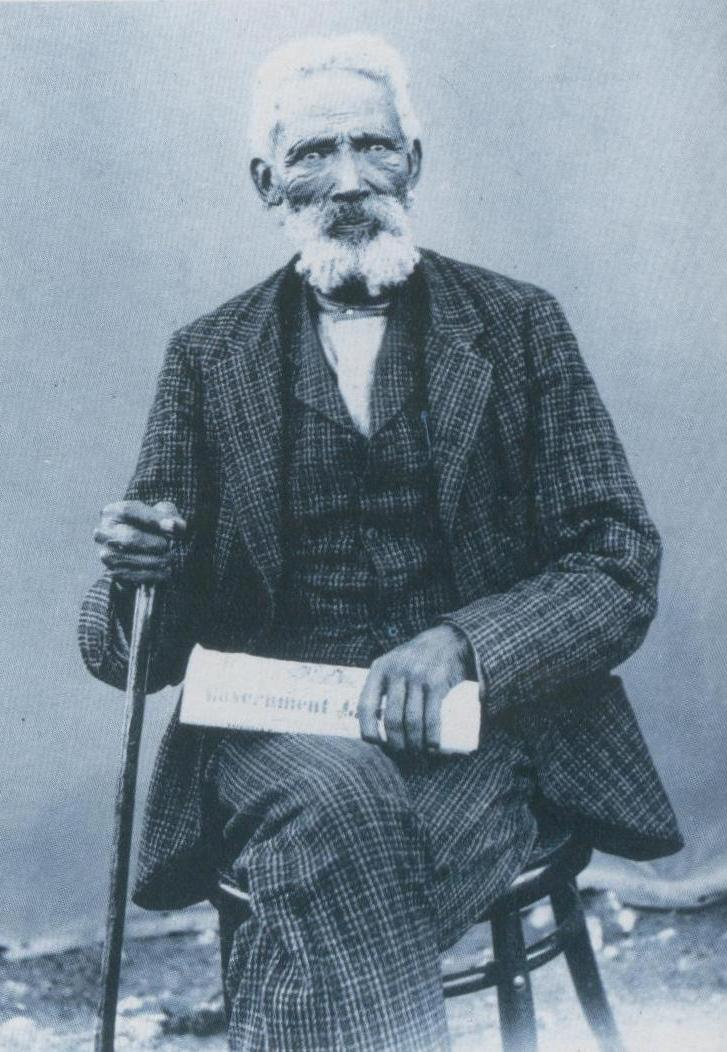
Nicolaas Waterboer (1819-1896), le chef des Griquas.

Toutefois, à partir de 1876, les Boers du Transvaal sont sérieusement accrochés par leurs voisins africains. Dans le Transvaal de l'ouest, où ils cherchent à s'implanter, les Boers subissent de sérieux revers face aux Pedis du roi Sekhukhune Ier (1814-1882), bien armés et retranchés dans les montagnes. Au sud, le militarisme zoulou refait surface. Le roi Cetshwayo (1826-1884), qui a succédé à son frère Mpande (1798-1872), l'ancien allié des Boers, est décidé à expulser ces derniers de la région du fleuve Tugela.
De son côté, en mars 1854, la colonie du Cap se dote d'une constitution prévoyant l'établissement de deux assemblées dont les membres sont élus au suffrage censitaire. Le minimum de propriété pour voter à la chambre basse est très faible, 25 livres, permettant à 80 % de la population masculine d'exercer son droit de vote. La sélection des électeurs de la chambre haute est plus rigoureuse et nécessite de posséder déjà une certaine fortune, de 2 000 à 4 000 livres. L'égalité des races, reconnues depuis 1828, y est réaffirmée. Ainsi, un grand nombre de métis se retrouvent électeurs de plein droit à la chambre basse[réf. souhaitée].
La colonie britannique du Natal est sujette à de profonds troubles à la suite de la farouche résistance des Zoulous. L'autorité coloniale y crée des "réserves" afin d'assurer la sécurité du territoire, satisfaire les besoins en main-d'œuvre des fermiers et lutter contre le vagabondage. En 1849, sept réserves sont créées au Natal. Elles sont plus de quarante quinze ans plus tard, après l'extension du territoire. Mais, dans les années 1860, pour pallier le manque de main-d'œuvre dans les plantations de cannes à sucre du Natal, les Britanniques font venir des milliers d'Indiens sous contrat qui vont rester dans le pays, constituant un nouveau groupe ethnique.
En 1870, les deux républiques boers totalisent 45 000 habitants contre près de 200 000 Blancs dans la colonie du Cap.
Trois ans plus tôt, dans un territoire semi-indépendant, le Griqualand-Ouest, situé à la frontière de la colonie du Cap, de l'état-libre et du Transvaal, des diamants avaient été découverts. À la suite d'un arbitrage international, rendu par le lieutenant-gouverneur du Natal, le territoire est attribué en 1871 à Nicolaas Waterboer (1819-1896), chef des Griquas, lequel demande la protection britannique. Tout le gite diamantifère est alors annexé à la colonie du Cap, provoquant la fureur des républiques boers. La proposition faite par le ministre britannique des colonies, Lord Carnavon, de doter l'Afrique du Sud d'une structure fédérale sur le modèle canadien ne peut qu'échouer, après son rejet à la fois par les républiques boers et par les habitants des colonies. Le gîte diamantifère donne naissance à la ville de Kimberley, qui devient très rapidement la deuxième ville la plus peuplée d'Afrique du Sud. De nombreux migrants noirs, venus des pays sothos et tswana, abandonnent la paysannerie pour s'embaucher volontairement comme mineurs sur les champs de diamants de la région,. Certains d'entre eux parviennent notamment à acheter leurs propres concessions et en 1875, plus d'un cinquième des propriétaires de mine sont noirs ou métis.
L'annexion du Griqualand par la colonie du Cap accélère l'émergence d'un nationalisme afrikaans, englobant à la fois les Boers des républiques et ceux des colonies britanniques. Au Cap, un mouvement de revendication culturel, Die Genootskap van Regte Afrikaners (l'« Association des vrais Afrikaners ») se constitue avec pour objectif de faire reconnaitre l'afrikaans, au côté de l'anglais, comme langue officielle de la colonie et d'en faire un véritable outil de communication écrite.

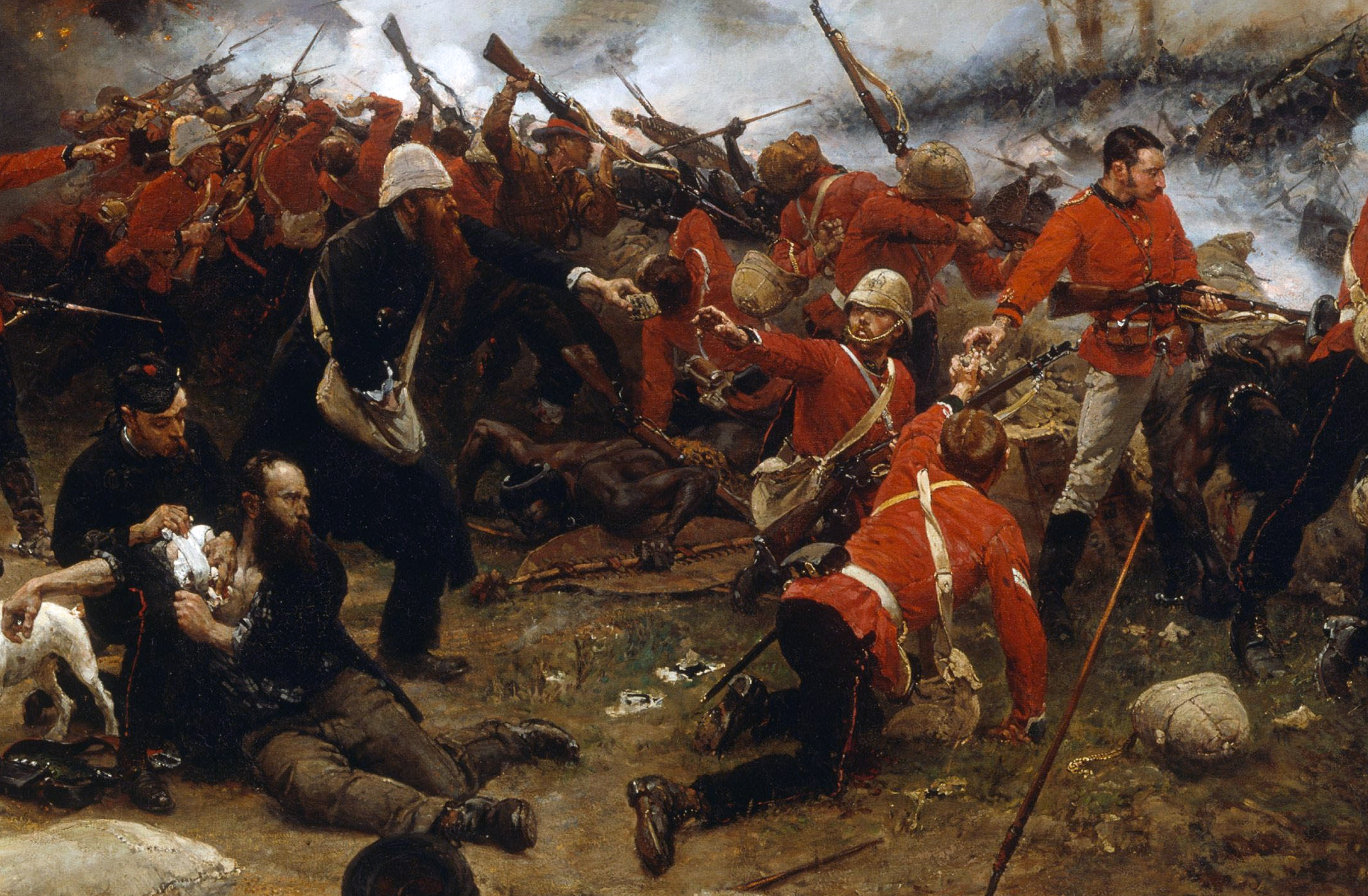
La résistance britannique à Rorke's Drift permet de lever l'humiliation d'Isandhlwana avant la victoire décisive sur les Zoulous à la bataille d'Ulundi.

En 1876, le mouvement publie Die Afrikaanse Patriot, la première revue en afrikaans, afin d'éveiller la conscience nationale des utilisateurs de la langue afrikaans et de les libérer de leur complexe d'infériorité culturelle face aux Anglais. L'année suivante, Stephanus Jacobus du Toit publie Die Geskiedenis van ons Land in die Taal van ons Volk, le premier livre d'histoire des Afrikaners, écrit en afrikaans, dans une version empreinte de mysticisme.
En janvier 1879, l'armée britannique subit une défaite mémorable à Isandhlwana contre les Zoulous du chef Cetshwayo. C'est lors d'une escarmouche avec les Zoulous que le jeune prince impérial (1856-1879), fils de Napoléon III et de l'Impératrice Eugénie, trouve la mort le 1er juin 1879.
La guerre anglo-zouloue dure un peu plus de six mois et se termine par la victoire de l'armée britannique sous les ordres du général Garnet Wolseley (1833-1913). Le 4 juillet 1879, Ulundi, la capitale zouloue, est investie par l'armée, et Cetshwayo fait prisonnier. Le grand royaume Zoulou est démantelé et divisé en treize petits royaumes. Débarrassé de toute menace sérieuse de la part des Zoulous mais aussi des Pedis, vaincus par Wolseley, le gouvernement colonial britannique peut reporter son attention sur les républiques boers, véritables épines dorées au milieu de leur Empire.
En effet, le Transvaal se révèle immensément riche en or et diamants ; leurs découvertes à partir des années 1880 sont perçues par les Boers, fermiers avant tout, comme une véritable catastrophe. Des quatre coins du monde, des milliers d'aventuriers affluent vers le Transvaal, apportant avec eux un mode de vie à l'opposé de l'austérité et du puritanisme boer[source insuffisante].

## Guerres anglo-boers (1880-1902)

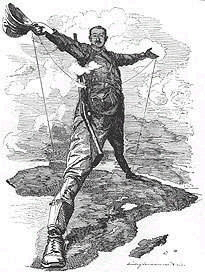
L'Afrique britannique du Cap au Caire selon l'ambition de Cecil Rhodes.

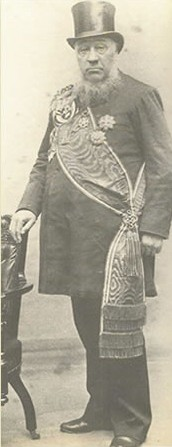
Paul Kruger.

### La première guerre des Boers
Prétextant de l'incapacité du gouvernement de la république sud-africaine à réduire la rébellion Pedi, les Britanniques annexent le Transvaal en 1877. Sur le moment, les Boers n'opposent aucune résistance, leur État étant politiquement instable et au bord de la banqueroute, mais, en décembre 1880, débute la première guerre anglo-boer, menée par un triumvirat composé de l'ancien vice-président du Transvaal, Paul Kruger, de Piet Joubert et de Marthinus Wessel Pretorius, sur fond de nationalisme boer et d'hostilité à l'impérialisme britannique. Durant cette guerre, les Boers portent des habits kaki de la même teinte que la terre, tandis que les soldats britanniques portent un uniforme rouge vif, cible bien visible pour les francs-tireurs. À la suite de plusieurs victoires boers et de la défaite britannique retentissante lors de la bataille de Majuba, le gouvernement britannique décide de se retirer d'un conflit à l'issue incertaine. Il signe la convention de Pretoria, qui permet au Transvaal de recouvrer l'indépendance et de connaitre un début de développement économique sous la présidence du vénérable et légendaire Paul Kruger. Ce dernier peut compter, dans un premier temps, sur le soutien au Cap d'un puissant réseau politique, l'Afrikaner Bond, formé par l'association des vrais Afrikaners et celles des fermiers afrikaans, qui détient la majorité parlementaire à l'assemblée de la colonie.
Alors que le nationalisme afrikaner se développe, les bantous, scolarisés et éduqués par les missionnaires du Transkei et du royaume zoulou (Zululand), commencent de leur côté à acquérir leur autonomie au sein de la société civile sud-africaine dite civilisée. En 1884, à King William's Town, John Tengo Jabavu fonde Imvo Zabantsundu (« opinion africaine »), le premier journal bantou indépendant d'une mission religieuse, écrit par des journalistes Noirs pour un lectorat Noir, principalement xhosa. En quelques années, plusieurs autres journaux apparaissent dont Izwi Labantu, lancé par Walter Rubusana, sur une ligne éditoriale opposée à celle, estimée trop conservatrice, de John Tengo Jabavu, soutenue par les libéraux blancs du Cap.
Mais c'est la découverte des gisements d'or au Witwatersrand en 1886 qui fait du Transvaal le principal sujet préoccupant pour l'administration coloniale britannique. Longue d'environ 70 km d'ouest en est, la zone aurifère du Witwatersrand s'avère la plus riche jamais découverte ; elle fournit, à la fin du XIXe siècle, jusqu'à un quart de la production mondiale d'or. Au Cap, l'homme d'affaires Cecil Rhodes (1853-1902) s'emploie dès lors à saper la stabilité des républiques boers afin de réaliser sa vision impérialiste, qui consistait à former un dominion sud-africain économiquement unifié ainsi qu'une Afrique britannique du Cap au Caire. En 1889, joignant ses ambitions politiques et ses intérêts privés, Rhodes crée la British South Africa Company (BSAC), qui obtient du gouvernement britannique une « charte royale » pour occuper le Matabeleland, le royaume du roi Lobengula, successeur de Mzilikazi, situé au nord du Transvaal.

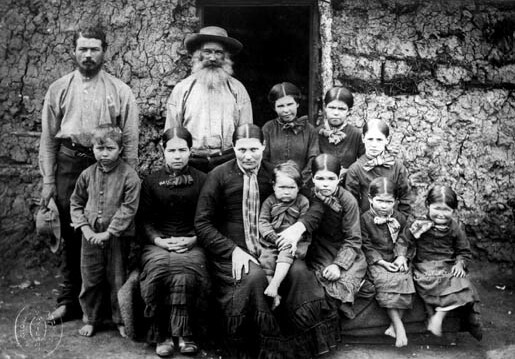
Une famille de Boers en 1886.

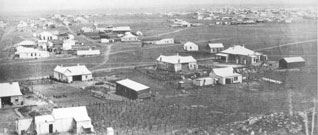
Johannesbourg en 1896.

En 1890, alors que Rhodes est devenu Premier Ministre du Cap, avec le soutien de l'Afrikaner Bond, la BSAC occupe le Mashonaland[réf. souhaitée]. Ces deux territoires, ainsi que ceux conquis en amont du fleuve Zambèze, forment bientôt la Rhodésie.
À l'ouest, le Bechuanaland est sous contrôle britannique. Le Transvaal est encerclé et, mis à part l'unique débouché maritime que lui offre Lourenço-Marquès, dans la colonie portugaise du Mozambique, il ne peut se développer sans concertation avec les autorités britanniques.
L'irruption d'un système industriel dans une société rurale, autarcique et conservatrice telle que celle du Transvaal a des répercussions considérables, déplaçant le centre de gravité économique de l'ensemble régional sud-africain vers Johannesbourg, ville nouvelle et cosmopolite au cœur du Witwatersrand, fondée en 1886 à une cinquante de kilomètres de Pretoria, la capitale du Transvaal. Née de la ruée vers l'or, elle atteint en quelques années plus de cent mille habitants, principalement originaires du Cap ou d'outre-mer ; ce sont les uitlanders, qui réclament l'égalité politique avec les Boers de la république. À ces uitlanders s'ajoutent des milliers de nouveaux prolétaires noirs, venant du monde rural, qui constituent une nouvelle catégorie urbaine de population déracinée et coupée de ses origines tribales. Afin de gérer cette classe ouvrière noire dans le Witwatersrand, les autorités sud-africaines du Transvaal répliquent les lois adoptées à Kimberley sur le travail migrant, combinant confinement spatial dans des zones définies et emplois réservés.
Au milieu des années 1890, les tensions montent de nouveau entre le gouvernement colonial du Cap et le Transvaal, à propos notamment du montant des taxes ferroviaires et des tarifs douaniers appliqués par la république. Cette opposition finit par se personnaliser entre le président Kruger et Cecil Rhodes, premier ministre de la Colonie du Cap. Les géologues découvrent que le gisement d'or est énorme s'il est possible de l'exploiter en grande profondeur, ce qui génère, à Paris et Londres, une des plus grandes spéculations de l'histoire boursière.

### La seconde guerre des Boers

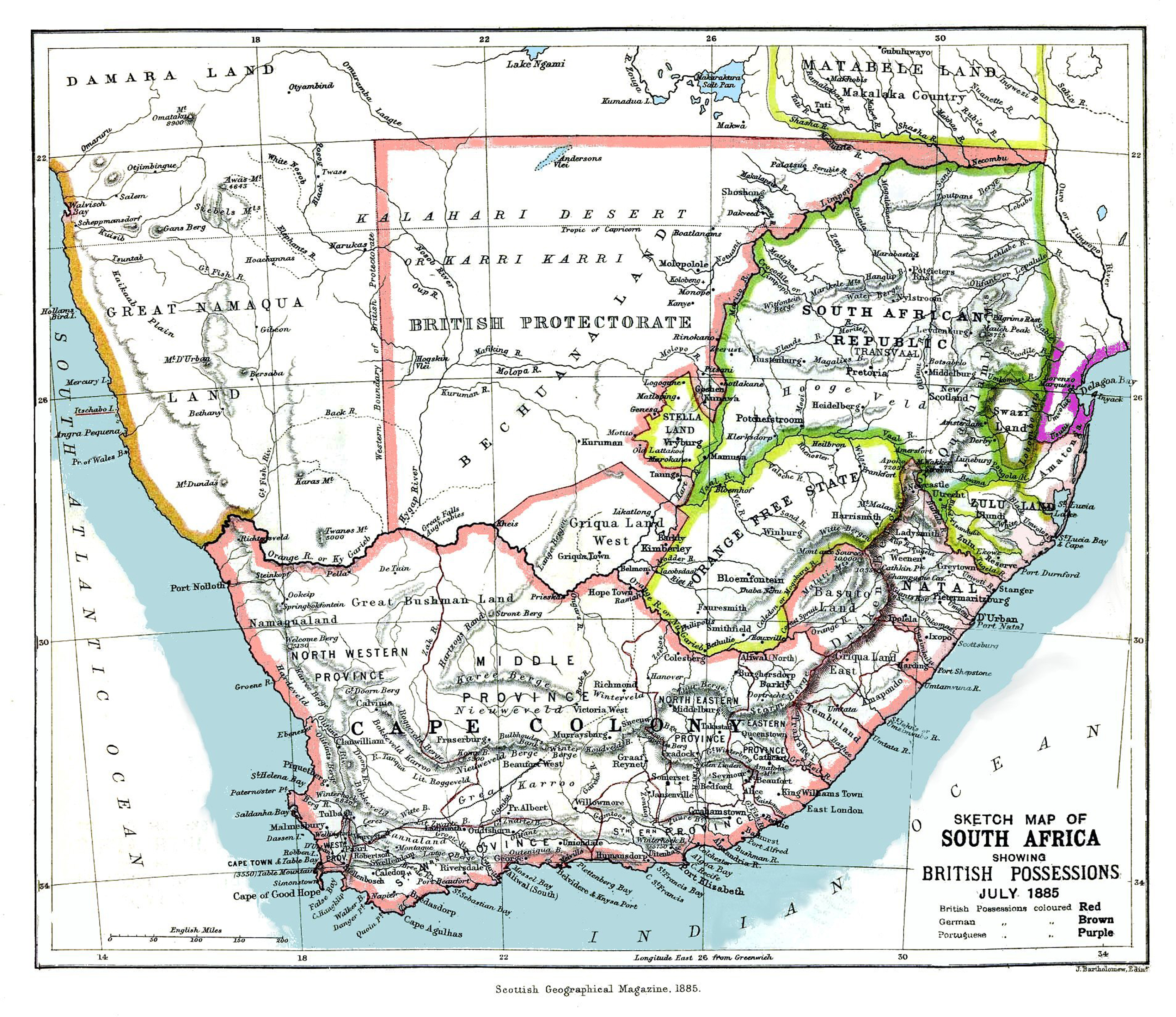
L'Afrique du Sud en 1885.

Les territoires au nord du fleuve Limpopo étant sous domination britannique, il ne reste plus aux impérialistes britanniques qu'à contrôler les républiques boers et leurs gisements aurifères.
Depuis des années, les étrangers (uitlanders) de Johannesbourg, représentant le tiers des 200 000 habitants blancs du Transvaal, réclament la citoyenneté, afin de disposer du droit de vote et d'influencer les affaires du gouvernement. Paul Kruger refuse obstinément, afin de préserver l'identité boer et d'empêcher, à terme, une majorité de réclamer l'annexion pure et simple de la république indépendante à la couronne britannique.
En 1895, confronté à l'opposition du Transvaal à toute démarche d'intégration régionale, le docteur Leander Starr Jameson (1853-1917), bras droit de Rhodes, organise un complot doublé d'une expédition punitive contre la république sud-africaine, avec pour but de renverser le gouvernement. Le Raid Jameson est un fiasco, qui débouche sur l'arrestation de son auteur au Transvaal, la mise en cause de Cecil Rhodes et sa démission, en 1896, de son poste de Premier ministre de la colonie du Cap. L'évènement déclenche la Crise boursière des mines d'or sud-africaines.
En septembre 1899, après l'échec d'ultimes tentatives de médiation du président Marthinus Steyn (1857-1916) de l'État libre d'Orange, le Ministre britannique des colonies, Joseph Chamberlain (1836-1914), envoie un ultimatum à Kruger, exigeant la complète égalité de droits pour les citoyens britanniques résidant au Transvaal, ce que celui-ci ne pouvait accepter. C'est en connaissance de cause que Kruger lance, en retour, son propre ultimatum avant même d'avoir reçu celui de Chamberlain. Il fixe un ultimatum aux Britanniques pour évacuer leurs troupes des frontières du Transvaal, ou la guerre leur sera déclarée en accord avec leur allié, l'État libre d'Orange. La guerre est ainsi déclarée le 12 octobre 1899.

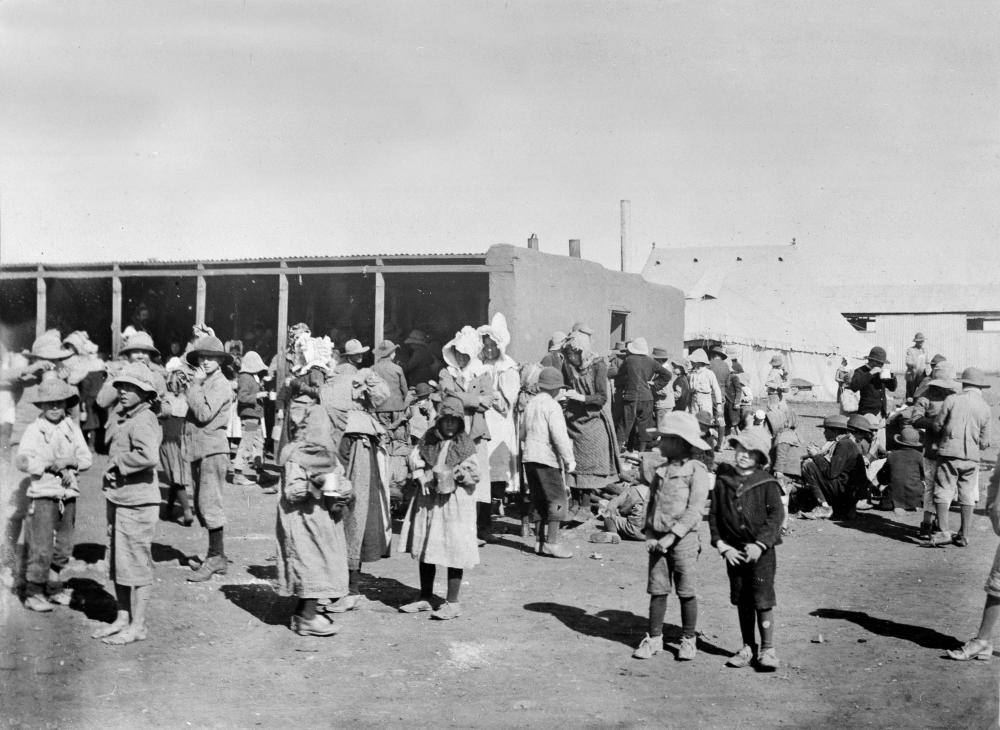
Femmes et enfants boers en camp de concentration (vers 1900).

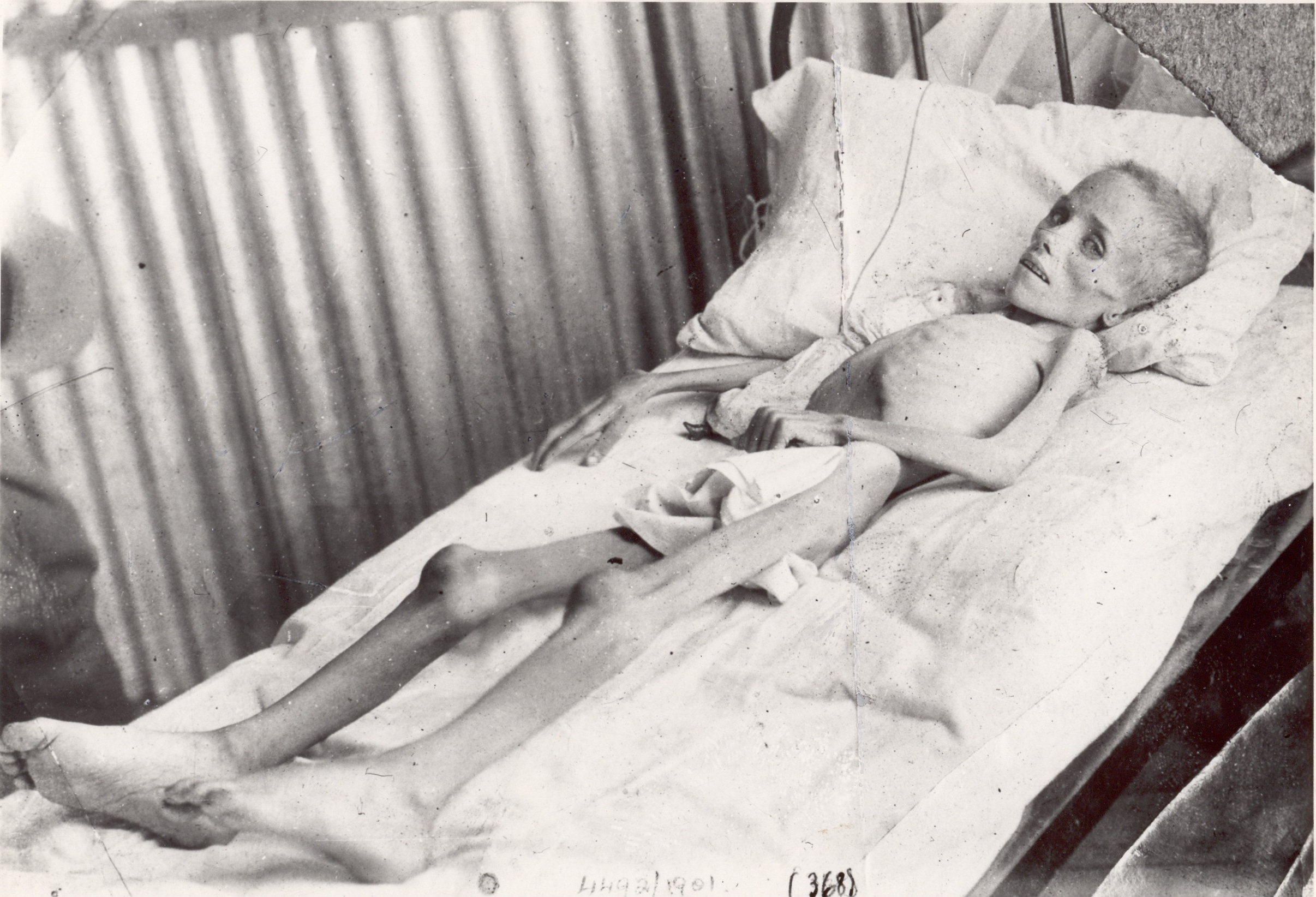
Ravages des camps de concentration. Plus de 30000 civils y laissèrent la vie.

En dépit des victoires remportées lors des premiers combats, du siège de Mafeking, de celui de Kimberley et du siège de Ladysmith, les Boers ne peuvent résister bien longtemps et les capitales des deux républiques sont occupées dès l'été 1900 par une armée britannique suréquipée et renforcée par les contingents envoyés des quatre coins de l'Empire, dont l'Australie et le Canada. Mais les succès de la guérilla, qui se développe immédiatement dans le pays, prolongent la guerre encore deux années. Désarçonné, le commandement britannique fait placer les civils boers dans des camps de concentration et leurs serviteurs noirs dans d'autres, où la malnutrition et les maladies sont fréquentes. Ils brûlent les fermes et les récoltes afin de couper les combattants de leurs bases et de leur retirer le support populaire dont ils bénéficient. Le sort des civils boers est alors dénoncé par une infirmière britannique, Emily Hobhouse (1860-1926) qui fait vigoureusement campagne dans l'opinion en leur faveur. Le gouvernement britannique diligente une commission d'enquête, sous la responsabilité de Millicent Fawcett (1847-1929), qui, non seulement confirme les accusations d'Emily Hobhouse, mais formule aussi de nombreuses recommandations, telles que l'amélioration du régime alimentaire et des équipements médicaux. L'impopularité de la guerre oblige le gouvernement britannique à envisager des négociations. Au total, 136 000 boers accompagnés de 115 000 de leurs serviteurs noirs et métis sont internés dans les camps de concentration ; cela coûte la vie à plus de 28 000 blancs, essentiellement des femmes, des personnes âgées et des enfants, et 15 000 noirs et métis.
Démoralisés, désorganisés et dispersés, les combattants boers finissent par être acculés. Leur commandement se résigne alors à négocier un traité de paix qui est signé à Pretoria, le 31 mai 1902, le traité de Vereeniging. En plus des pertes civiles dans les camps de concentration, 22 000 Britanniques et soldats de l'Empire ainsi que 4 000 combattants boers sont morts, auxquels s'ajoutent de nombreuses pertes parmi les Noirs et les Métis engagés au côté des deux armées.
Vaincus, humiliés et ruinés, les Boers se retrouvent dans une détresse totale à la fin de la guerre ; ils perdent aussi leurs républiques, et deviennent des sujets britanniques. Si plus de 50 000 uitlanders se retrouvent privés d'emplois, 200 000 réfugiés, Noirs et Blancs, affectés par la guerre, se retrouvent entassés dans des conditions de vie très précaires et misérables. Le souvenir des milliers de civils morts dans les camps de concentration britanniques alimente pendant très longtemps la rancune, voire la haine, d'une partie des Afrikaners (tels qu'ils seront désormais appelés) contre le Royaume-Uni et leurs propres concitoyens d'origine britannique, même si Londres multiplie les gestes d'ouverture à leur égard, en supprimant notamment la loi martiale, en rapatriant les prisonniers déportés à Ceylan et Sainte-Hélène, et en investissant plus de seize millions de livres sterling dans les régions dévastées.

## Ascension des Afrikaners (1903-1948)

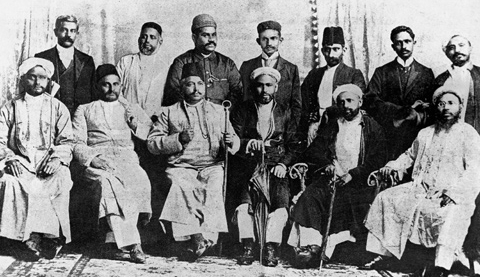
Les fondateurs du congrès indien du Natal.

Sur à peu près quatre millions et demi d'habitants en 1904, un million de personnes est d'origine européenne, dont plus de deux tiers sont afrikaners.
À l'instar des blancs, organisés dans des partis politiques à dominante ethno-linguistique (Het Volk, Orangia uni et Afrikaner Bond pour les Afrikaners du Transvaal, de la colonie de la rivière Orange et du Cap, Unionistes pour les anglophones), les populations de couleur commencent à s'organiser aussi sur des bases ethniques. En 1902, l'African people organisation (APO) voit le jour au Cap. Très majoritairement coloured (métis), présidé par Abdullah Abdurahman (1872-1942), un petit-fils d'esclave, il prône des « droits égaux pour tous les hommes civilisés ». Au Natal, les indiens sont regroupés dans le congrès indien du Natal (1894), fondé par un jeune avocat, Gandhi. Sous sa direction, jusqu'à son départ pour l'Inde en 1914, la minorité indienne est mobilisée dans une lutte non violente pour le respect de ses droits dans une forme de résistance appelée satyagraha (« fermeté dans la vérité »). En 1906, éclate au Natal une dernière rébellion tribale, la rébellion de Bambatha. Une pétition contre les laissez-passer, lancée par le Congrès des Indigènes du Transvaal, est adressée au gouvernement de Londres ; elle reste sans réponse. C'est durant cette parenthèse coloniale de l'Afrique du Sud entièrement britannique, que la ségrégation à grande échelle se met en place sous l'ère d'Alfred Milner, alors haut-commissaire à l'Afrique du Sud, avec la création de la commission inter-coloniale des affaires indigènes sud-africaines présidée par Godfrey Lagden (1851-1934). Cette commission, composée uniquement de britanniques, pose comme principe la supériorité intellectuelle des Blancs afin de proposer plusieurs plans concernant les futures relations raciales dans un pays unifié. L'une de ses propositions est notamment d'établir des réserves indigènes à travers tout le territoire sud-africain.

### La fondation de l'Union d'Afrique du Sud (South Africa Act - 1910)

Drapeau de l'Afrique du Sud, 1910.

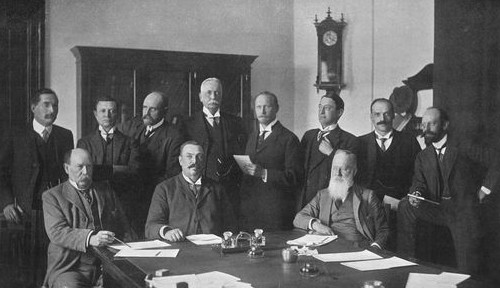
Le premier cabinet de l'Union sud-africaine en 1910, dirigé par Louis Botha.
Debout de gauche à droite : J.B.M. Hertzog, Henry Burton, F.R. Moor, C. O'Grady Gubbins, Jan Smuts, H.C. Hull, F.S. Malan, David Graaff. Assis de gauche à droite : J.W. Sauer, Louis Botha, Abraham Fischer.

Au lendemain de la seconde guerre des Boers, les républiques boers annexées par la Grande-Bretagne sont conjointement gérées par le Colonial Office, aux côtés des colonies britanniques du Cap et du Natal. Après avoir accordé la formation de gouvernements autonomes et l'élection de parlements au Transvaal et dans la colonie de la rivière Orange, le gouvernement britannique décide d'unifier politiquement les quatre colonies pour créer un dominion, à partir des modèles canadiens et australiens. Cette volonté coïncide avec les aspirations des populations boers. Une Convention nationale sud-africaine est réunie, à Durban, à partir de 1908. Au bout de trois sessions, qui se tiennent à Bloemfontein et au Cap, la convention achève ses travaux le 11 mai 1909 sur un projet d'Union Sud-Africaine, proposée ensuite aux assemblées législatives du Transvaal et de l'Orange, qui l'approuvent à l'unanimité, ainsi qu'à l'assemblée de la colonie du Cap alors qu'au Natal, les trois quarts des électeurs donnent leur assentiment au cours d'un référendum. Le projet est ensuite présenté au gouvernement britannique, qui le soumet sous forme de projet de loi au parlement britannique. L'administrateur Alfred Milner est un des personnages qui a joué un rôle important dans la création de l'Union avant son départ en 1905. Son argument principal pour cette union entre les 4 états était que « [l'union] éliminerait la compétition économique entre eux »

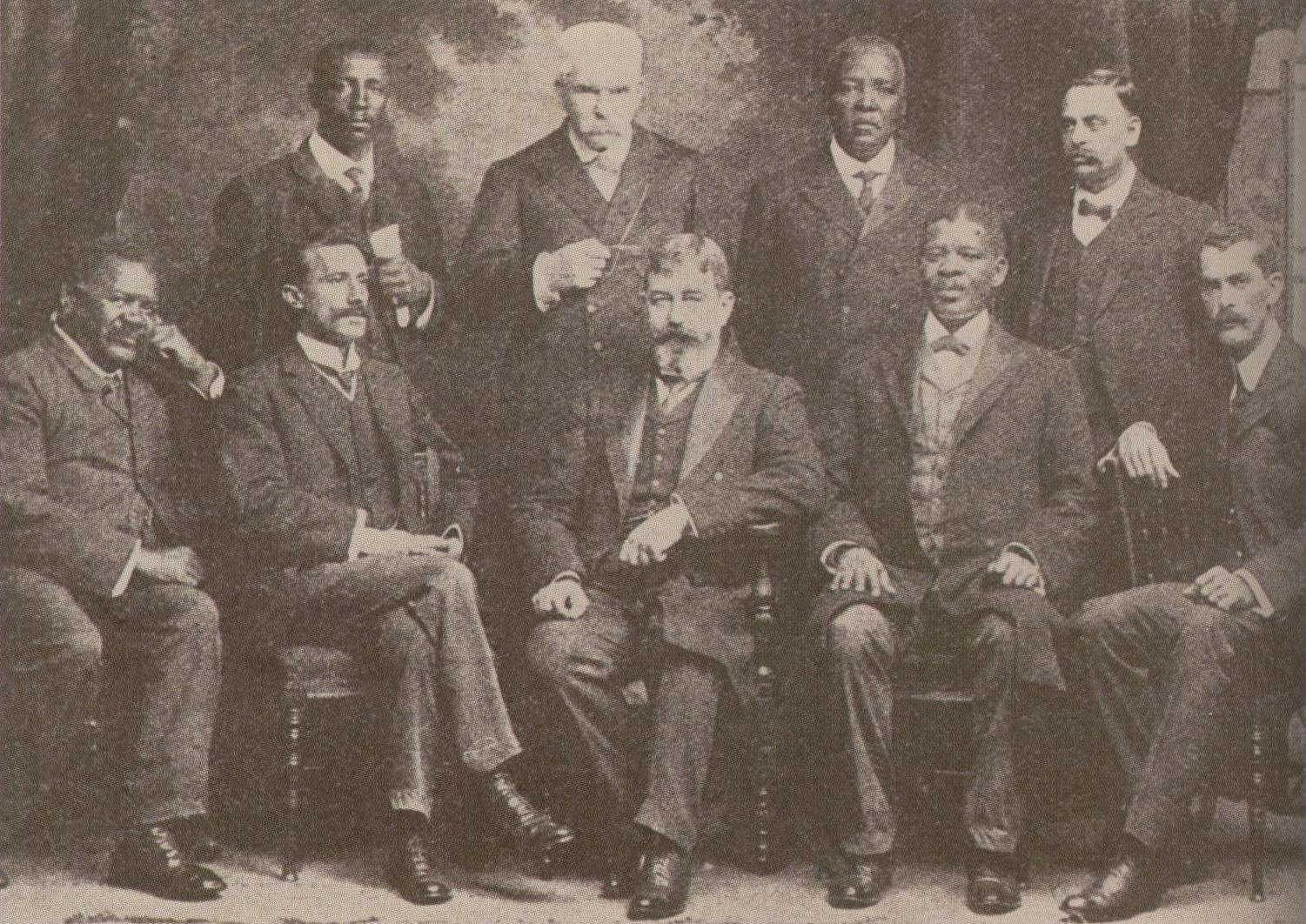
La contre-délégation sud-africaine, dirigée par William Schreiner (au centre), comprenant au 1er rang John Tengo Jabavu, A. Abdurahman, William Schreiner, Walter Rubusana, Matt Fredericks et au second rang Thomas Mapikela, J. Gerrans, Daniel Dwanya et D.J. Lenders.

Exclues des négociations commencées à Durban, les élites bantoues du pays, souvent formées au sein des missions anglicanes, se réunissent à Bloemfontein en mars 1909, pour participer à une convention indigène, première manifestation nationale d'une résistance politique noire au pouvoir blanc. Sous la conduite de William Philip Schreiner, ancien premier ministre de la colonie du Cap, les représentants des Bantous et des Métis, viennent à Londres pour exposer leurs doléances, sans succès. Le projet de loi, nommé South Africa Act, donne la souveraineté interne en instituant en Afrique du Sud un régime parlementaire, sur le modèle du système de Westminster, est voté par le Parlement britannique le 20 septembre 1909. Son entrée en vigueur est prévue pour le 31 mai 1910. À cette date anniversaire de la fin de la guerre des Boers, la Colonie du Cap, rassemblée avec le Griqualand, le Stellaland et le Béchuanaland britannique, devient la nouvelle province du Cap et forme l'Union d'Afrique du Sud, aux côtés des provinces du Natal, du Transvaal et de l'État libre d'Orange. La capitale administrative de l'Union est fixée à Pretoria. Le siège du parlement est au Cap, et le siège de la cour suprême est à Bloemfontein.
L'anglais et le néerlandais sont les langues officielles du parlement. Le pays est doté d'armoiries qui figurent sur le drapeau officieux d'Afrique du Sud, le Red Ensign.
Cette constitution permet aux Afrikaners de reprendre en main le pouvoir politique, à l'échelle d'un grand pays composé de quatre provinces distinctes.
La constitution de 1910 permet également aux anciennes républiques boers de continuer d'appliquer un système électoral ségrégationniste favorable ainsi aux Afrikaners du Transvaal et de l'Orange, tandis que, dans la colonie du Cap, les coloured et les noirs, représentant alors 15 % du corps électoral, exercent leur droit de vote sous conditions censitaires.
C'est dans ce cadre que les Afrikaners, vaincus militairement, dominés économiquement par la minorité anglo-sud-africaine, s'attellent à la conquête du pouvoir politique.

### Union sous le Parti sud-africain (1910-1924)

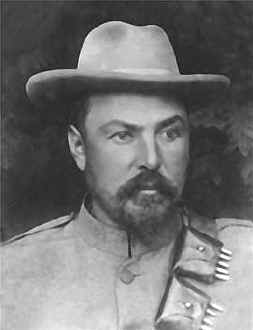
Louis Botha.

Les problèmes économiques et sociaux auxquels le nouveau dominion doit faire face sont multiples et complexes. L'organisation industrielle, la prolétarisation d'une partie des Afrikaners et le surpeuplement des terres africaines constituent les premiers dossiers vitaux du premier gouvernement sud-africain, dirigé par le général boer Louis Botha, chef du parti afrikaner Het Volk et ancien héros de la guerre des Boers. Botha symbolise le retour des Afrikaners au pouvoir. Son gouvernement, comme ceux qui suivent, est constitué par une alliance d'anglophones et d'afrikaners modérés, regroupés dans le parti sud-africain. On y trouve notamment le général Jan Smuts, un de ses camarades de combat. Ce nouveau gouvernement doit affronter une opinion boer hostile au Royaume-Uni et l'opposition de « petits Blancs », déclassés et racistes, inquiets pour leur avenir.
Pour satisfaire leurs aspirations, Louis Botha et son gouvernement s'attachent à promouvoir socialement la communauté afrikaner avec, notamment, le recrutement privilégié dans la fonction publique des membres du Volk, divers soutiens financiers pour l'achat de terres et de fermes (création de la banque afrikaner volkbank) et des mesures sociales d'avant-garde pour les mineurs[réf. souhaitée].
En 1911, l'Afrique du Sud compte 4 millions de Noirs, 1,3 million de Blancs, 525 000 métis et 150 000 Indiens. La politique raciale et indigène du gouvernement Louis Botha s'inscrit dans la continuité des lois coloniales britanniques, appliquées en fonction du code de couleur, la Colour bar, qui réglemente les relations interraciales. En 1911, pour assurer du travail au nombre croissant de chômeurs blancs, le gouvernement de Louis Botha fait voter des lois spécifiant que certains emplois du secteur minier sont réservés aux seuls Blancs. En 1913, la loi sur la propriété foncière indigène (Natives Land Act), inspirée des propositions de la commission Lagden, limite à 7,8 % du territoire les régions où les Noirs peuvent devenir propriétaire de terres. L'application de cette loi prive bon nombre de paysans de l'exploitation de leurs terres situées en zone déclarée blanche. Même si elle n'est d'abord pas appliquée avec la même rigueur sur l'ensemble du territoire sud-africain, elle provoque des abus, aussi bien de la part des fermiers que de celle des magistrats locaux. Au fil des décennies, le récent essor de la paysannerie noire indépendante est progressivement annulé, tandis que les conditions d'existence des paysans noirs se dégradent, obligeant nombre d'entre eux à louer leurs forces de travail aux fermiers blancs ou à aller dans les villes, contribuant ainsi à fabriquer un prolétariat non seulement rural mais aussi urbain. C'est pour protester contre cette loi que des représentants du tout nouveau Congrès National des Natifs Sud-Africains (SANNC), fondé un an plus tôt le 8 janvier 1912 à Bloemfontein, pour organiser et unifier les différents peuples africains de l'Union afin de défendre leurs droits et leurs libertés, se rendent en 1914 au Royaume-Uni.

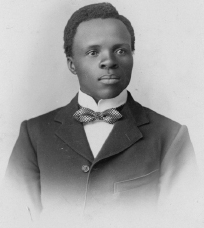
Sol Plaatje, le premier secrétaire général du SANNC (le futur congrès national africain), auteur de Mhudi, An Epic of South African Native Life a Hundred Years Ago, première œuvre écrite en anglais par un Noir en Afrique du Sud (1919), bien que publiée en 1930 après An African Tragedy (1925) de l'écrivain zoulou R. R. R. Dhlomo.

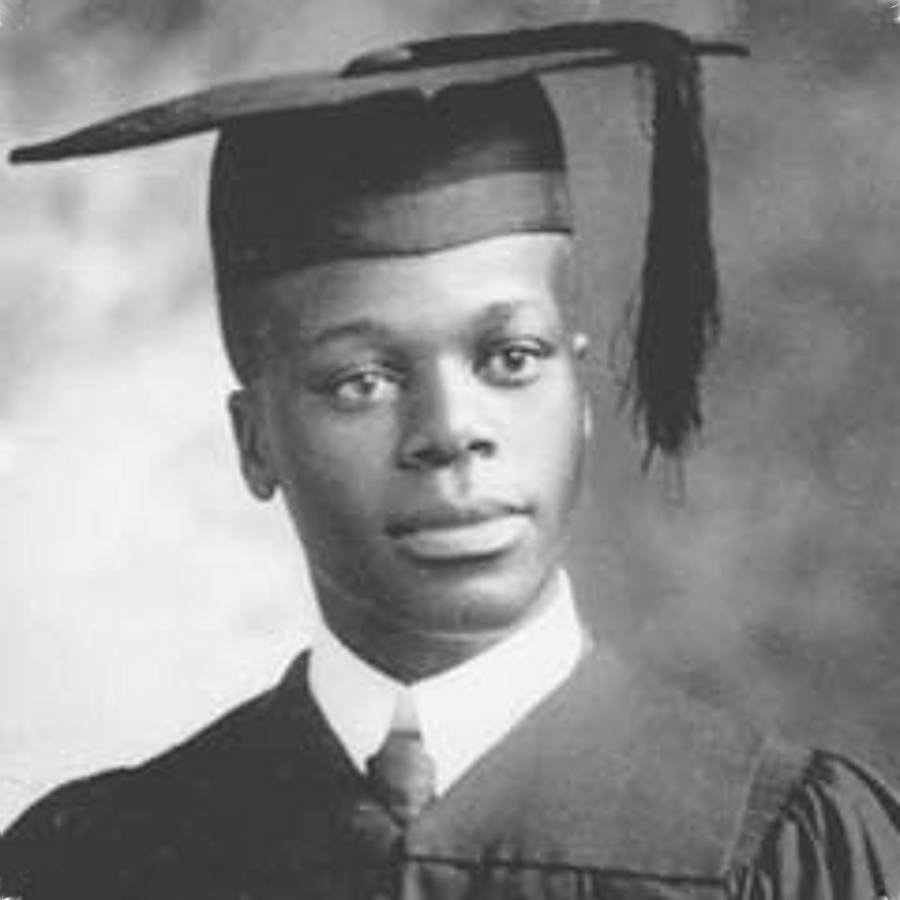
Pixley Ka Isaka Seme, trésorier général du SANNC lors de sa fondation en 1912, et futur président du parti de 1930 à 1937.

Le SANNC, qui prend en 1923 le nom de congrès national africain (ANC), est alors la première organisation à représenter au niveau national les Noirs, prenant le relais des divers groupes et mouvements ethniques ou régionaux qui s'étaient multipliés durant le quart de siècle précédent. Organisé sous la forme d'un parti politique britannique, avec son cabinet fantôme, on y trouve surtout des intellectuels, des éducateurs, des juristes et des journalistes, tels Sol Plaatje, le premier secrétaire général, Pixley Ka Isaka Seme, le premier trésorier général, John Dube, son premier président ou encore Alfred Mangena, le premier procureur noir du pays.
La mise en place des lois foncières et le renforcement du color bar n'apparaissent pas suffisant pour les Afrikaners les plus radicaux, d'autant plus que ceux-ci sont surtout animés par leur rancœur envers la Grande-Bretagne[réf. souhaitée].
Avant même l'engagement de l'Union dans la Première Guerre mondiale, au côté du Royaume-Uni, un ancien de la guerre des Boers, le général James B. Hertzog, fait dissidence en optant pour le combat nationaliste afrikaner et crée, en 1914, le Parti national, dont le programme radical est de mettre fin aux liens de l'Afrique du Sud avec la Couronne britannique. Dès les élections de 1915, avec 27 députés, le Parti National s'impose comme le troisième parti du pays derrière le Parti sud-africain de Botha et les Unionistes.
La Première Guerre mondiale permet au dominion de conquérir de nouveaux territoires, comme la colonie du Sud-Ouest Africain allemande, en 1915. Mais cet engagement au côté des Britanniques est dénoncé par les Afrikaners intransigeants, partisans des Allemands du Sud-Ouest Africain. C'est à cette époque qu'une société secrète calviniste est fondée, la Broederbond, la « Ligue des frères ». Son but est la préservation et la promotion de l'identité afrikaner, qu'elle soit politique, économique, sociale ou culturelle. Cette société d'entraide afrikaner devient finalement le moteur de la politique du pouvoir blanc et de tous les dirigeants politiques de cette époque. Cette vision est, plus tard, partagée par l'Église réformée hollandaise, une autre composante importante de l'identité afrikaner[source insuffisante].
Les années de guerre stimulent l'économie nationale. Les Noirs, dont les élites soutiennent l'effort de guerre, espèrent une amélioration de leurs conditions de vie et la reconnaissance de leurs droits politiques ; mais rien ne vient, si ce n'est, au quotidien, un renforcement de la ségrégation.
À la mort soudaine de Louis Botha, en 1919, son successeur, Jan Smuts, entreprend une politique économique très libérale vis-à-vis des conglomérats miniers. Ces derniers souhaitent notamment avoir des coûts de production les plus bas possibles et donc une main-d'œuvre à bon marché. À la même époque, Clements Kadalie fonde la Industrial and Commercial worker's Union (ICU), le premier syndicat noir du pays.

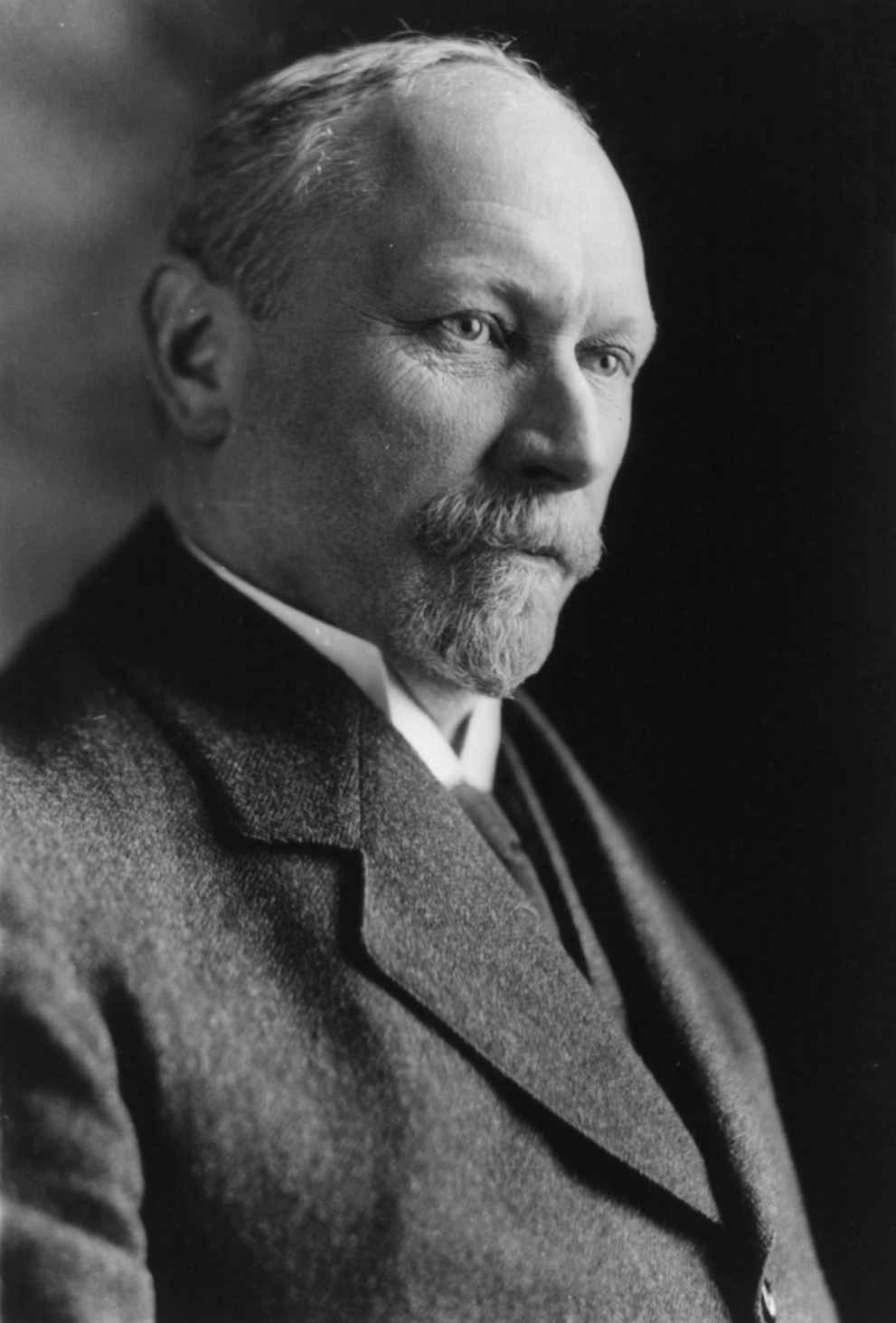
Le premier ministre Jan Smuts.

Aux élections de 1920, Smuts sauve sa majorité en s'alliant aux unionistes et aux travaillistes, tandis que le Parti National, qui détient la majorité relative des sièges, est isolé sans aucun allié.
Aux élections anticipées de 1921, la nouvelle majorité de Smuts est reconduite, démontrant l'isolement du Parti national, qui se met alors en quête d'alliés au prix d'un recentrage politique.
À la fin de l'année 1920, une crise économique frappe le pays, ce qui décide la chambre des mines à remplacer les ouvriers blancs qualifiés par des ouvriers noirs, payés quatre fois moins. En janvier 1922, une grève générale des mineurs afrikaners, soutenue par le parti communiste, est déclenchée dans tout le pays. Les grévistes exigent le maintien des emplois des ouvriers blancs qualifiés et des améliorations salariales, le slogan étant « Travailleurs de tout pays, unissez-vous pour une Afrique du Sud blanche ». Aux revendications sociales s'ajoutent des revendications nationalistes et anticapitalistes, initiées par les communistes blancs. Des émeutes éclatent contre la police venue évacuer les mines occupées par les mineurs ; une répression sanglante, à l'initiative de Smuts, met fin en une semaine à la rébellion, en mars 1922. La répression est particulièrement sévère contre les communistes, dont la hiérarchie blanche est décapitée,.
La victoire policière de Smuts se transforme rapidement en une défaite morale. La loi sur les régions urbaines indigènes (natives urban areas act), votée en 1923, qui offre la latitude aux municipalités de créer des quartiers réservés aux noirs et de limiter leur urbanisation, ne lui permet pas de reprendre l'ascendant dans l'électorat afrikaner, d'autant plus que peu de villes appliquent cette loi, ne voulant pas en assumer le coût financier. Tielman Roos, le leader nationaliste du Transvaal, parvient à rallier le petit parti travailliste (parti pivot au parlement) au parti national, en vue des élections parlementaires de 1924.

### Premier gouvernement du parti national (1924-1933)

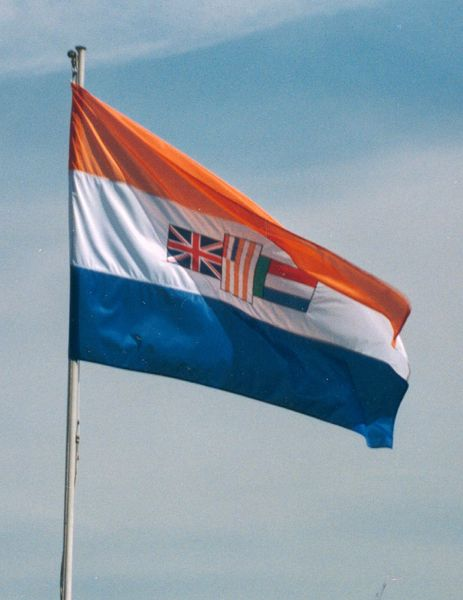
Dessiné à la suite d'un long débat national, le drapeau d'Afrique du Sud (1928-1994) représente essentiellement l'histoire et les symboles des populations blanches du pays.

Le parti communiste ayant été écrasé par la répression policière, ses sympathisants se sont facilement retrouvés dans les thèmes nationalistes et anticapitalistes du parti national.
Les élections générales de 1924 sont une déroute électorale pour Smuts et son parti sud-africain, face à l'alliance formée du parti national et du parti travailliste de Frederic Creswell. La victoire ainsi acquise, Hertzog est propulsé aux Union Buildings, le parlement de Pretoria, où il forme un cabinet de coalition comprenant deux ministres travaillistes.
Sa priorité est d'arracher les quelque 160 000 blancs à leur misère en étendant les emplois réservés dans l'industrie et le commerce[réf. souhaitée].
Une de ses premières mesures symboliques est aussi de remplacer le néerlandais par l'afrikaans comme langue officielle au côté de l'anglais.
Il met également en route une consultation populaire devant aboutir à la création d'un hymne officiel sud-africain et d'un drapeau national, en remplacement du drapeau colonial aux couleurs britanniques. Le nouveau drapeau national d'Afrique du Sud est adopté par le parlement en 1927[source insuffisante]. Consensuel, il symbolise l'histoire blanche du pays et l'union entre les quatre provinces, en reprenant les trois couleurs horizontales, orange, blanc et bleu du Princevlag hollandais du XVIIe siècle, les drapeaux Boers et l'Union Jack. L'hymne national adopté est Die Stem van Suid-Afrika, dont les paroles proviennent d'un poème de l'écrivain sud-africain Cornelis Jacobus Langenhoven.

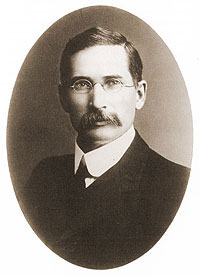
James B. Hertzog, ancien général boer et premier ministre (1924-1939).

Aux élections de 1929, le Parti National obtient la majorité absolue des sièges avec seulement 41 % des suffrages contre 47 % des voix au Parti sud-africain de Smuts. Les travaillistes restent néanmoins au gouvernement.
Ce sont des années de prospérité pour les Afrikaners, notamment pour les petits blancs pour lesquels le gouvernement Hertzog manifeste tout autant un souci de promotion sociale que celui de protéger la classe moyenne blanche laborieuse face au « dumping racial » pratiqué par les compagnies minières. Cette politique, qui permet au niveau de vie des Afrikaners de s'améliorer, va se heurter à la crise économique qui frappe le pays dans les années 1930.
Parallèlement, à partir de 1927, le congrès national africain tout comme l'Industrial and Commercial Union (ICU), le syndicat des ouvriers noirs, se déchirent pour des raisons similaires. Durant les années 1920, l'ICU avait dirigé avec succès d'importants mouvements de luttes syndicales, qui s'étaient étendues jusqu'aux villes minières du Witwatersrand. En 1927, avec 100 000 affiliés, l'ICU est le plus grand syndicat ouvrier du continent africain. Mais il est en même temps miné par des dissensions internes, des défauts de gestion et un manque de reconnaissance par les partis et mouvements de gauche sud-africain. Une tendance dure exige une action directe combinant grève et refus de l'impôt ainsi qu'un changement de politique et une réorganisatione du mouvement. Une tendance modérée, dans laquelle se reconnait Clements Kadalie, le chef et fondateur de ce mouvement syndical, préfère ménager le gouvernement Hertzog. Il ne remet en cause que les aspects marginaux du système politique, économique et social de l'Afrique du Sud et ne conçoit aucune alternative globale. Kadalie finit par exclure de l'ICU les représentants de la tendance dure dont les membres du parti communiste sud-africain. L'ICU entame alors un déclin inexorable avant de péricliter au début des années 1930. De son côté, l'ANC se déchire entre une aile conservatrice, qui maintient sa loyauté aux institutions de l'Empire britannique, et une aile réformiste panafricaine, favorable à des revendications nettement plus radicales. L'aile conservatrice animée par John Dube est très hostile à Josiah Gumede, le président de l'ANC, qui prône le suffrage universel, la restitution des terres, l'abrogation des laissez-passer. Ce dernier est finalement mis en minorité lors de la conférence du parti en 1930 et remplacé par Pixley Ka Isaka Seme, proche de Dube. Le rapprochement initié par Gumede avec le parti communiste sud-africain, tout en se distinguant de son idéologie, n'est néanmoins pas remis en cause par la nouvelle direction, dont l'objectif est de reconstruire un parti qui ne compte plus que 4 000 membres en 1938.

### Le gouvernement d'union nationale face à la crise économique (1933-1939)

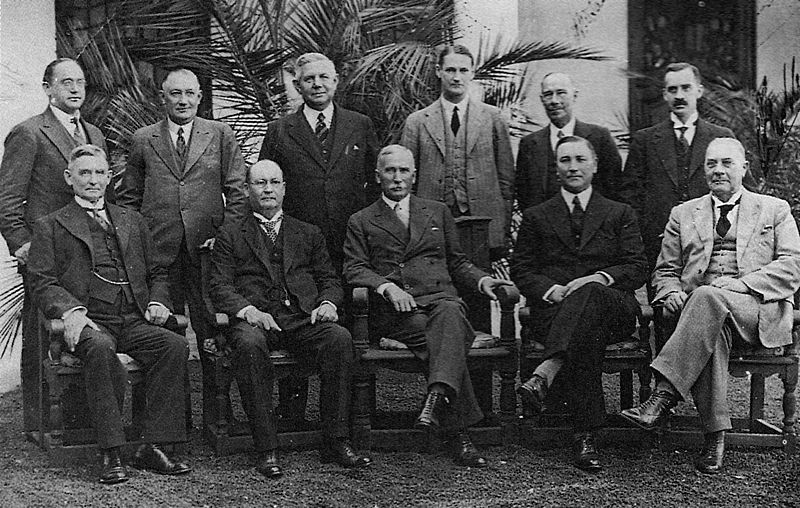
Le gouvernement Hertzog en 1929.
Au premier rang (assis) :
Frederic Creswell, D.F. Malan, J.B.M. Hertzog, Nicolaas Havenga et P.G.W. Grobler.
Au second rang (debout) :
Oswald Pirow, Jan Kemp, A.P.J. Fourie, E.G. Jansen, H.W. Sampson et C.W. Malan.

Le début des années 1930 est marqué par les effets de la crise économique mondiale qui atteint l'Afrique du Sud. Le commerce du diamant s'effondre, tout comme les prix agricoles, et les exportations se raréfient. L'abandon de l'étalon-or par la Grande-Bretagne provoque en Afrique du Sud une fuite de capitaux vers l'étranger. La rentabilité des mines est menacée, le chômage augmente[réf. souhaitée]. L'autorité d'Hertzog est contestée, notamment par les partisans de Tielman Roos, en dissidence du parti. En 1932, après s'y être longtemps refusée, l'Afrique du Sud abandonne à son tour l'étalon-or, permettant le retour des capitaux et la baisse des taux d'intérêt. La dette publique s'efface et les budgets deviennent excédentaires. Pour arriver à un tel résultat, les nationalistes d'Hertzog et les libéraux de Smuts se sont accordés pour former, en 1933, un gouvernement d'union nationale qui développe un programme d'industrialisation, centré autour de l'initiative de l'État[réf. souhaitée].
Aux élections de mai 1933, avec 136 députés sur un total de 150, les deux partis marginalisent les travaillistes de Cresswell et les centristes de Roos. En 1934, le parti national et le Parti sud-africain fusionnent pour créer un nouveau parti, le parti uni, reflétant le gouvernement d'union nationale dirigé par Hertzog. Le parti abandonne la distinction entre deux nations blanches en Afrique du Sud, afrikaner et anglaise, pour la notion d'unité. Ce ralliement provoque un nouveau schisme. Les partisans nostalgiques de la tradition impériale se regroupent dans un parti du Dominion, mené par Charles Stallard, tandis que les nationalistes, l'aile droite du parti, à l'initiative du pasteur Daniel Malan, refuse l'union et forme un « parti national purifié ». Dix-sept parlementaires rejoignent ce parti national purifié dont les dirigeants renchérissent alors dans les revendications nationalistes : réaffirmation de la rupture avec le Royaume-Uni, instauration de la république, institutionnalisation de la ségrégation et de la domination blanche, promotion de l'histoire afrikaner et du social-christianisme afin de permettre de maintenir la domination politique des Afrikaners sur toute l'Afrique du Sud. L'une des premières décisions symboliques du nouveau gouvernement du parti uni est de proposer Sir Patrick Duncan à la fonction de gouverneur général d'Afrique du Sud. C'est la première fois qu'un Sud-Africain, et non un Britannique, est proposé pour exercer la plus haute fonction du pays. Par ailleurs des lois importantes sont adoptées dans les domaines économique et social. Ainsi, des accords préférentiels comprenant des prix garantis sont-ils négociés avec la Grande-Bretagne pour permettre l'exportation de la laine sud-africaine sur les marchés mondiaux ; des programmes de grands travaux d'équipements (logements, routes) ou à caractère scientifique (création d'un conseil national pour stimuler et coordonner la recherche industrielle et scientifique) sont mis en place.

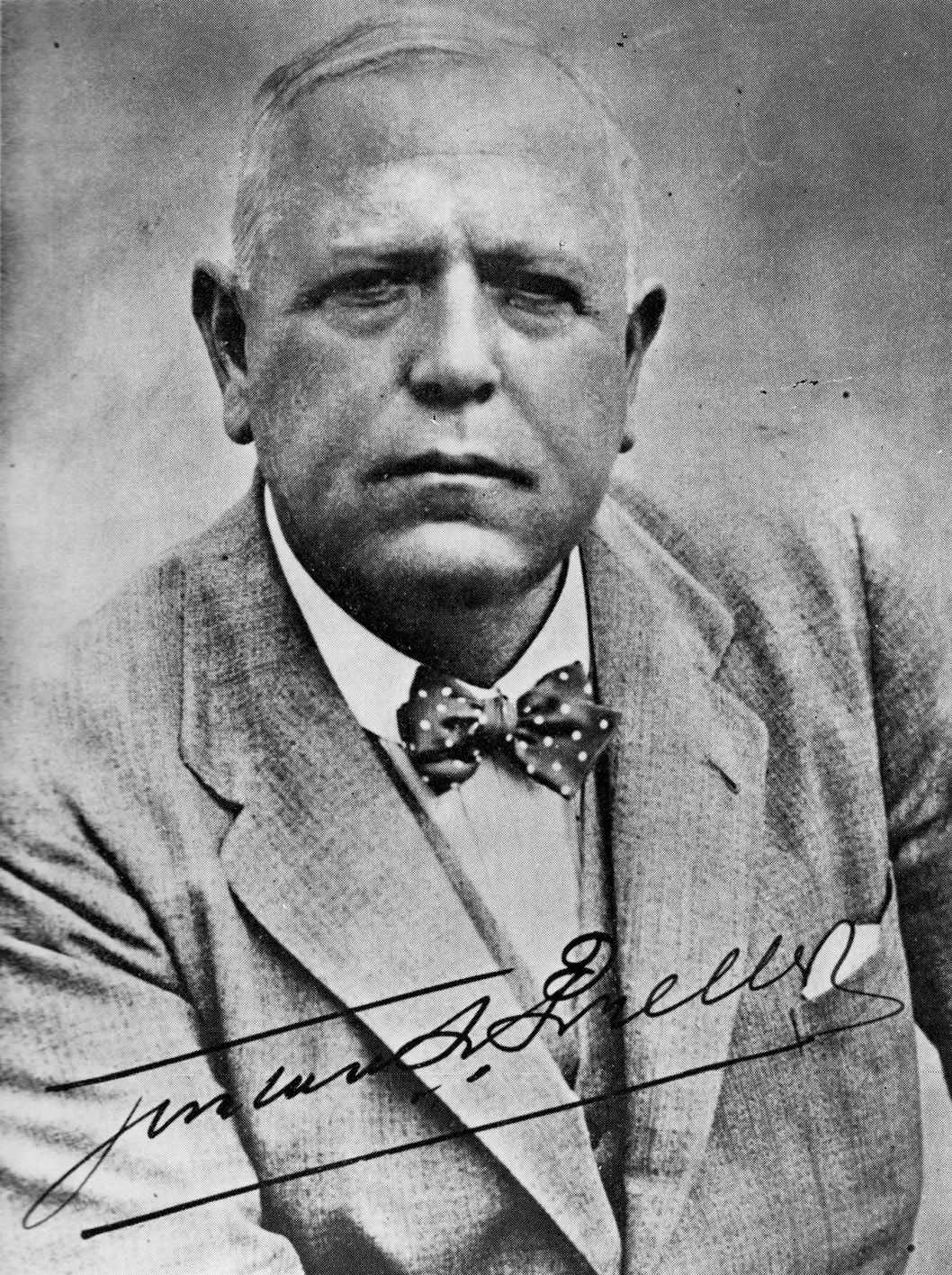
Gustav Preller, journaliste et historien afrikaner majeur de l'entre deux-guerres, popularise auprès du grand public afrikaner l'histoire du Grand Trek et des républiques boers. Chantre de l'Afrikanerdom, il est également coscénariste du premier film sud-africain, De Voortrekkers en 1916.

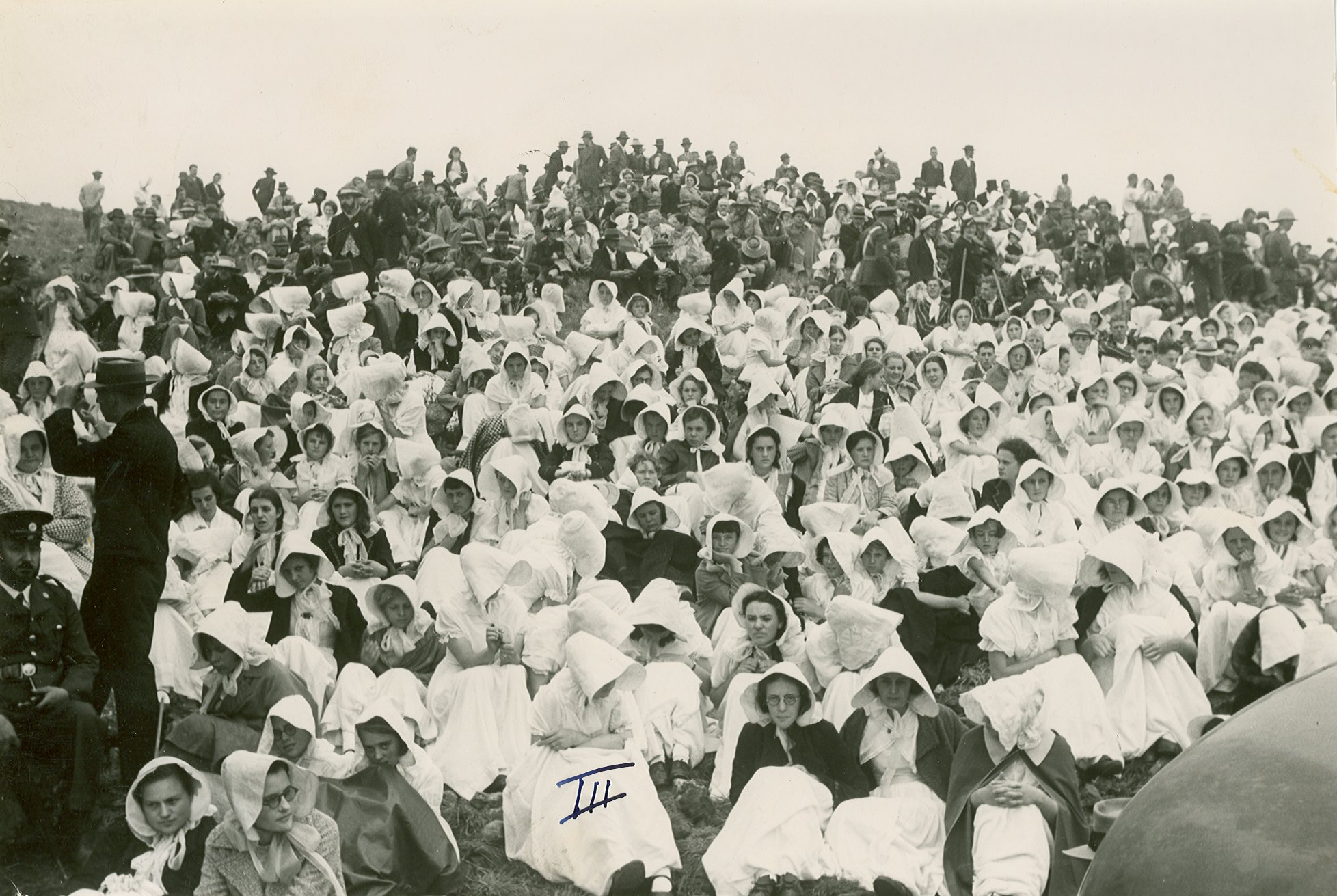
Femmes boers en costume traditionnel durant les cérémonies du centenaire du Grand Trek en 1938.

De son côté, une convention panafricaine est ouverte en décembre 1935, à Bloemfontein, par le maire blanc de la ville. Elle réunit cinq cents délégués représentant les zones rurales et urbaines d'Afrique du Sud, le Transkei, le Zoulouland, les protectorats du Bechuanaland, du Basutoland et du Swaziland mais aussi des indiens et métis. Le but de la convention est de manifester contre les projets de lois du gouvernement concernant leurs droits politiques et sociaux. En janvier 1936, elle envoie une délégation auprès du gouvernement. Bien que reçue par Hertzog, elle ne parvient pas à bloquer l'adoption des lois sur la représentation des indigènes et celle sur les terres indigènes, qui avaient reçu dans leur principe le soutien de John Dube. La première de ces lois institue des conseils de représentations indigènes (Native Representative Councils), purement consultatifs et composés de noirs élus, d'autres nommés, et de fonctionnaires. En contrepartie, les électeurs noirs sont radiés des listes communes de la province du Cap et réinscrits sur une liste séparée afin d'élire trois députés blancs représentant leurs intérêts au parlement. La seconde de ces lois controversées, la « loi sur le fonds d'investissement foncier et la terre indigènes » (Native Trust and Land Act, 1936), agrandit la superficie des réserves indigènes existantes à 13 % de la surface du pays, ôtant dans le même temps aux résidents noirs du Cap le droit d'acheter de la terre en dehors des réserves.
Lors des élections de 1938, si les électeurs confirment le Parti Uni, ce sont les nationalistes de Malan qui gagnent dix élus grâce aux voix des Blancs ruraux ou des plus démunis, confirmant leur statut d'opposition officielle.
Sur fond de crise économique, la décennie est marquée par la montée du nationalisme afrikaner. Celui-ci est d'abord exalté autour de l'anti-britanisme par la littérature de langue afrikaans à partir de la fin de la seconde guerre des Boers et de la paupérisation qui s'ensuivit dans les régions du Transvaal et de l'État libre d'Orange. Les thèmes abordés par les écrivains Eugène Marais, Louis Leipoldt ou Jan Celliers tournent notamment autour de la guerre, du martyre des enfants boers et de la religion chrétienne, avant de laisser la place à une écriture plus intimiste. Tandis que Totius s'inspire du calvinisme pour proposer une lecture religieuse de l'histoire des Afrikaners, dont les souffrances auraient été la preuve de leur élection divine, D.F. Malherbe (1881-1969) s'inspire de l'histoire des pionniers boers pour proposer une nouvelle morale aux jeunes générations déracinées. Des écrivains comme Toon van der Heever et Eugène Marais se posent pour leur part des questions existentielles avant de s'interroger sur la destinée des Afrikaners en tant que nation. Durant cette époque, l'un des thèmes dominants de la littérature afrikaans est la description du déchirement des Afrikaners entre villes et campagnes et l'exaltation de la liberté individuelle et de la frontière. Ce mouvement est suivi, dans les années 1930 et 1940, par le mouvement des Dertigters, dont les chefs de file sont N. P. van Wyk Louw (1906-1970), Dirk Opperman, C. M. van den Heever et Uys Krige, marquant la mobilisation de l'élite intellectuelle afrikaner autour de la lutte contre la « massification et pour la défense » des valeurs et de la culture afrikaner. L'anti-britannisme, qui reste virulent, commence aussi à être concurrencé chez les Afrikaners par la crainte d'un nationalisme noir en gestation. L'année 1938 culmine ainsi avec les célébrations du centenaire du Grand Trek, rassemblant autour de ce thème des communautés blanches disparates dont les seuls dénominateurs communs sont la religion et la langue. Ces célébrations, marquées par un déferlement sans précédent du nationalisme afrikaner à travers le pays, se terminent à la date symbolique du 16 décembre par la pose à Pretoria de la première pierre des fondations du Voortrekker Monument, dédié aux pionniers boers.
Mais, en 1939, au moment de faire accepter par le parlement l'entrée en guerre au côté du Royaume-Uni, la coalition gouvernementale vole en éclats. Alors qu'Hertzog défend le principe de neutralité de l'Afrique du Sud, Smuts soutient celui de l'engagement au côté des Britanniques. Malgré l'appui des voix nationalistes, de Malan à Hertzog, l'entrée en guerre est votée à une courte majorité. Hertzog démissionne et Smuts se retrouve seul au pouvoir.

### Période 1939-1947: restructurations politiques internes (1939-1947)

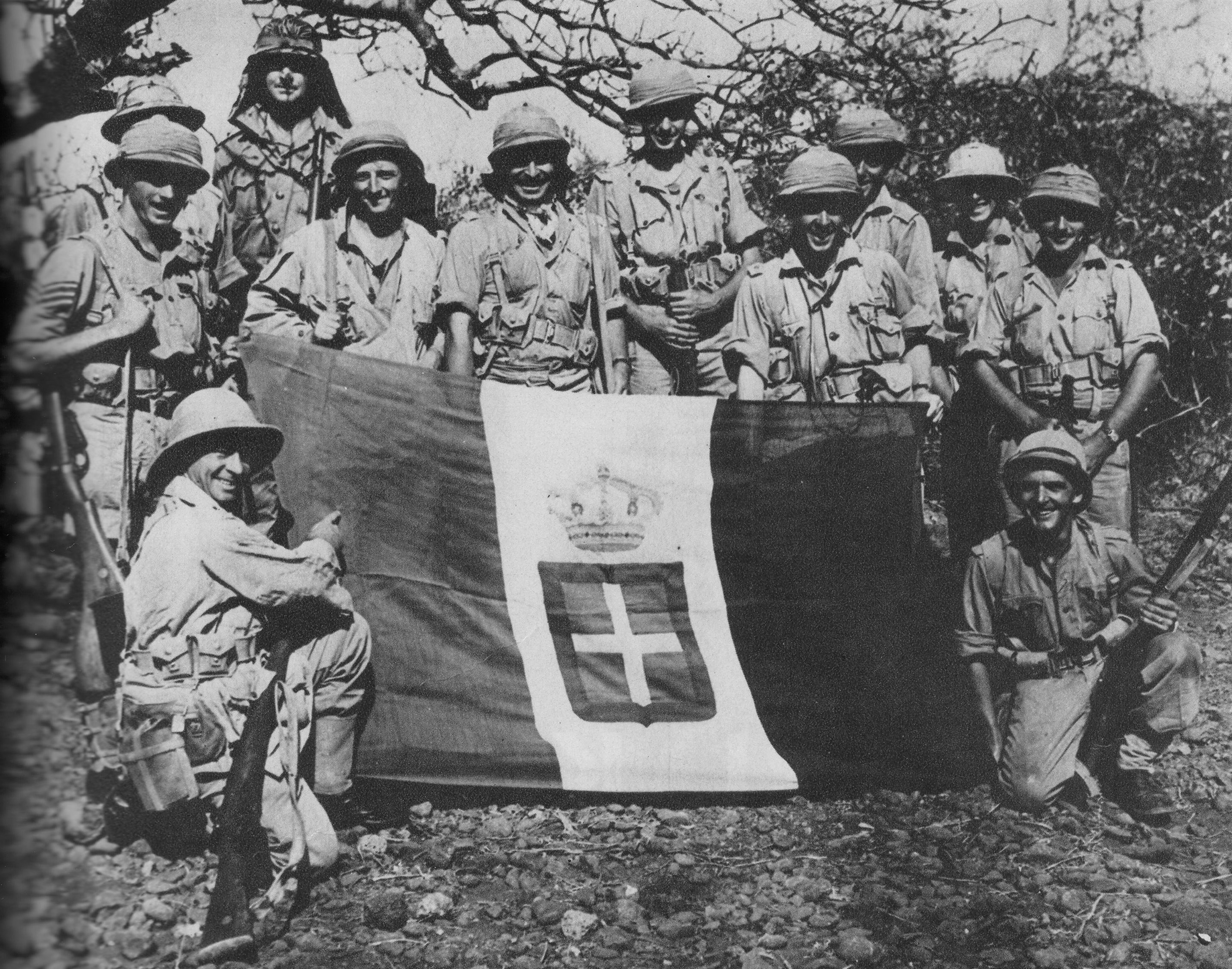
Soldats sud-africains en Éthiopie après leur victoire sur les italiens à Moyale en 1941.

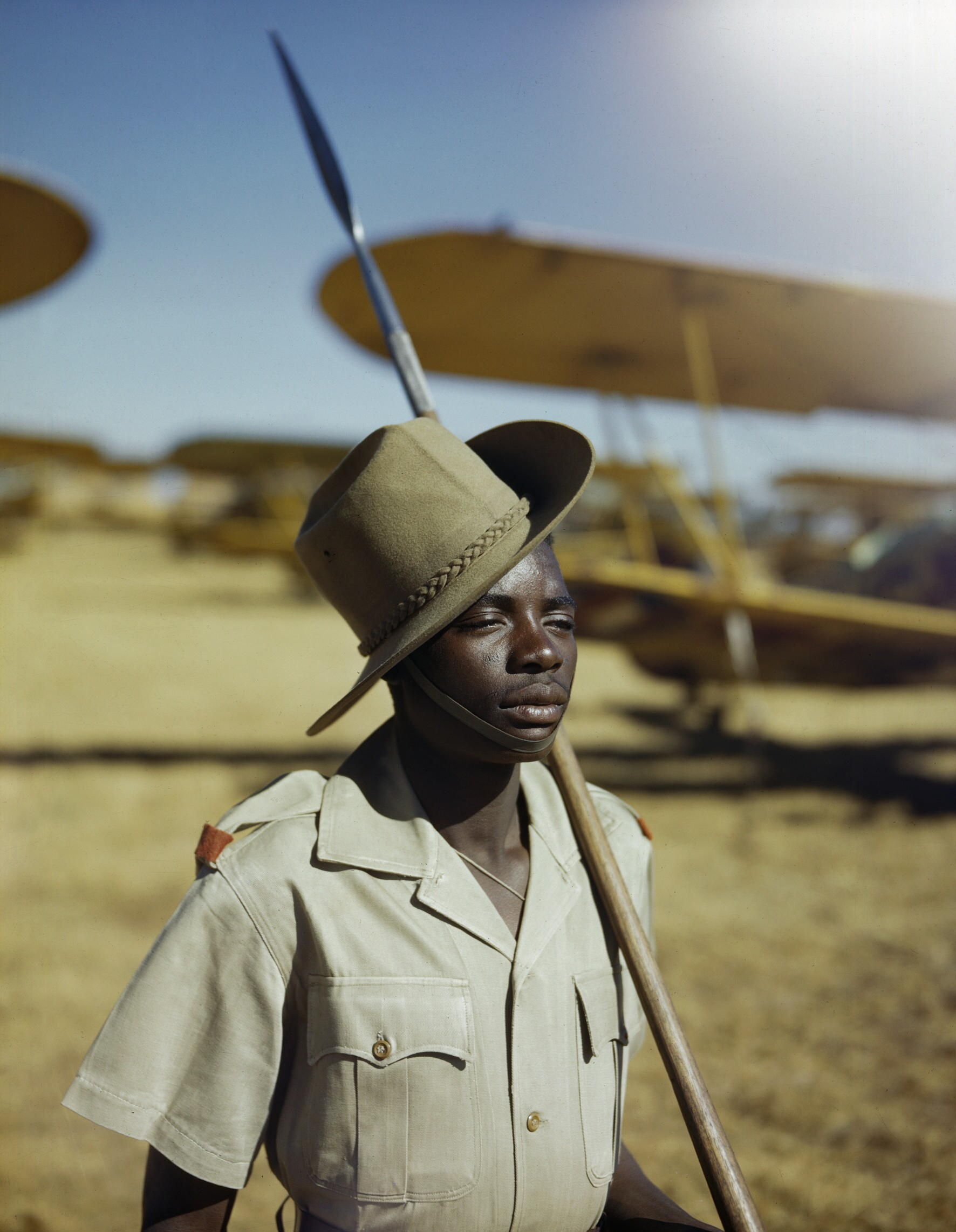
Garde askari sur la base aérienne de Waterkloof à Pretoria en 1943.

Sur le front international, l'Afrique du Sud est engagée au côté des alliés et Jan Smuts fait partie du cabinet de guerre de Winston Churchill.
L'intervention de l'aviation sud-africaine permet de libérer l'Éthiopie des Italiens, alors qu'un fort contingent sud-africain contribue à éliminer les forces vichystes à Madagascar. L'armée de terre sud-africaine subit de lourdes pertes lors de la bataille de Tobrouk, mais les fantassins sud-africains, sous le commandement de Montgommery, repoussent les troupes allemandes hors de l'Afrique. En Europe, la sixième division blindée sud-africaine participe à la guerre en Italie au côté de la cinquième armée américaine. En tout, 334 000 Sud-Africains servent, à titre volontaire, dans les forces sud-africaines durant la Seconde Guerre mondiale et 12 080 y perdirent la vie. Seuls les blancs sont autorisés à porter les armes et à servir dans les unités combattantes, mais plusieurs milliers de noirs et de métis servent dans les troupes auxiliaires et près de 5 000 d'entre eux sont tués dans les combats et bombardements d'Afrique du Nord et d'Italie.
Sur le plan intérieur, durant les années 1939-1945, des groupuscules armés afrikaners et pronazis, tel l'Ossewabrandwag (littéralement, « la sentinelle des chars à bœufs »), se multiplient et mènent des actions de sabotages. La répression du gouvernement Smuts est impitoyable ; ces groupements sont vite dissous et leurs dirigeants arrêtés et emprisonnés. Parmi les militants et sympathisants de ces organisations, figure le futur premier ministre Balthazar John Vorster. Ces Afrikaners ne sont pas les seuls à s'opposer à l'entrée de l'Afrique du Sud dans le second conflit mondial. Par hostilité tout à la fois envers le capitalisme, l'impérialisme britannique et le colonialisme, des dirigeants noirs et indiens expriment leur désapprobation. Yusuf Dadoo, un influent dirigeant du congrès indien du Transvaal et membre du parti communiste sud-africain, prononce plusieurs virulents discours contre la guerre et le suivisme du gouvernement sud-africain, ce qui lui vaut plusieurs séjours en prison. En conséquence des discours anti-guerre et par prévention des troubles, les grèves des travailleurs noirs sont déclarées illégales au titre de l'effort de guerre.

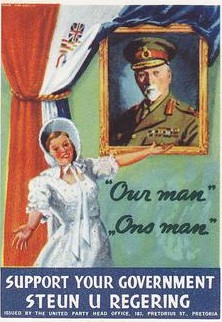
Affiche de propagande du parti uni pour soutenir le gouvernement de Jan Smuts (1940).

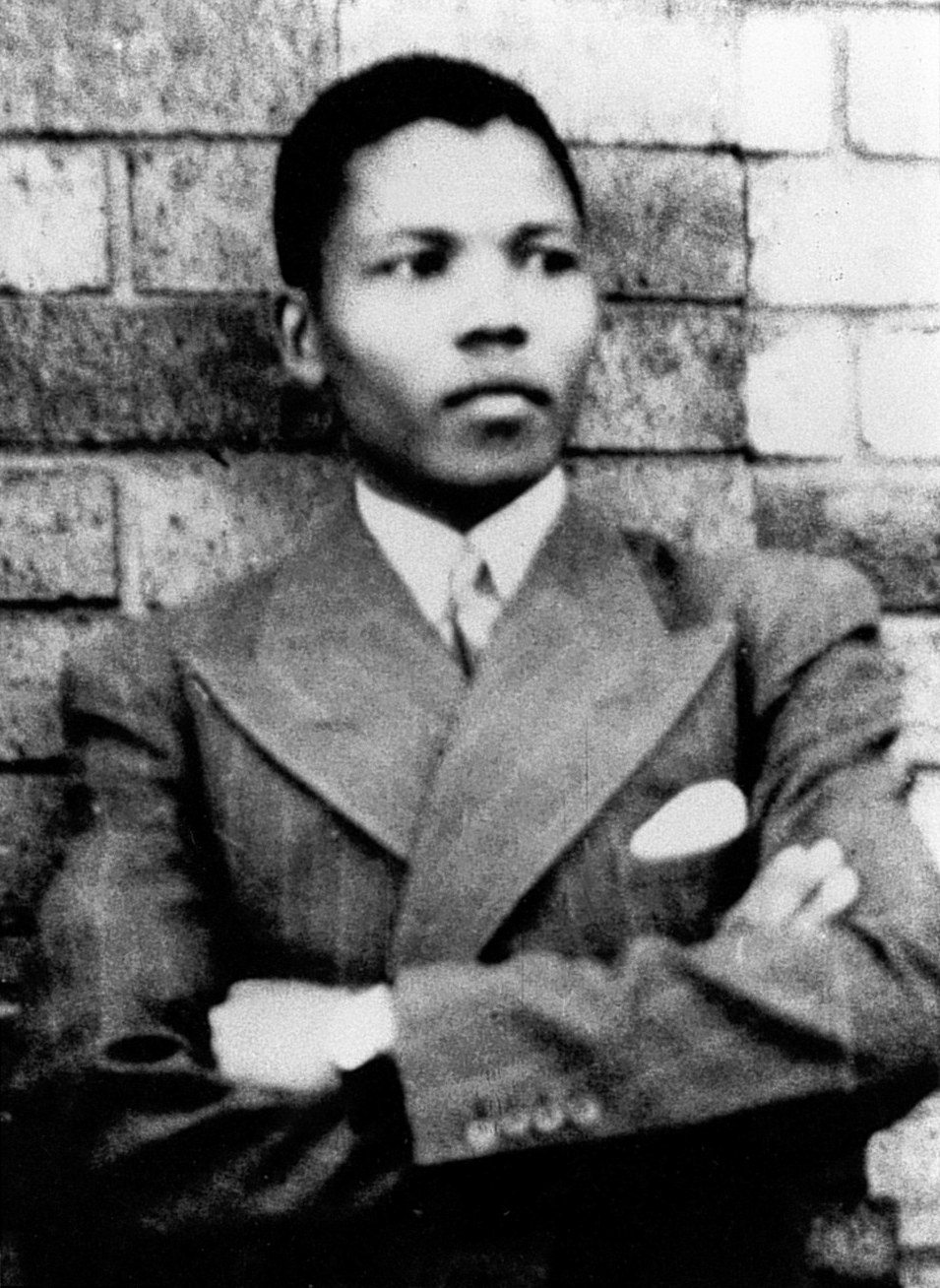
Le jeune Nelson Mandela (ici en 1937) qui crée en 1944, à l'université de Fort Hare, la ligue des jeunes de l'ANC pour renouveler les idées et les cadres d'un parti vieillissant.

Malan et les nationalistes, auxquels s'étaient joints Hertzog et ses alliés, s'unissent dans un « Parti national réunifié ». Mais, très vite en désaccord avec les ultras proches de Malan, Hertzog quitte le parti et fonde le Parti afrikaner, repris après sa mort en 1943 par Nicolaas Havenga.
Malan et les « nats » évitent dans ces années de guerre d'être impliqués dans des actions de sabotage mais sont équivoques dans leur soutien ou condamnation morale de ces groupuscules. En 1941, Malan prend ostensiblement ses distances vis-à-vis de tous les mouvements sud-africains pro-nazis ou antiparlementaires, faisant condamner dans le journal Die Transvaler, par la plume d'Hendrik Verwoerd, la dissidence de l'ancien ministre Oswald Pirow et de son nouveau parti, « Ordre Nouveau » (Nuwe Order), au programme ouvertement pro-nazi. Lors des élections de 1943, en remportant 16 sièges supplémentaires par rapport aux élections de 1938 et 36 % des suffrages, le Parti National parvient à juguler le parti de Pirow, qui n'a aucun élu, alors que le Parti Uni (105 sièges), toujours victorieux, voit sa majorité se réduire encore.
De son côté, le congrès national africain, qui peine à s'imposer dans la société civile noire sud-africaine, entreprend de se reconstruire sous la direction d'Alfred Xuma. Son but est de transformer l'organisation intellectuelle qu'est l'ANC en un véritable parti de masse. En 1943, il fait adopter une nouvelle charte constitutionnelle qui ouvre l'adhésion à l'ANC aux gens de toute race, élimine de l'organigramme la chambre des chefs tribaux et accorde aux femmes des droits égaux aux hommes au sein du mouvement. En 1944, il facilite, au sein du monde étudiant, principalement à l'université de Fort Hare, la création de la ligue des jeunes de l'ANC par Nelson Mandela, Walter Sisulu et Oliver Tambo, dont l'objet est un renouvellement des idées et la formation des cadres d'un parti vieillissant. Cette ligue de jeunesse se révèle vite plus radicale que son aînée dans son mode d'expression, partisan de manifestations de masse pour faire aboutir les revendications d'égalités raciale et politique de la majorité noire. Elle conteste notamment le bilan de ses aînés, plaide pour une émancipation morale vis-à-vis du paternalisme blanc et pour l'affirmation d'un nationalisme sud-africain noir, débarrassé de ses oripeaux ethniques.
Le problème racial se manifeste à nouveau au sortir de la Seconde Guerre mondiale, époque où la totalité de la population urbaine noire dépasse, pour la première fois celle de la population urbaine blanche, atteignant 1,5 million de personnes. En 1947, Xuma formalise son alliance avec le Congrès indien du Natal et le Congrès indien du Transvaal, du docteur Yusuf Dadoo, afin de présenter un front uni, dépassant les clivages raciaux, face à la classe politique blanche.
Chez les Blancs, les tensions entre les nationalistes afrikaners et les modérés du Parti Uni sont exacerbées par la politique raciale ambigüe de Smuts, oscillant entre assouplissement et renforcement de la ségrégation. L'approbation de Jan Smuts aux conclusions du rapport de la commission Fagan, qui préconisait une libéralisation du système racial en Afrique du Sud, en commençant par l'abolition des réserves ethniques, ainsi que la fin du contrôle rigoureux des travailleurs migrants, amène le Parti National à mandater sa propre commission, la commission Sauer, qui recommande, à l'inverse, le durcissement des lois ségrégationnistes,.
Auréolé de la victoire des alliés, dont fait partie l'Afrique du Sud, de la participation du pays à la création des Nations unies, d'un taux de croissance économique en nette hausse, de 5 % en moyenne par an pendant près de 30 ans, Jan Smuts semble assuré d'une réélection confortable aux élections générales de 1948. Il peut ainsi proposer de mettre en forme les propositions de la commission Fagan, alors que les nationalistes proposent aux Sud-Africains afrikaners, mais aussi aux anglophones, leur nouveau projet de société fondé sur les conclusions de la commission Sauer, l'apartheid.

## Période 1948-1994: ère de l'apartheid

### 1948-1958: instauration de l'apartheid

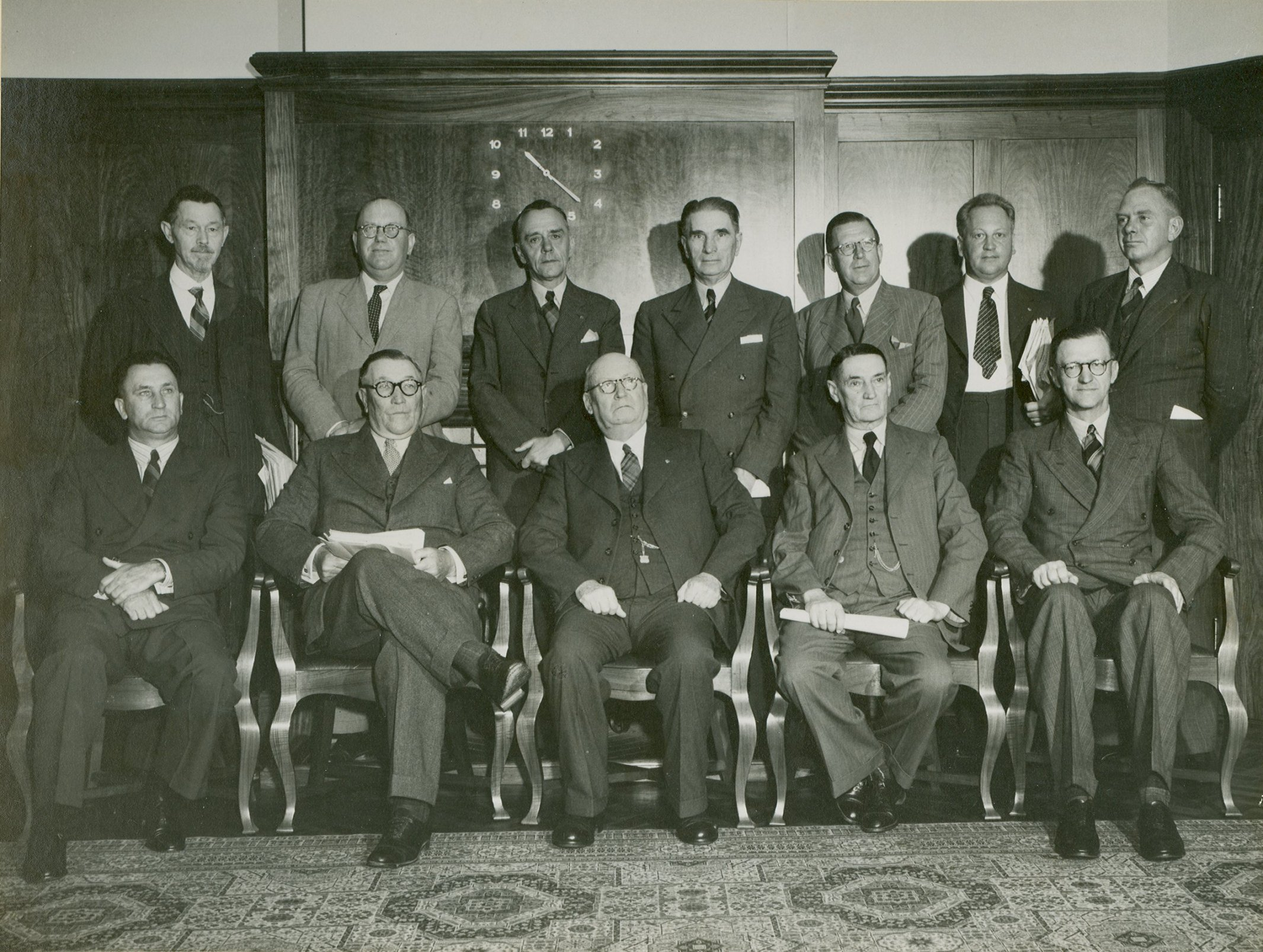
Le 1er gouvernement nationaliste en 1948, dirigé par DF Malan.
Au premier rang :JG Strijdom, Nicolaas Havenga, Daniel François Malan (Premier ministre), E.G. Jansen, Charles Swart.
Au second rang : A.J. Stals, P.O. Sauer, Eric Louw, S.P. le Roux, Theophilus Dönges, François Christiaan Erasmus et Ben Schoeman.

À la surprise générale, et bien que minoritaire en voix, l'alliance du Parti national de Daniel Malan et du Parti afrikaner (Afrikaner Party - AP) de Nicolaas Havenga, remporte la majorité des sièges aux élections de 1948 avec 42 % des voix et 52 % des sièges. Les électeurs du Natal, des grandes zones urbaines du Cap et de Johannesbourg apportent leurs voix au parti du premier ministre sortant Jan Smuts, et les circonscriptions rurales et ouvrières surreprésentées du Transvaal et de l'état libre d'Orange, permettent au parti de Daniel François Malan de former le nouveau gouvernement. Quand il est nommé Premier ministre le 4 juin 1948, Malan est déjà âgé de 74 ans. En prenant enfin le pouvoir au bout de trente années de carrière parlementaire, il s'exclame « Aujourd'hui l'Afrique du Sud nous appartient une fois de plus… Que Dieu nous accorde qu'elle soit toujours nôtre. », un « nous » qui désigne exclusivement les Afrikaners. Cette victoire du parti national consacre aussi celle du Broederbond, une société secrète fondée en 1918, et consacrée exclusivement à la promotion des Afrikaners dans la société civile.
Le thème récurrent des gouvernements nationalistes est, dès lors, non plus celui la défense de l'identité afrikaans face au danger de domination ou d'acculturation anglophone, mais celui du peuple blanc d'Afrique du Sud. Ce « peuple » est composé des anglophones, des afrikaners, des lusophones soit 2,5 millions de personnes en 1950, 21 % de la population totale. Il est considéré comme menacé par la puissance de la démographie africaine, 8 millions de personnes en 1950 et 67 % de la population totale ; c'est le swaartgevaar'' (« le péril noir »), la crainte d'un soulèvement de millions de Noirs, qui balaieraient le peuple afrikaner, sa langue, sa culture, ses institutions et son mode de vie. L'idée est aussi de mettre en place une politique permettant de satisfaire les deux tendances constitutives du parti national, l'une portée sur la suprématie blanche garantissant la sécurité des Blancs, l'autre mobilisée autour de la promotion et de la défense de la culture afrikaner, enracinée dans l'histoire « d'un peuple élu » (le volk).
Avant 1948, la politique indigène des gouvernements de l'Union Sud-Africaine est constamment présentée comme un expédient provisoire en attendant que, devenues « civilisées, les masses indigènes » accèdent à la citoyenneté. Après 1948, l'apartheid, ou développement séparé des races, vient rompre avec le pragmatisme de la Colour Bar et avec la discrimination conjoncturelle héritée de l'ère coloniale. Théoriquement, selon les déclarations de D.F. Malan, l'objectif de l'apartheid est la division du pays en deux parties avec d'un côté les Noirs et d'un côté les Blancs, sans que les premiers continuent à être les réservoirs de main-d'œuvre des seconds. Par ailleurs, il considère que l'équilibre racial en Afrique du Sud repose sur un accord tacite entre Noirs et Blancs, fondé sur le respect et l'exemplarité que ces derniers doivent inspirer. C'est pourquoi, régler le problème des Blancs pauvres doit aussi permettre de gérer la question autochtone.
L'historien Hermann Giliomee considère que l'apartheid ne doit pas être considéré, au départ, comme un projet clairement défini dans sa conception. Sa mise en œuvre est loin d'être immédiate ou globale et sa vision d'ensemble n'est ni cohérente ni uniforme. L'apartheid est cependant présenté à l'époque comme un arsenal juridique, destiné à assurer la survie du peuple afrikaner, mais aussi comme un « instrument de justice et d'égalité qui doit permettre à chacun des peuples qui constitue la société sud-africaine d'accomplir son destin et de s'épanouir en tant que nation distincte ». Ainsi, beaucoup de nationalistes afrikaners pensent que l'apartheid ouvre des carrières et laisse leurs chances aux Noirs, chances qu'ils n'auraient pu saisir s'ils avaient été obligés d'entrer en compétition avec les blancs au sein d'une société intégrée. Les chefs du parti national tâtonnent d'ailleurs beaucoup en mettant en place les premières législations et, parfois, se contredisent. Les premières lois ne font d'ailleurs que renforcer des lois déjà existantes, telle la loi sur l'interdiction des mariages interraciaux qui date de 1949. Par ailleurs, le ministère des affaires indigènes est d'abord confié à un pragmatique modéré, Ernest George Jansen, qui maintient la tradition libérale du Cap et se montre essentiellement préoccupé par la réhabilitation des réserves ou la pénurie de logements dans les townships.

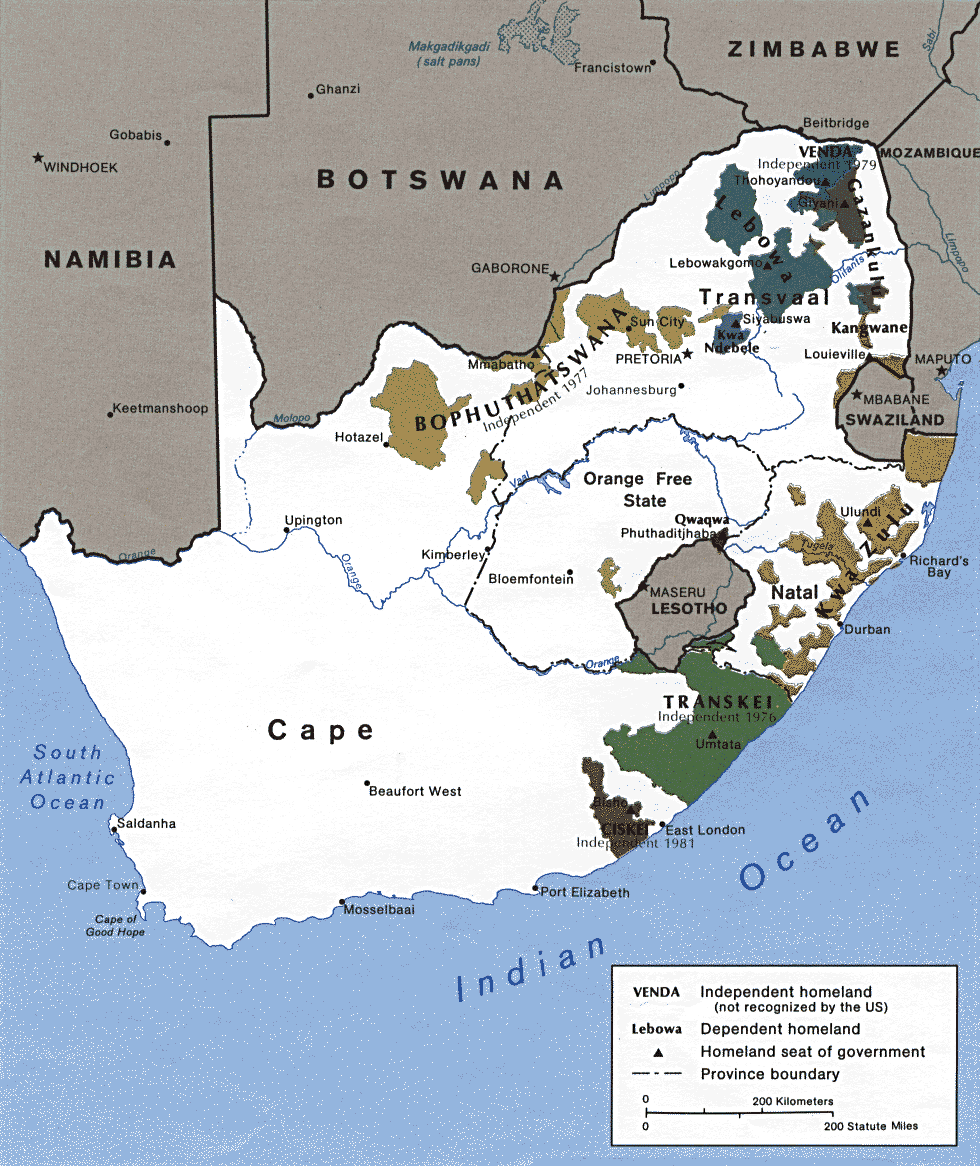
Carte d'Afrique du Sud figurant les bantoustans.

Si Hendrik Verwoerd, successeur de Jansen en tant que ministre des affaires indigènes à partir de 1950, est parfois considéré comme le grand architecte de l'apartheid, ses inspirateurs sont à rechercher non seulement du côté de la théorie de la prédestination de l'église réformée hollandaise, mais aussi du côté de l'école afrikaans d'anthropologie et de l'un de ses représentants les plus emblématiques, le professeur d'ethnologie Werner Max Eiselen. Si Eiselen rejette le racisme scientifique prédominant dans les années 1920, il justifie néanmoins dans l'un de ses ouvrages la ségrégation raciale comme moyen de maintenir et renforcer les identités ethniques et linguistiques des peuples bantous. Allant plus loin, et en conclusion de ses analyses sur les effets acculturant de l'urbanisation et du travail migrant sur les structures traditionnelles africaines, il appuie, dès le début des années 1930, l'idée d'un séparatisme géographique, politique et économique, non seulement entre les Noirs et les Blancs mais aussi entre les différentes ethnies. Rejetant l'idée même d'existence d'une société unique sud-africaine, il est convaincu que les civilisations bantoues ont été corrompues par leur interaction avec la société urbaine de type occidental, et qu'elles ne peuvent plus se développer en respect de leurs propres impératifs culturels.
Les principales lois fondamentales organisant l'apartheid sont la loi d'habitation séparée, la loi d'immoralité, loi de classification de la population, la loi de suppression du communisme qui sont votées en février 1950. Ces différents textes législatifs sont organisés autour d'un principe de cloisonnement. Les individus sont classés en quatre groupes (blancs, noirs, coloured et indiens), qui déterminent leur vie, résidence, études, mariage, etc. Les Noirs sont progressivement expulsés de quartiers entiers, tel Sophiatown, et obligés de vivre dans des townships, construits pour eux à la périphérie lointaine des villes, ce qui les contraint à parcourir de longues distances pour se rendre sur leur lieu de travail.
En 1955, le professeur Tomlinson, un conseiller du gouvernement, informe le cabinet que la séparation des races telle que mise en œuvre est vouée à l'échec et ne peut être sinon que très coûteuse. Il suggère de nombreux investissements pour améliorer l'agriculture dans les réserves tribales et propose de mettre en place des usines à leurs frontières afin de fournir suffisamment d'emplois pour les Noirs et les détourner des « villes blanches ». Bien que le rapport Tomlinson soit partiel et omette certains indicateurs importants, comme la taille trop petite de la superficie accordée aux réserves, et ne donne pas de calendrier précis pour la création de bassins d'emplois à la périphérie des réserves, le gouvernement refuse de dépenser autant d'argent. Verwoerd relance plus globalement le projet de grand apartheid, la politique des bantoustans, après avoir échoué à obtenir du Conseil représentatif autochtone d'accepter l'autonomie gouvernementale dans les townships. Avec Eiselen, son secrétaire aux affaires indigènes puis à l'éducation bantoue, il durcit le système législatif et constitutionnel, à commencer par les anciennes lois raciales et spatiales comme le Land Act. La question raciale finit par intervenir à tous les stades de la vie, avec la codification issue de lois ségrégationnistes d'application quotidienne, visant à faire coexister deux mondes qui, jamais, ne vivront ensemble.

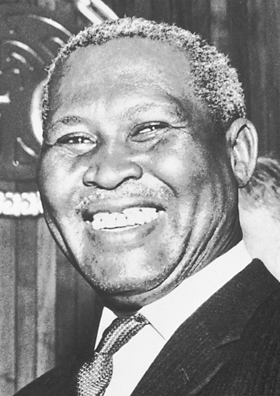
L'écrivain Albert Lutuli, président de l'ANC de 1951 à 1958 et Prix Nobel de la paix en 1960 pour son combat contre l'apartheid.

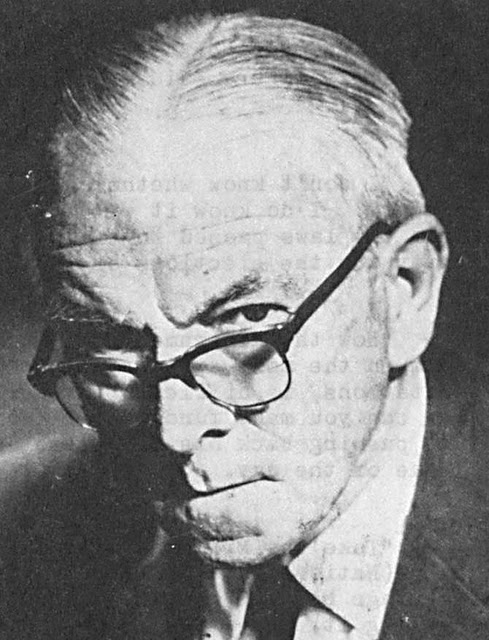
L'écrivain Alan Paton, auteur du roman, Pleure, ô pays bien-aimé dénonçant la ségrégation raciale, fondateur et président du parti libéral (1953-1968), opposé à l'apartheid.

Cette nouvelle législation est destinée à promouvoir et organiser un séparatisme géographique, politique et économique au sein de l'Afrique du Sud. Procédant à un renversement de logique par rapport aux politiques antérieures dont l'impératif était l'unité de la nation et du territoire, l'apartheid vise à sacrifier à l'ordre racial, non seulement l'intégrité territoriale du pays, mais aussi à gérer les relations entre les groupes. Avec le recul, l'apartheid se révèle même être plutôt une variante d'une politique raciale générale, remontant au XVIIe siècle et connue dans les territoires dominés par les Hollandais puis les Boers sous le nom de baasskap (« domination du patron »). Ce principe d'apartheid devient, pour plusieurs décennies, la pierre angulaire de la politique nationale, figeant le système et les rapports entre races. Pour nombre de chefs d'États étrangers, dans les pays desquels sévit déjà une séparation plus subtile voire coutumière entre les classes, les ethnies ou les religions, la ségrégation affichée et revendiquée de l'apartheid leur permet d'utiliser à leur profit la politique intérieure de l'Afrique du Sud et de faire de ce pays un bouc émissaire providentiel. Pendant plusieurs décennies, l'Afrique du Sud est considérée par les intellectuels occidentaux comme un État européen situé dans une région non occidentale. Mais l'instauration de la politique d'apartheid, dans le contexte international de la décolonisation, ruine progressivement la réputation du pays dans l'élite occidentale.
De 1951 à 1956, le gouvernement Malan mène une véritable bataille constitutionnelle pour radier les Coloured des listes électorales communes et instituer des collèges électoraux séparés. Politiquement, la mesure vise à priver le Parti uni et le Parti travailliste de voix déterminantes dans plus de la moitié des cinquante-cinq circonscriptions de la province du Cap. En 1951, une première loi est votée au terme de laquelle les Coloured et métis du Cap et du Natal sont désormais représentés au parlement par quatre députés blancs élus pour cinq ans sur des listes séparées. La loi est vivement attaquée par l'opposition parlementaire. Des manifestations sont organisées par l'association des vétérans de guerre, avec le soutien de la Springbok Legion. Partout dans le pays, se forment des mouvements de soutien au maintien des métis sur les listes électorales communes ; celui des Torch commando, dirigé par Louis Kane-Berman et Sailor Malan, héros de la bataille d'Angleterre, est le plus emblématique. Le mouvement reçoit l'appui financier de Harry Oppenheimer et forme un front commun avec le parti uni et le parti travailliste. Finalement, la question de la suprématie législative du Parlement se retrouve placée au centre des débats après l'invalidation de la loi par la Cour suprême, par référence à la loi sur l'Afrique du Sud de 1909. La tentative de D.F. Malan de contourner la décision est également un échec.
De son côté, l'ANC, la principale organisation anti-apartheid extra-parlementaire, en lutte pour l'égalité politique, économique et juridique entre Noirs et Blancs, est de tendance socialiste et alliée au Parti communiste, ce qui en fait un adversaire des Blancs d'Afrique du Sud et lui donne une mauvaise image aux yeux du gouvernement des États-Unis. Dès l'arrivée au pouvoir du parti national, la ligue de jeunesse de l'ANC se montre déterminée. En interne, elle fait écarter le président du parti, Alfred Xuma, jugé trop modéré, pour imposer James Moroka et préparer une grande campagne de défiance. En juin 1952, l'ANC sous la férule de Walter Sisulu, organise avec d'autres organisations anti-apartheid une campagne nationale contre les restrictions politiques, sociales et résidentielles imposées aux gens de couleur. Cette campagne de résistance passive, marquée par l'arrestation de 8 400 personnes, prend fin en avril 1953, quand de nouvelles lois interdisent les rassemblements et les manifestations politiques ; elle permet à l'ANC de gagner en crédibilité, passant de 7 000 à 100 000 adhérents. Son option non-raciale lui permet de s'ouvrir aux indiens et aux communistes blancs, mais les métis restent plus circonspects. Quand James Moroka tente de plaider la conciliation avec le gouvernement, il est renversé par la ligue des jeunes du parti, qui impose alors Albert Lutuli à la tête de l'ANC.

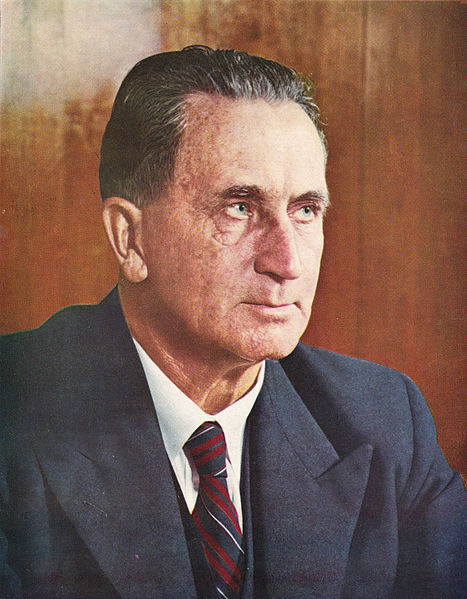
JG Strijdom, premier ministre (1954-1958).

Aux élections de 1953, le Parti National remporte de nouveau la majorité des sièges du parlement. En 1954, Malan, malade, démissionne de son fauteuil de Premier ministre qui est récupéré par Johannes Strijdom, un élu ultraconservateur du Transvaal, qui accentue la politique ségrégationniste. Au parlement, et au bout de quatre années de batailles législatives et judiciaires, il parvient à supprimer la franchise électorale des populations coloured du Cap, malgré l'opposition du parti uni et du petit parti libéral. Ces populations sont désormais représentées à l'assemblée par quatre députés blancs élus pour cinq ans sur des listes spécifiques,. Il met en place des gouvernements autonomes dans les bantoustans (territoires tribaux administrés par les populations autochtones), à la suite de l'adoption du Bantu Self-Government Act, venant compléter le Bantu Authorities Act de 1951.
Liée à l'ANC, la Fédération des femmes sud-africaines (Federation of South African Women, FSAW) joue également un rôle important dans la protestation contre l'apartheid en assurant la coordination des campagnes contre les laissez-passer et faisant rédigeant des pétitions. Organisée sur une base inter-raciale, elle comprend des syndicalistes, des enseignantes et des infirmières. En juin 1955, 3 000 délégués de l'ANC et de divers autres groupes anti-apartheid, comme le congrès indien, le Congrès des Démocrates ou la FSAW, se réunissent à Kliptown, un township de Johannesbourg, en un congrès du peuple. Ces délégués adoptent la Charte de la liberté (Freedom Charter), énonçant les bases fondamentales des revendications des gens de couleur, appelant à l'égalité des droits, quelle que soit la race. Un million de personnes signent le texte. En janvier 1956, environ 2 000 femmes de groupes de couleurs différentes, parmi lesquelles Lillian Ngoyi, Ruth Mompati et Helen Joseph, défilent au nom de la FSAW, devant les Union Buildings à Pretoria. Ignorée par le gouvernement, la FSAW organise une seconde manifestation avec le concours la Ligue des femmes de l'ANC au mois d'août 1956. Environ 20 000 femmes défilent alors contre les laissez-passer devant les Union Buildings. La même année, à la suite de l'adoption de la charte de la liberté, 156 membres de l'ANC et des organisations alliés sont arrêtés et accusés de haute trahison. Parmi les accusés se trouvent Albert Lutuli, Oliver Tambo, Walter Sisulu, Nelson Mandela, tous de l'ANC, mais aussi Ahmed Kathrada du South African Indian Congress (SAIC), ou encore Joe Slovo du parti communiste sud-africain (SACP). L'affaire est très médiatisée. L'instruction judiciaire dure pendant quatre ans, période durant laquelle les charges tombent progressivement contre les inculpés. Finalement, en mars 1961, les trente derniers accusés restants sont à leur tour acquittés au motif que, selon les attendus du jugement, l'ANC ne pouvait être reconnu coupable d'avoir défendu une politique visant au renversement du gouvernement par la violence.
Durant toute la décennie des années 1950, les mouvements opposés à l'apartheid, issus des différentes communautés, peinent à s'unir et à organiser des manifestations inter-raciales. Malgré les appels de l'ANC, la communauté blanche échoue totalement à constituer un mouvement unique blanc anti-apartheid. Bien au contraire, l'opposition blanche à l'apartheid est morcelée en deux grandes familles, radicaux et libéraux, elles-mêmes divisées en sous-groupes divers. L'opposition libérale ignore également les appels de l'ANC à manifester ou à se rassembler (campagne de défiance, rassemblement de Kliptown), préférant privilégier les procédures légales. En fait, les motifs de mobilisation des blancs, centrés surtout sur le droit de vote des métis, sont différents de ceux de l'ANC et, tant le parti uni que le parti libéral, ne sont pas favorables à l'extension d'un droit de suffrage sans restriction aux populations de couleur. De ce fait, l'opposition libérale est définitivement discréditée aux yeux de l'ANC qui ne privilégie que ses alliés radicaux,.
Lors des élections d'avril 1958, le Parti National remporte une confortable victoire électorale, vainqueur, cette fois, en voix et en sièges.

### Période 1958-1966: apogée de l'apartheid

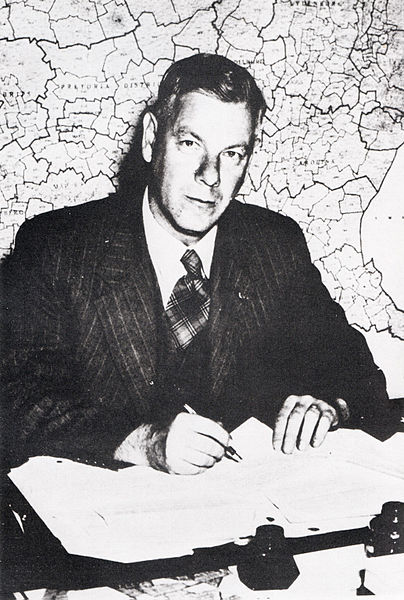
Hendrik Verwoerd, ministre des affaires indigènes (1950-1958) puis premier ministre (1958-1966). Il est considéré, avec Werner Max Eiselen, comme l'architecte du grand apartheid.

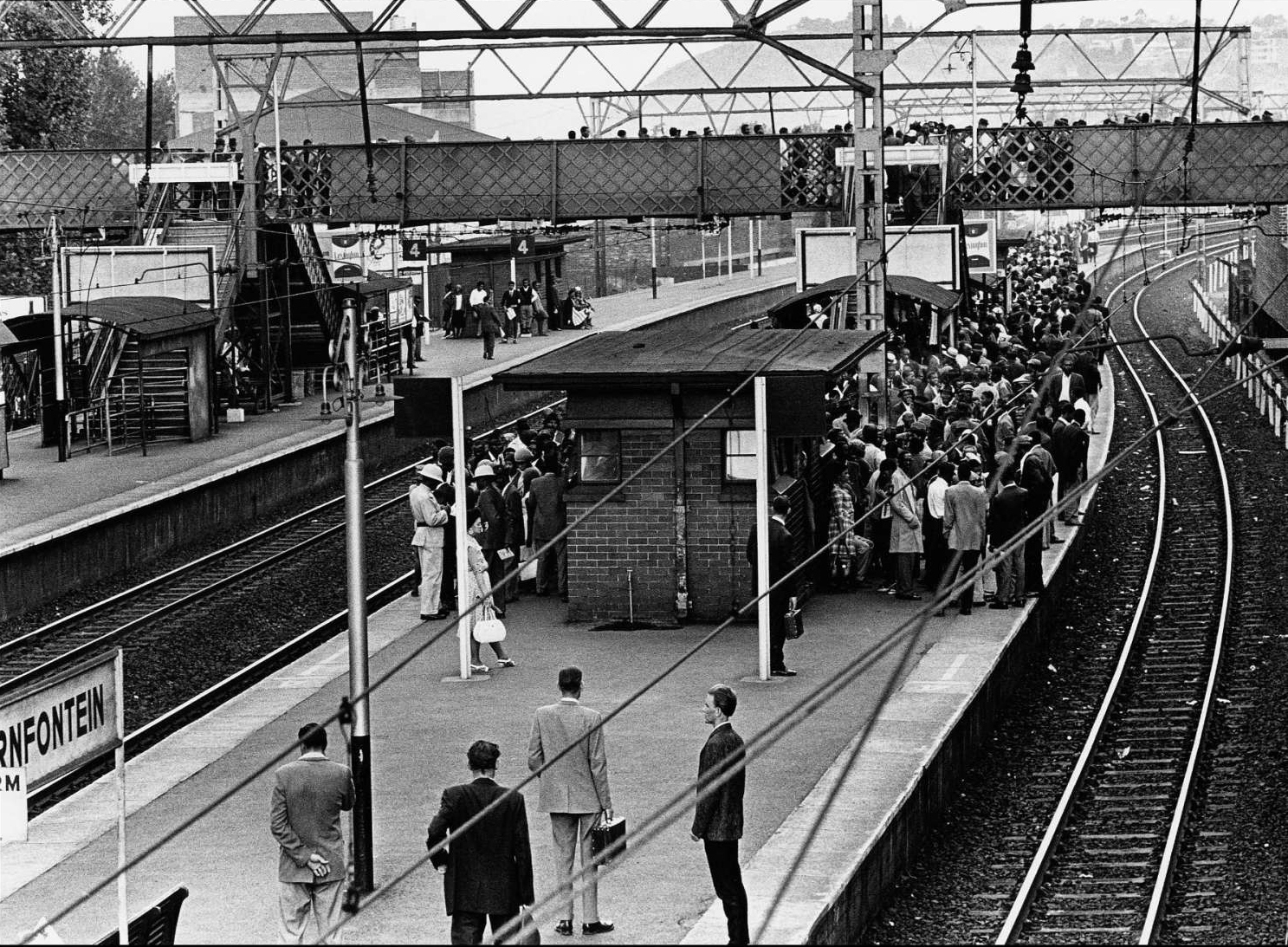
Les inégalités liées à l'apartheid dans l'espace public: à la gare de Doornfontein à Johannesbourg, les noirs sont parqués dans un espace restreint alors que les blancs bénéficient de davantage de confort.

En 1958, à la mort soudaine de Strijdom, Hendrik Verwoerd lui succède à la tête du gouvernement. Alors que l'opposition libérale blanche se scinde en deux, des dissidents du parti uni formant le parti progressiste, la politique sud-africaine est de plus en plus contestée au niveau international, notamment aux Nations unies.
Mais, dans le même temps, les mouvements noirs de libération se divisent eux aussi ; de nombreux radicaux de l'ANC quittent leur mouvement pour protester contre son ouverture aux autres races et forment une organisation nationaliste concurrente, le Congrès panafricain d'Azanie dirigé par Robert Sobukwe.
En novembre 1959, dans le cadre de la politique d'apartheid mise progressivement en place dans le Sud-Ouest africain, territoire occupé par l'Afrique du Sud depuis 1915, les autorités sud-africaines déclarent insalubre le quartier de Old Location et décident de déplacer les populations indigènes qui y résident vers un nouveau quartier, situé à cinq kilomètres plus au nord, le futur township de Katutura, signifiant « là où on ne veut pas rester ». Le 10 décembre 1959, la campagne de protestation organisée par la SWANU (un parti politique de Namibie) dérape et se solde par la mort de treize manifestants, abattus par les forces de police sud-africaines, et cinquante-quatre blessés. La répression policière s'abat sur la province, contraignant les dirigeants de la SWANU, dont Sam Nujoma, à s'exiler au Bechuanaland, en Rhodésie du Sud, puis en Tanzanie, quelques années plus tard.
En 1960, le massacre de Sharpeville, où soixante-neuf protestataires pacifiques sont tués par la police, met l'Afrique du Sud à la une de l'actualité internationale. Pour riposter, le gouvernement fait interdire la plupart des mouvements de libération comme l'ANC ou le Congrès panafricain d'Azanie. Leurs dirigeants entrent alors dans la clandestinité. Nelson Mandela fonde l'aile militaire de l'ANC, appelé Umkhonto we Sizwe, ce qui signifie la « Lance de la Nation », qui se lance dans des actions de sabotage des infrastructures industrielles, civiles et militaires. En fin d'année, le chef de l'ANC, Albert Lutuli, obtient le Prix Nobel de la paix.
Dans un discours mémorable sur le « vent du changement », prononcé au parlement au Cap, le Premier ministre britannique, Harold Macmillan, en profite pour critiquer l'immobilisme et le passéisme des dirigeants d'Afrique du Sud. Exaspérés, les nationalistes proposent de soumettre un projet de référendum pour instituer la république. Bien qu'on ait cru un moment à une sécession des Blancs anglophones du Natal, le principe de la république est approuvé le 5 octobre 1960. À cette occasion, les Blancs se divisent entre républicains Afrikaners et loyalistes anglophones, mais la transition se fait dans le calme, sans émigration excessive des anglophones.
La « proclamation de la République d'Afrique du Sud » (RSA), le 31 mai 1961, accompagnée de la rupture des derniers liens avec le Royaume-Uni (retrait du Commonwealth) et la création effective du premier bantoustan noir, le Transkei, marquent l'apogée de l'apartheid.

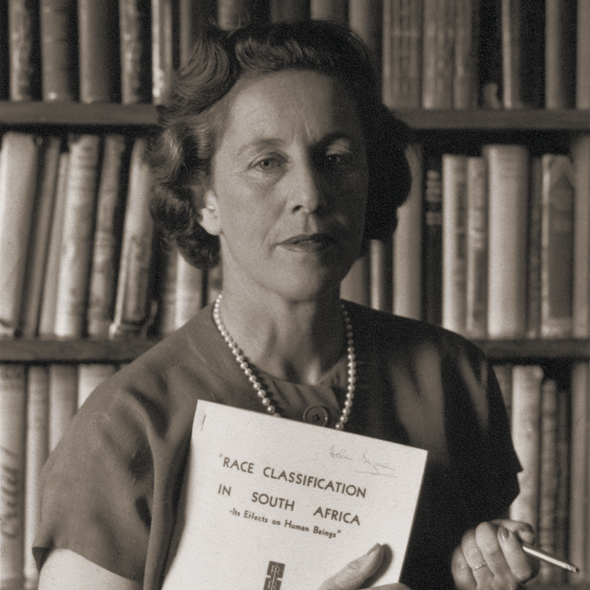
Helen Suzman, figure emblématique de l'opposition parlementaire à l'apartheid durant trois décennies.

Aux élections du 8 octobre 1961, la politique de Verwoerd est plébiscitée, alors qu'Helen Suzman devient la seule élue du Parti Progressiste, dont le programme est centré autour de l'adoption d'une déclaration des droits et de la mise en place d'une franchise électorale pour permettre à tout citoyen adulte d'Afrique du Sud, instruit et économiquement autonome, de pouvoir voter aux élections. Sur ce dernier point, le parti progressiste se distingue du parti libéral qui s'est rallié au suffrage universel. Bien que reconnaissant la nécessité d'une représentation politique de la pluralité de la société sud-africaine, le parti progressiste estime que le suffrage universel est une option politique trop radicale et menaçante envers la minorité blanche et lui préfère une alternative sur un modèle proche de la démocratie consociationnelle dont l'objectif est de protéger les minorités ethniques et politiques. En dépit du soutien du Rand Daily Mail, du Star et du Daily Dispatch, le vote pour le parti progressiste se cantonne pendant treize ans aux quartiers aisés et anglophones de Johannesbourg et du Cap. Au sein de l'élite intellectuelle blanche de langue afrikaans, les valeurs autrefois célébrées autour de l'Afrikanerdom sont aussi contestées. Un nouveau mouvement littéraire apparait, celui des Sestigers (écrivains des années soixante), marqué par les figures d'André Brink, d'Etienne Leroux, d'Ingrid Jonker, de Uys Krige, de Breyten Breytenbach et de J. M. Coetzee. Ce mouvement est marqué par la sortie du laager et sur l'ouverture au monde. Opposés à l'apartheid, certains renoncent à écrire en afrikaans, considérée comme la langue de l'apartheid et choisissent l'anglais, qui leur permet de sortir du ghetto blanc et d'obtenir plus facilement une audience internationale. Tous les thèmes sont abordés, y compris certains tabous de la communauté afrikaner (sexe, violence, culpabilité envers les noirs…). Plusieurs d'entre eux subissent les foudres du pouvoir, qui emploie tous les moyens à disposition pour les réprimer ou les censurer. L'historiographie est elle-même atteinte par ce mouvement de contestation de l'ordre établi, au travers de la remise en cause de la notion d'ethnicité, valeur essentielle du nationalisme afrikaner. Chez les écrivains anglophones, historiquement critiques envers le pouvoir afrikaner, les livres d'Alan Paton, de Nadine Gordimer et de l'anglo-rhodésienne Doris Lessing, témoignent de leur opposition intégrale à l'apartheid, tandis que les écrivains noirs, comme William Modisane, évoquent la vie dans les townships et la perception qu'un noir peut avoir de l'homme blanc.
En juillet 1963, plusieurs des principaux chefs de l'ANC interdite, dont Nelson Mandela et Walter Sisulu, sont arrêtés à Rivonia et inculpés de haute trahison et de complots envers l'État. En 1964, ils sont condamnés à la prison à vie. L'ANC et Umkhonto we Sizwe, décapités, sont alors totalement désorganisés et installent leurs quartiers généraux à l'étranger.
En raison de sa politique d'apartheid, l'Afrique du Sud est exclue des jeux olympiques d'été de 1964, qui se déroulent à Tokyo au Japon.
Verwoerd intensifie l'application de sa politique de séparation forcée en procédant à de nombreuses expulsions de populations noires vers les zones qui leur sont attribuées afin que de bonnes terres soient développées ou habitées par les Blancs. Un système de contrat oblige les salariés noirs de l'industrie à vivre dans des résidences dortoirs au sein des townships loin de leurs familles demeurées en zone rurale. Les conséquences pour ces populations sont souvent catastrophiques sur le plan social tandis que la population carcérale atteint cent mille personnes, un des taux les plus élevés au monde. Entre 1960 et 1980, ce sont plus de trois millions et demi de paysans noirs qui sont dépossédés de leurs terres sans aucun dédommagement pour devenir un réservoir de main-d'œuvre bon marché et qui ne sont plus des concurrents pour les fermiers blancs.
En 1965, Verwoerd refuse la présence de joueurs et de spectateurs Maoris à l'occasion de la tournée des All Blacks néo-zélandais en Afrique du Sud, prévue en 1967, ce qui oblige la Fédération néo-zélandaise de rugby à XV à l'annuler.
Aux élections du 30 mars 1966, le parti national remporte 58 % des suffrages, alors qu'à ses frontières, la « colonie » de Rhodésie du Sud de Ian Smith a déclaré unilatéralement son indépendance du Royaume-Uni pour maintenir le principe de la domination blanche sur son territoire.
La fin du mandat de Verwoerd en tant que premier ministre d'Afrique du Sud est également marquée par le début de la guerre de la frontière, qui allait durer vingt-deux ans (26 août 1966 au 21 décembre 1988).
Le 6 septembre 1966, un déséquilibré, Dimitri Tsafendas, un métis d'origine grecque et mozambicaine, assassine Verwoerd en plein cœur du parlement mettant ainsi fin à la phase d'élaboration et d'application intensive et méthodique de l'apartheid. Au moment de sa mort, Verwoerd est encore loin d'être le symbole démoniaque de l'apartheid pour un large spectre de l'opinion publique occidentale du milieu des années 1960. Bien au contraire, le magazine Time le considère alors comme « l'un des plus habiles chefs blancs » que l'Afrique ait connu et le financial Mail lui consacre une édition spéciale post-mortem glorifiant la réussite économique que connait le pays entre 1961 et 1967. Pour Hermann Giliomee, le soutien indéfectible dont Hendrik Verwoerd a alors bénéficié de la part de la majorité de la communauté blanche repose davantage sur la transformation institutionnelle du pays en République que sur l'apartheid, une politique que Dag Hammarskjöld, secrétaire général de l'ONU en 1961, considérait avec lui comme une « alternative concurrentielle à l'intégration » suffisamment convaincante pour être poussée plus avant.

### Période 1966-1978: l'Afrique du Sud à l'ère du pragmatisme

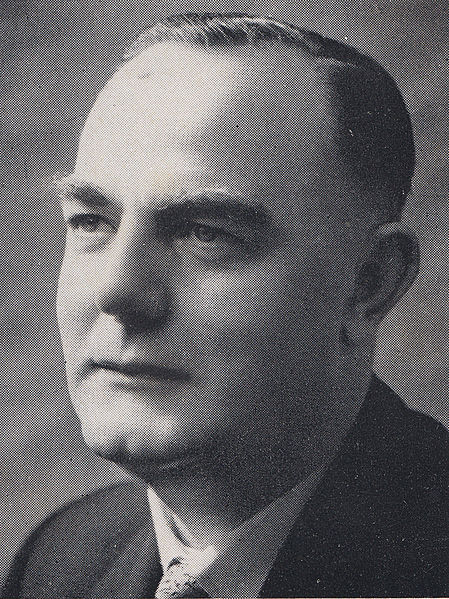
John Vorster.

Une semaine après l'assassinat de Verwoerd, le ministre de la justice, John Vorster succède à ce dernier au poste de président du parti national et à celui de premier ministre, après l'avoir emporté contre le ministre des transports, Ben Schoeman, président du parti national dans le Transvaal.
Moins dogmatique que son prédécesseur, John Vorster est le premier chef de gouvernement nationaliste à affirmer qu'il n'y a pas de races supérieures ou inférieures en Afrique du Sud. Sous le gouvernement Vorster le concept du Baasskap est définitivement abandonné au profit de la lutte contre le communisme.

#### Détente à l'intérieur
En politique intérieure, John Vorster assouplit certaines lois vexatoires du petty apartheid (apartheid au quotidien dans les lieux publics) en autorisant l'ouverture des bureaux de poste, des parcs, et de certains hôtels et restaurants aux Noirs. Il autorise également les équipes sportives internationales, comprenant à la fois des joueurs blancs et des joueurs de couleur, à venir en Afrique du Sud, à la condition qu'elles n'aient pas de visées politiques. Pour pouvoir concourir aux Jeux olympiques de Mexico, le gouvernement abroge la législation d'apartheid interdisant la formation d'équipes sportives multiraciales mais l'équipe ainsi sélectionnée ne peut finalement participer en raison de l'hostilité des pays africains. En dépit de ces assouplissements, le gouvernement refuse d'autoriser Basil D'Oliveira, un joueur métis de cricket anglais d'origine sud-africaine, à venir jouer en Afrique du Sud au sein de l'équipe d'Angleterre de cricket, provoquant finalement l'annulation de la tournée suivie de celle de l'équipe d'Afrique du Sud de cricket en Angleterre en 1970, à la suite de virulentes manifestations anti-apartheid. La décision d'autoriser la présence de joueurs et de spectateurs maoris lors de la tournée de l'équipe de Nouvelle-Zélande de rugby à XV en Afrique du Sud en 1970, provoque un schisme au sein du parti national, poussant ses membres les plus extrémistes, menés par Albert Hertzog, à faire scission pour créer le Parti national reconstitué (Herstigte Nasionale Party, HNP),,.
Du côté de l'opposition parlementaire, le parti uni, qui a voté en faveur de plusieurs des lois destinées à maintenir l'ordre public et s'est à plusieurs reprises montré solidaire du parti national face aux critiques internationales, est victime de divisions internes. Peu convaincu de la politique prônée en matière raciale, consistant à créer un État sud-africain décentralisé sous forme de fédération de communautés ethniques et géographiques afin de faciliter les coopérations entre les divers groupes raciaux du pays, Harry Schwarz, le chef de file du parti uni au Transvaal signe avec le chef Mangosuthu Buthelezi, le 4 janvier 1974, la Déclaration Mahlabatini en faveur de l'établissement d'une société non raciale en Afrique du Sud. Pour la première fois dans l'histoire sud-africaine contemporaine, un document écrit atteste d'une communauté d'idées et de vision politique entre des dirigeants politiques blancs et noirs. Si la déclaration ravit les libéraux des différents mouvements politiques du pays ainsi que la presse libérale, elle met en colère les membres conservateurs du parti uni et suscite la condamnation et les moqueries du parti national et de sa presse. Lors des élections d'avril 1974, 6 députés progressistes rejoignent Helen Suzman sur les bancs de l'assemblée. Alors que ces derniers sont principalement élus au détriment de députés du parti uni, Schwarz et ses partisans réformistes sont expulsés du parti uni. Après avoir créé un parti réformiste, Schwarz et ses alliés fusionnent leur mouvement avec le parti progressiste pour former le parti progressiste réformiste, dorénavant dotés de 11 élus au parlement. Dirigé par Colin Eglin, le parti progressiste réformiste entend supplanter le parti uni et propose l'abolition des lois de l'apartheid ainsi que des réformes constitutionnelles pour permettre une évolution fédérale de l'Afrique du Sud et le partage du pouvoir avec la population noire du pays. Il n'entend pas cependant instaurer le suffrage universel mais reste favorable à une franchise électorale basée sur des critères d'instructions et des critères de revenus.
Le 27 septembre 1975, les dirigeants du parti progressiste réformiste signent à Johannesbourg une déclaration conjointe de principes avec les dirigeants des bantoustans du KwaZulu, du Gazankulu, du Lebowa et du QwaQwa ainsi qu'avec les dirigeants du parti travailliste des métis et du congrès indien. Dans cette déclaration, ils déclarent vouloir travailler ensemble pour aboutir à un changement pacifique en Afrique du Sud et en appellent à une convention nationale représentative pour établir une nouvelle Afrique du Sud protectrice des droits des individus et des groupes, dont le gouvernement serait basé sur les territoires et non sur le statut racial.

#### Détente régionale
Vorster entreprend une politique de détente avec les pays africains comme Madagascar et noue des relations suivies avec de nombreux chefs d'état africains comme l'Ivoirien, Félix Houphouët-Boigny ou le Zambien, Kenneth Kaunda. Les diplomates du Malawi sont exemptés de l'application des lois d'apartheid, tandis que le premier ministre du Lesotho, Joseph Leabua Jonathan, est reçu au Cap à déjeuner.
Si cette politique d'ouverture à l'Afrique suscite le plus grand intérêt, l'ambition de faire de l'Afrique du Sud une superpuissance régionale se heurte au contexte géopolitique de l'époque alors que les relations de l'Afrique du Sud avec l'ONU se détériorent. Le mandat sud-africain sur le Sud-Ouest africain est révoqué par l'Assemblée générale des Nations unies en 1968, la présence sud-africaine en Namibie est déclarée illégale par le Conseil de sécurité des Nations unies en 1970, la révocation du mandat étant confirmée par un avis consultatif de la Cour internationale de justice le 21 juin 1971. L'ambassadeur d'Afrique du Sud aux Nations unies, Pik Botha, est exclu par l'Assemblée générale des Nations unies en 1974.
Au Sud-Ouest africain, contrôlé de facto par l'Afrique du Sud, l'apartheid est également la politique en vigueur. Un rapport gouvernemental y prévoit l'instauration de dix bantoustans dont six ayant vocation à devenir autonomes, représentant plus des deux tiers de la population.
Dans ce cadre, une autonomie limitée est accordée à la zone tribale de l'Ovamboland. Le 12 septembre 1973, la désignation, par l'Assemblée générale des Nations unies, de la SWAPO, le mouvement local anti-apartheid, comme représentant unique et authentique du peuple namibien, provoque des divisions au sein des divers mouvements d'opposition du Sud-Ouest Africain qui n'apprécient guère le geste. John Vorster en profite pour s'engager dans la voie de l'autodétermination du territoire « y compris celle de l'indépendance. » En novembre 1974, l'ensemble des autorités du territoire, y compris les autorités tribales et les représentants des partis politiques autochtones, sont invités à déterminer leurs avenirs politiques. Toutefois l'invitation est déclinée par la SWAPO (parti politique qui est resté légal sur le territoire). Les pourparlers constitutionnels de la Conférence de la Turnhalle s'étalent de septembre 1975 à octobre 1977 et débouchent sur les premières élections multiraciales su Sud-Ouest Africain (boycottées par la SWAPO) en décembre 1978. Elles sont remportées par l'Alliance démocratique de la Turnhalle (82 % des voix) alors que les lois d'apartheid sur les mariages mixtes, sur l'immoralité et les contrôles intérieurs, à l'exception de la zone diamantifère, sont supprimées.
En Rhodésie du Sud, dirigée par une minorité blanche anglophone, l'Afrique du Sud engage des forces militaires au côté de l'armée rhodésienne. John Vorster entreprend un rôle de médiation entre le gouvernement de Ian Smith et les mouvements noirs de libération nationale car l'État tampon de Rhodésie du Sud apparait de plus en plus comme un fardeau politique et économique pour son puissant voisin.
Lorsque la Rhodésie bloque sa frontière avec la Zambie, menaçant indirectement les intérêts économiques sud-africains, un pont aérien doit être mis en place entre la Zambie et l'Afrique du Sud pour le transport de matériel d'exploitations des mines. En 1975, avec le soutien des Britanniques et des Américains, John Vorster fait pression sur Ian Smith pour qu'il accepte de négocier le principe d'un transfert du pouvoir à la majorité noire. Une rencontre entre tous les protagonistes du conflit est organisée aux Chutes Victoria, à la frontière entre la Zambie et la Rhodésie, le 25 août 1975[réf. à confirmer]. Mais la conférence est un échec.
En 1976, Henry Kissinger, le secrétaire d'État américain, partisan de la détente avec les régimes blancs d'Afrique et de l'adoucissement des relations avec l'Afrique du Sud, apporte son soutien à une médiation sud-africaine en échange de quoi le gouvernement américain de Gerald Ford promet de s'abstenir de pressions directes sur les questions concernant l'avenir du Sud-Ouest africain et sur la pérennité de l'apartheid. Si Ian Smith accepte finalement le principe de l'accession de la majorité noire au pouvoir[source insuffisante], les obstacles à la concrétisation de cette promesse s'amoncèlent vite concernant le processus de transition, organisation du cessez-le-feu, désarmement des forces armées, surveillance des élections, coordination interne entre les mouvements de guérilla, etc.
En mai 1977, la rencontre entre John Vorster et le nouveau vice-président américain, Walter Mondale, au palais Hofburg à Vienne en Autriche, aboutit à une impasse. La solution interne rhodésienne visée par les accords de Salisbury du 3 mars 1978, soutenue par les Sud-Africains, et basée sur un gouvernement multiracial, ne reçoit finalement pas l'aval de la nouvelle administration américaine dirigée par Jimmy Carter. La médiation sud-africaine est finalement un échec. Deux ans plus tard, à la suite des accords de Lancaster House, un nouveau processus sous patronage britannique aboutit à l'indépendance du Zimbabwe (ex-Rhodésie), appelé à être gouverné par Robert Mugabe, le chef marxiste de la ZANU.

#### Invasion de l'Angola par les troupes sud-africaines (août-décembre 1975)
La politique de détente régionale entamée au début du mandat de Vorster laisse aussi place à une politique très offensive de sécurité nationale, notamment après l'indépendance octroyée aux anciennes colonies portugaises du Mozambique et de l'Angola.
En 1975, soutenu par le gouvernement américain de Gerald Ford, les troupes sud-africaines envahissent le sud de l'Angola pour arriver jusqu'aux portes de Luanda. L'objectif des forces armées sud-africaines est d'installer un gouvernement pro-occidental à la place du gouvernement marxiste du Mouvement populaire de libération de l'Angola (MPLA), afin de contrer l'influence grandissante des soviétiques sur la région. En décembre, le congrès américain fait cependant retirer son aide financière aux mouvements et aux troupes hostiles au MPLA. Furieux et humiliés, les sud-africains apparaissent comme des fauteurs de guerre et les seuls responsables de l'invasion. Ils se retirent vers la frontière mais maintiennent un appui logistique au mouvement rebelle de l'UNITA de Jonas Savimbi, afin de protéger la frontière nord de leur colonie du Sud-Ouest africain des infiltrations de la SWAPO, organisation indépendantiste.

### Période 1976-1977: répression des émeutes de Soweto
En 1976, l'imposition par le vice-ministre de l'administration et de l'éducation bantoue, Andries Treurnicht, de l'enseignement obligatoire en afrikaans pour les écoliers noirs provoque un soulèvement de ces derniers dans les Townships. Une marche de protestation est organisée dans le district noir de Soweto près de Johannesbourg le 16 juin 1976. Environ 20 000 étudiants se présentent et, malgré des appels au calme des organisateurs, affrontent les forces de l'ordre. La répression des forces de sécurité sud-africaines et de la police de Jimmy Kruger est féroce et fait près de 1 500 victimes. La plupart des autres pays, à l'exception du Royaume-Uni et des États-Unis, qui craignent le basculement du pays dans le camp de l'Union soviétique, condamnent la répression et imposent une limitation du commerce ou même des sanctions. Les images et les témoignages sur le massacre de Soweto font le tour du monde alors que l'Umkhonto we Sizwe reçoit l'apport de nouvelles recrues en provenance des townships.
À partir de 1977, l'organisation est de nouveau capable de commettre des attentats plus ou moins ciblés, parfois meurtriers, sur le sol sud-africain, visant en priorité les postes de police des townships et les Noirs accusés de collaborer avec le régime blanc. En 1977, un des chefs très populaire de la « Conscience noire », Steve Biko, est enlevé et assassiné par les forces de sécurité. Le journaliste et éditeur sud-africain Donald Woods alerte l'opinion publique mondiale sur les conditions de la disparition de Biko. Un embargo sur les ventes d'armes à l'Afrique du Sud est voté au conseil de sécurité des Nations unies alors que le pays est toujours engagé militairement en Angola contre le gouvernement marxiste, en soutenant directement ou indirectement le mouvement rebelle de l'UNITA. Cet échec diplomatique pour Vorster s'accompagne d'un scandale financier impliquant son ministre de l'Intérieur et de l'information Connie Mulder. Pourtant, lors des élections du 30 novembre 1977, le parti obtient le meilleur score de son histoire avec 64,8 % des suffrages, laissant l'opposition parlementaire désormais principalement représentée par le parti progressiste fédéral (16 %)[source insuffisante]. Issu de la fusion du parti progressiste réformiste et de dissidents du parti uni, le parti progressiste fédéral a remporté son pari en devenant le principal parti de l'opposition parlementaire alors que le parti uni, désormais Parti de la Nouvelle République, s'effondre à une dizaine de sièges contre quarante-et-un élus en 1974.
John Vorster ne tarde pas cependant à être rattrapé par le scandale de l'information et, sous la pression, doit céder sous son fauteuil de Premier ministre. En compensation, il obtient d'être élu président de la république, fonction symbolique de laquelle il est contraint de démissionner, officiellement pour raisons de santé, un an plus tard.

### Période 1978-1989: doutes du pouvoir afrikaner et résurrection politique de l'ANC

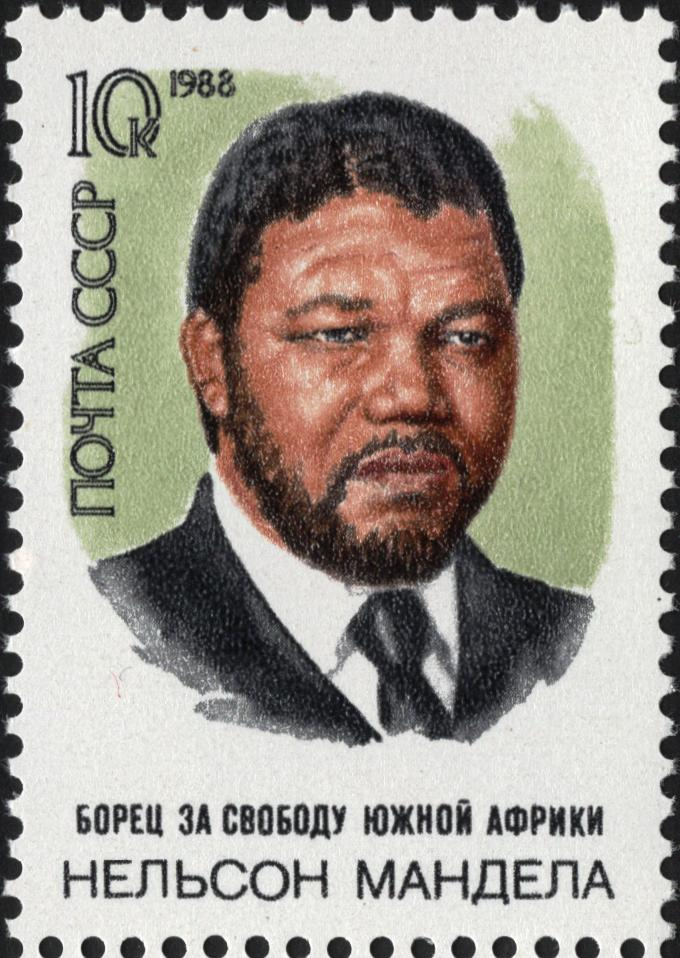
Nelson Mandela, condamné le 12 juin 1964 à la prison à vie pour des actions armées, passe 18 ans au pénitencier de Robben Island avant d'être transféré en 1982 à la prison de Pollsmoor, puis à celle de Victor Verster dans la péninsule du Cap. Devenu une icône emblématique de l'opposition internationale à l'apartheid, il est libéré en février 1990.

À la suite de la démission de John Vorster, des élections internes au sein du parti national ont lieu pour désigner son successeur au poste de président du parti et à celui de Premier ministre. Trois candidats sont en lice, Pik Botha, ministre des Affaires étrangères, représentant de l'aile libérale du parti et deux conservateurs, Pieter Botha, ministre de la défense, président du parti national dans la province du Cap, et Connie Mulder, président du parti national dans le Transvaal et Ministre des relations plurales et du développement. Au premier tour du scrutin, Pik Botha est éliminé. Au deuxième tour du scrutin c'est Pieter Botha, homme du sérail nationaliste mais réputé pragmatique et réformiste qui l'emporte, contre Connie Mulder, par 98 voix contre 74.
Le gouvernement de Pieter Botha est un subtil équilibre entre conservateurs (les « crispés » ou verkramptes en afrikaans) et libéraux (« éclairés » ou verligtes en afrikaans). Botha confie le ministère de la Défense à un proche, le général Magnus Malan, mais il maintient Pik Botha au ministère des affaires étrangères, et nomme au ministère de l'énergie, Frederik de Klerk, un conservateur du Transvaal, fils de l'ancien ministre Jan de Klerk. Si Botha fait figure, à l'origine, de partisan intransigeant de l'apartheid, ses fonctions à la tête de l'État l'amènent à trancher en faveur du camp des verligtes. Ses discours, tel que Adapt or die, annoncent des changements dans la politique raciale du gouvernement. En 1979, son ministre de l'emploi, Fanie Botha, procède à l'abandon de la loi d'apartheid réservant les emplois dans les mines aux blancs et autorise la formation de syndicats noirs dans le domaine minier.
Du côté de l'opposition parlementaire, le parti progressiste fédéral adopte un programme radical. En plus de proposer d'instituer un état fédéral permettant de partager le pouvoir entre Blancs et Noirs, le parti abandonne l'idée de proposer une franchise électorale basée sur les revenus et l'instruction pour promouvoir le suffrage universel sous forme d'un scrutin à la représentation proportionnelle et d'un régime constitutionnel accordant un droit de veto aux minorités. Pour s'attirer le soutien des dirigeants noirs les plus contestataires ou les plus sceptiques quant à l'utilité de cette opposition parlementaire, le parti abandonne toute référence à la civilisation occidentale, au statut de Westminster et à la notion de libre entreprise, et promeut le principe d'un état neutre, redistributeur de richesses.
Le 8 mai 1980, Botha mandate une commission parlementaire dirigée par son ministre de la justice, Alwyn Schlebusch, afin d'examiner les réformes constitutionnelles proposées par une commission de 1977, la commission Theron, qui constate que le système parlementaire de Westminster est obsolète, inadapté à une société multiculturelle et plurielle comme la société sud-africaine, qu'il renforce les conflits politiques et la domination culturelle d'un groupe sur les autres, formant ainsi un obstacle à la bonne gouvernance du pays, mais qui ne remet cependant pas en question le principe des lois d'apartheid. Soutenus par les éléments de l'aile libérale du Parti national, Botha et son ministre de la réforme constitutionnelle, Chris Heunis, entreprennent alors une vaste réforme visant à présidentialiser le régime et, surtout, octroyer un droit de vote et une représentation séparée pour les métis et les Indiens en instaurant un parlement tricaméral. Mais rien n'est prévu pour les Noirs, pourtant majoritaires. Bien que cette réforme soit limitée et qualifiée de bancale par les libéraux, et que le principe de la domination blanche ne soit pas remis en question, les conservateurs « se crispent »[source insuffisante]. Aux élections de juin 1981, le Herstigte Nasionale Party, (HNP), obtient 13 % des voix révélant la méfiance des ruraux afrikaners vis-à-vis du gouvernement PW Botha alors que le Parti national, avec 53 % des voix, perd corrélativement onze points par rapport aux élections de 1977.
À l'annonce des propositions sur les nouvelles institutions, les conservateurs du Parti National, menés par Andries Treurnicht, tentent de censurer le gouvernement. Botha impose cependant sa réforme provoquant une cassure idéologique entre Afrikaners du Transvaal et de l'Orange avec ceux du Cap et du Natal. Au Transvaal, Frédérik de Klerk et Pik Botha évincent Treurnicht, le président du Parti National transvaalien, en ralliant la majorité des élus. Treurnicht et un autre ministre du gouvernement, Ferdinand Hartzenberg, ne tardent pas à tirer les conséquences de leur échec et à quitter le Parti National avec une dizaine de parlementaires pour fonder, le 20 mars 1982, le Parti conservateur (Conservative Party, CP),. À l'occasion de son congrès fondateur, il est rejoint par la vieille garde du parti national en rupture de ban, tels les anciens ministres Jimmy Kruger, Connie Mulder, chef du groupusculaire Parti national-conservateur, de l'ancien président John Vorster, ou de Betsie Verwoerd, la veuve d'Hendrik Verwoerd. Le CP échoue cependant à rallier le HNP, resté fidèle à son héritage verwoerdien, hostile à l'intégration des anglophones et partisans d'un démembrement de l'Afrique du Sud pour y créer un réduit blanc, le Volkstaat.
Botha poursuit néanmoins ses réformes. En 1983, du fait que les quatre universités publiques réservées aux Noirs, Métis et Indiens (Fort Hare, Turfloop, Durban Westville et Western Cape) ne peuvent plus absorber la demande croissante, les universités blanches obtiennent la latitude d'inscrire des étudiants noirs à leurs cours. En cinq ans, l'université du Witwatersrand affiche ainsi un tiers d'étudiants noirs tandis que celle de Stellenbosch, la plus élitiste des universités sud-africaines, en compte un plus de 2 %.

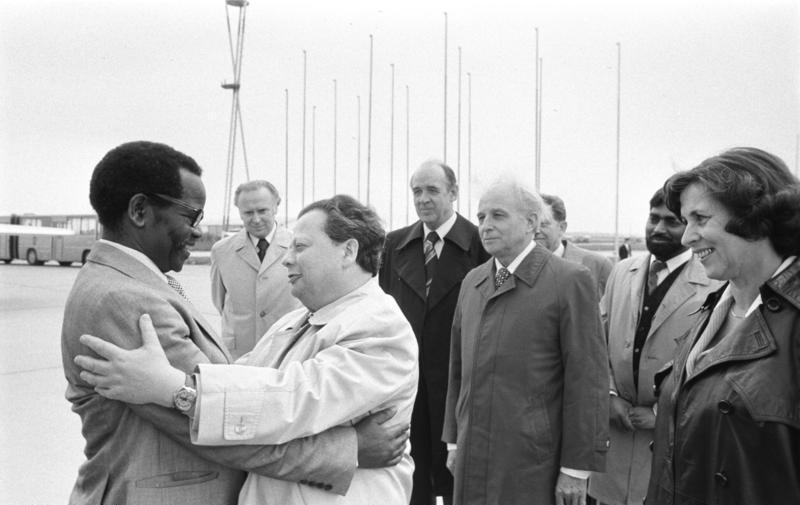
Réception en 1978, à Berlin-Est, par le secrétaire du Comité central du parti socialiste unifié d'Allemagne d'une délégation de l'ANC menée par son président Oliver Tambo (à gauche).

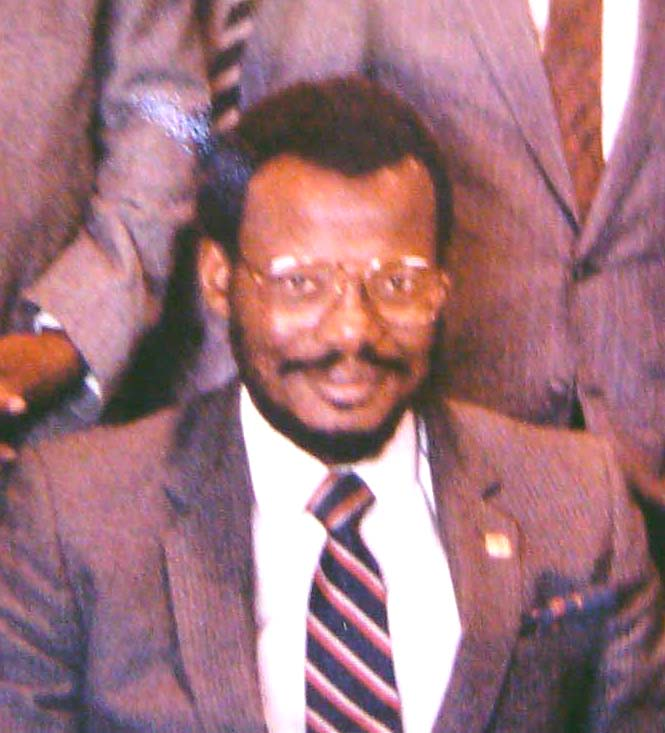
Mangosuthu Buthelezi, ancien membre de la ligue de jeunesse de l'ANC, fondateur en 1975 de l'Inkatha Freedom Party et chef du bantoustan du KwaZulu.

Depuis 1980, le congrès national africain connait une nouvelle popularité dans la jeunesse des townships. Si l'ANC n'a pas organisé la révolte de Soweto et a vécu péniblement son impuissance dans les années 1970, la nouvelle décennie s'ouvre sous des augures bien meilleures, à la suite du démarrage d'une campagne de presse non concertée du Post de Soweto et du Sunday Express de Johannesbourg, l'un en faveur de la libération de Nelson Mandela et l'autre pour connaitre sa notoriété parmi les sud-africains. Des comités (Free Mandela Comittee) demandant sa libération sont créés dans tout le pays mais l'initiative du Post passe relativement inaperçue parmi les Blancs. C'est autour de cet homme, érigé en symbole dans les ghettos noirs, que s'organise la résurrection politique de l'ANC face, notamment, à la conscience noire. Grâce à la mobilisation autour de Mandela et à la faible capacité d'organisation de ses rivaux, l'ANC se réimpose en quelques années comme la première force anti-apartheid de libération et la seule à disposer d'une capacité militaire, hormis le congrès panafricain d'Azanie. Ce dernier est d'ailleurs en pleine déconfiture interne depuis la mort de son fondateur Robert Sobukwe en 1978.
Après le succès d'opérations symboliques comme l'attentat contre la centrale nucléaire de Koeberg, Umkhonto we Sizwe commet, le 20 mai 1983, l'attentat à la bombe le plus meurtrier de son histoire à Pretoria (19 personnes tués, 217 blessés),. Le gouvernement dénonce le terrorisme ou l'assaut communiste, mais ce type d'action a un impact important sur la population noire, qui lui apporte de plus en plus son soutien. En accentuant la pression, l'ANC veut également réduire le sentiment de sécurité de la population blanche.
En août 1983, les divers mouvements opposés à l'apartheid s'allient au sein du front démocratique uni (United Democratic Front - UDF) pour coordonner la résistance au régime. La création de cette UDF confirme l'influence grandissante du courant non racial face au panafricanisme. Son programme politique est celui de la charte de la liberté de 1955, ce qui lui donne rapidement l'allure de branche interne de l'ANC en Afrique du Sud. La première réunion de l'UDF rassemble près de 12 000 personnes à Mitchells Plain ce qui constitue le plus grand rassemblement contre l'apartheid depuis les années 1950. Le rassemblement est multiracial avec la présence de Archie Gumede, d'Helen Joseph et de Allan Boesak, un pasteur métis de l'église réformée hollandaise, par ailleurs président de l'alliance mondiale des églises réformées et ancien adepte de la théologie noire de la libération, rallié au courant non racial. La croissance de l'UDF est très rapide et touche toutes les communautés sud-africaines, y compris les Blancs, une première depuis l'échec du parti libéral.
En novembre 1983, Pieter Botha fait adopter sa réforme constitutionnelle par référendum. Avec 76 % de participation, les Blancs approuvent à 65 % la nouvelle constitution qui institue un système présidentiel et parlementaire tricaméral. Le poste de Premier ministre est supprimé et Botha prend la fonction de président de la république (State President). Il s'agit moins pour les Blancs d'accorder le droit de vote aux minorités de couleur que de maintenir l'exclusion des Noirs de toute représentation parlementaire. La première cible de l'UDF vise alors à organiser avec succès le boycott des élections aux chambres indiennes et métis du nouveau parlement à trois chambres. De leur côté, les héritiers de Steve Biko et de la conscience noire tentent de revenir sur le devant de la scène via l'organisation du peuple azanien (AZAPO) et le comité du forum national, un mouvement créé pour concurrencer l'UDF et porter un message radical, anti-capitaliste et socialiste, inspiré de l'Ujamaa du tanzanien Julius Nyerere, formalisé dans le « manifeste du peuple azanien », un projet politique qui se veut alternatif à la charte de la liberté. Concrètement, la rivalité entre l'UDF et les partisans de la conscience noire s'exprime violemment sur le terrain sans que les tentatives de médiation de l'archevêque du Cap, Desmond Tutu, parviennent à y mettre un terme. Enfin, une troisième organisation politique émerge, dirigée par Mangosuthu Buthelezi, un ancien membre de la ligue de jeunesse de l'ANC, favorable à un partage régional du pouvoir avec les Blancs à l'échelle de la province du Natal qu'il voudrait voir associée avec le KwaZulu, qu'il dirige, dans un Kwa-Natal comprenant une assemblée élue au suffrage universel avec des garanties accordées aux minorités. Son projet est soutenu par les milieux d'affaires et politiques du Natal, qui sont majoritairement anglophones, par les intellectuels libéraux et par certains secteurs du pouvoir. Buthelezi et son organisation, l'Inkatha Freedom Party (IFP), à dominante essentiellement zoulou, rêvent d'être une alternative à l'ANC qui, pour sa part, rejette ces propositions et s'oppose à toute formule fédérale ou confédérale pour l'Afrique du Sud.

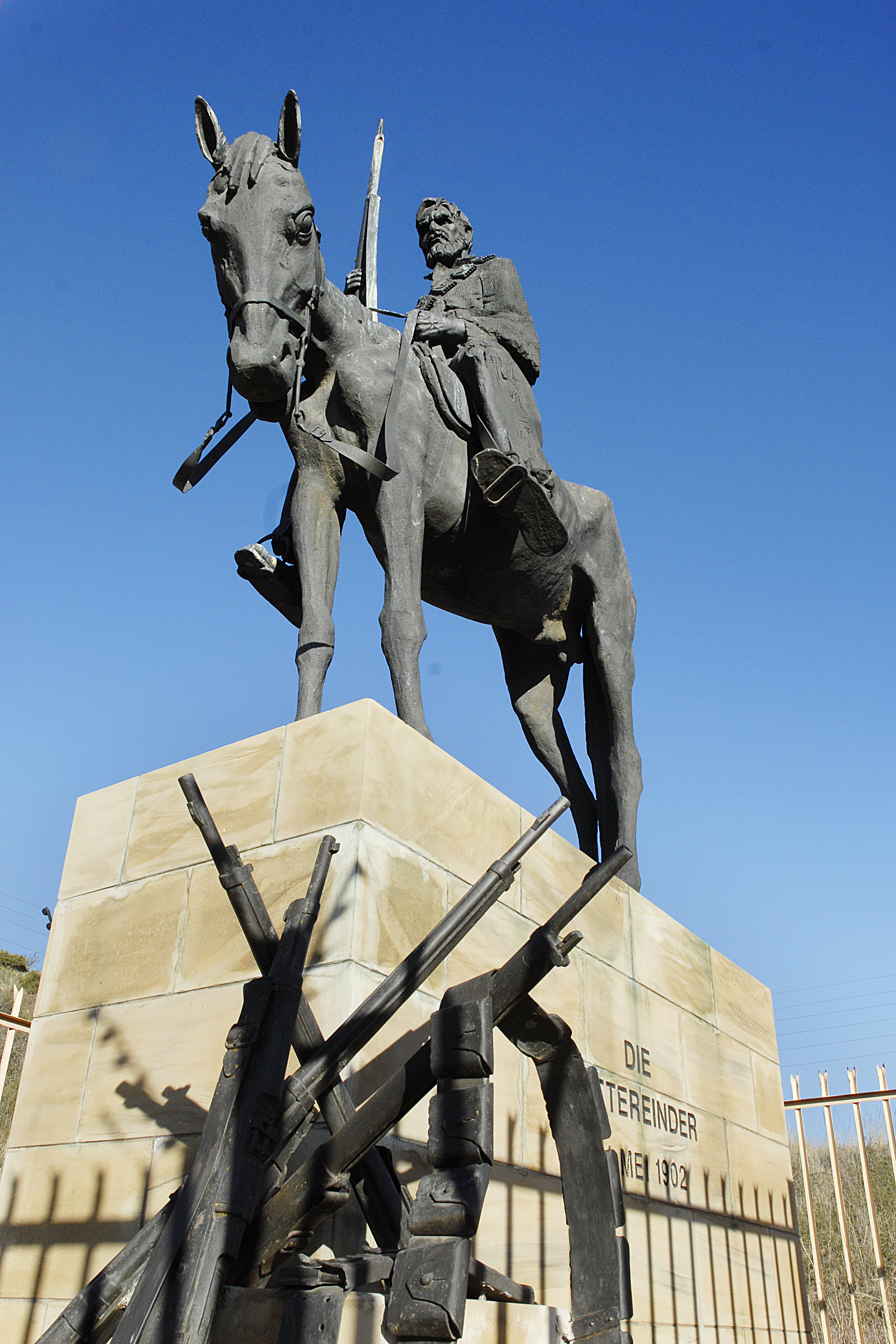
Avec le discours sur le Rubicon en 1985, P.W. Botha se projette comme le leader absolu d'une minorité blanche retranchée derrière son laager et déterminée à se battre jusqu'au bout pour sa survie. Il prend ainsi la posture du Bittereinder (le jusqu'au-boutiste boer) aux yeux des siens.

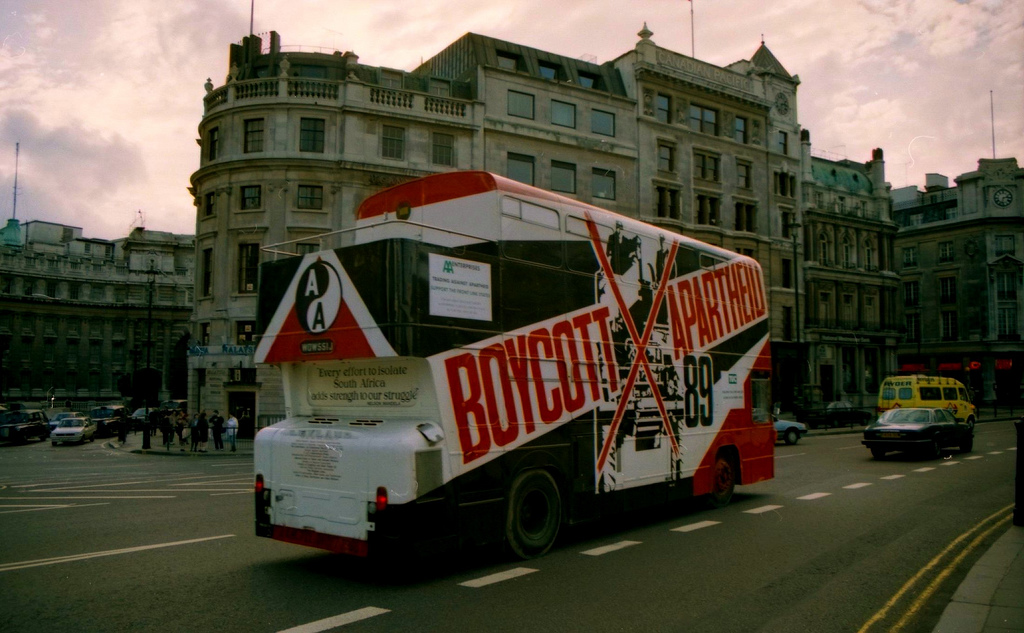
Manifestation de la protestation contre l'apartheid sur un bus de Londres en 1989.

À partir du mois de septembre 1984, une vague de violence éclate dans les townships, que l'ANC appelle à rendre ingouvernables pour les autorités et à transformer en zones libérées. Les premières cibles de ces violences sont d'ailleurs tous ceux considérés comme collaborateurs, les maires et conseillers municipaux des townships, les policiers noirs ou ceux connus comme étant des informateurs de la police, qui sont souvent victimes du supplice du pneu. L'armée sud-africaine est envoyée dans les townships alors que s'organise une campagne de boycott du paiement des loyers. La répression alimente alors la révolte au lieu de la freiner et soude les communautés, les jeunes des townships étant, pour leur part, convaincus d'être dans la phase finale de leur lutte,. Face à cette répression, les alliés naturels de l'Afrique du Sud, comme les États-Unis, s'en désolidarisent sous la pression de l'opinion publique et des mouvements noirs américains.
En 1985, la police tue vingt-et-une personnes lors d'une manifestation commémorative du massacre de Sharpeville. Durant l'année, 35 000 soldats sont déployés pour rétablir l'ordre dans les townships. Près de 25 000 personnes sont arrêtées, dont 2 000 de moins de 16 ans, et 879 personnes sont tuées dont les deux tiers par la police. De leur côté, les principaux syndicats noirs s'unissent dans la COSATU, tandis qu'Umkhoto we sizwe lance une campagne de terreur dans les zones rurales du Transvaal contre les fermiers blancs. En décembre 1985, une mine anti-personnelle déposée par l'aile militaire de l'ANC tue la famille d'un touriste afrikaner dans le nord du pays, puis, le 23 décembre, un jeune activiste fait exploser une bombe dans un centre commercial d'Amanzimtoti (5 morts, 40 blessés).
Contre toute attente P.W. Botha s'est révélé être un leader plus habile et rationnel qu'attendu lors de ses premières années de pouvoir. Il obtient les bonnes grâces de Javier Pérez de Cuéllar, secrétaire général de l'ONU, qui n'hésite pas à le mettre sur le même plan que le dirigeant chinois Deng Xiaoping. Mais sa réforme constitutionnelle inaboutie handicape sa capacité à se faire entendre et comprendre de ses opposants et de la communauté internationale. Ses performances sont nettement plus erratiques dans la seconde moitié de son mandat, notamment après son accident vasculaire cérébral en 1985. Son désastreux discours sur le franchissement du Rubicon, donné en aout 1985 à Durban, est symbolique de ces errances. P.W. Botha, au lieu d'initier de nouvelles ouvertures, se considère comme le leader absolu d'une minorité blanche déterminé à se battre jusqu'au bout pour sa survie. Le discours déclenche un exode massif de capitaux et l'intensification des sanctions contre l'Afrique du Sud.
Les années 1985-1986 marquent un tournant du point de vue des sanctions économiques internationales, pas réellement suivies d'effets jusque-là, avec la mise en place d'un embargo économique et financier de plus en plus contraignant. Les premières sanctions avaient été posées en 1962 par les Nations unies, sans être contraignantes. Avant 1984, seul un embargo sur les ventes de pétrole par les membres de l'OPEP et un embargo sur les ventes d'armes, proclamé par les Nations-Unies, avaient eu un minimum d'effets. À partir de 1984, alors que la situation intérieure se dégrade, quelques pays proclament et appliquent un embargo total sur le commerce avec l'Afrique du Sud (Suède, Danemark et Norvège) mais ils ne sont pas suivis par ses principaux partenaires commerciaux,

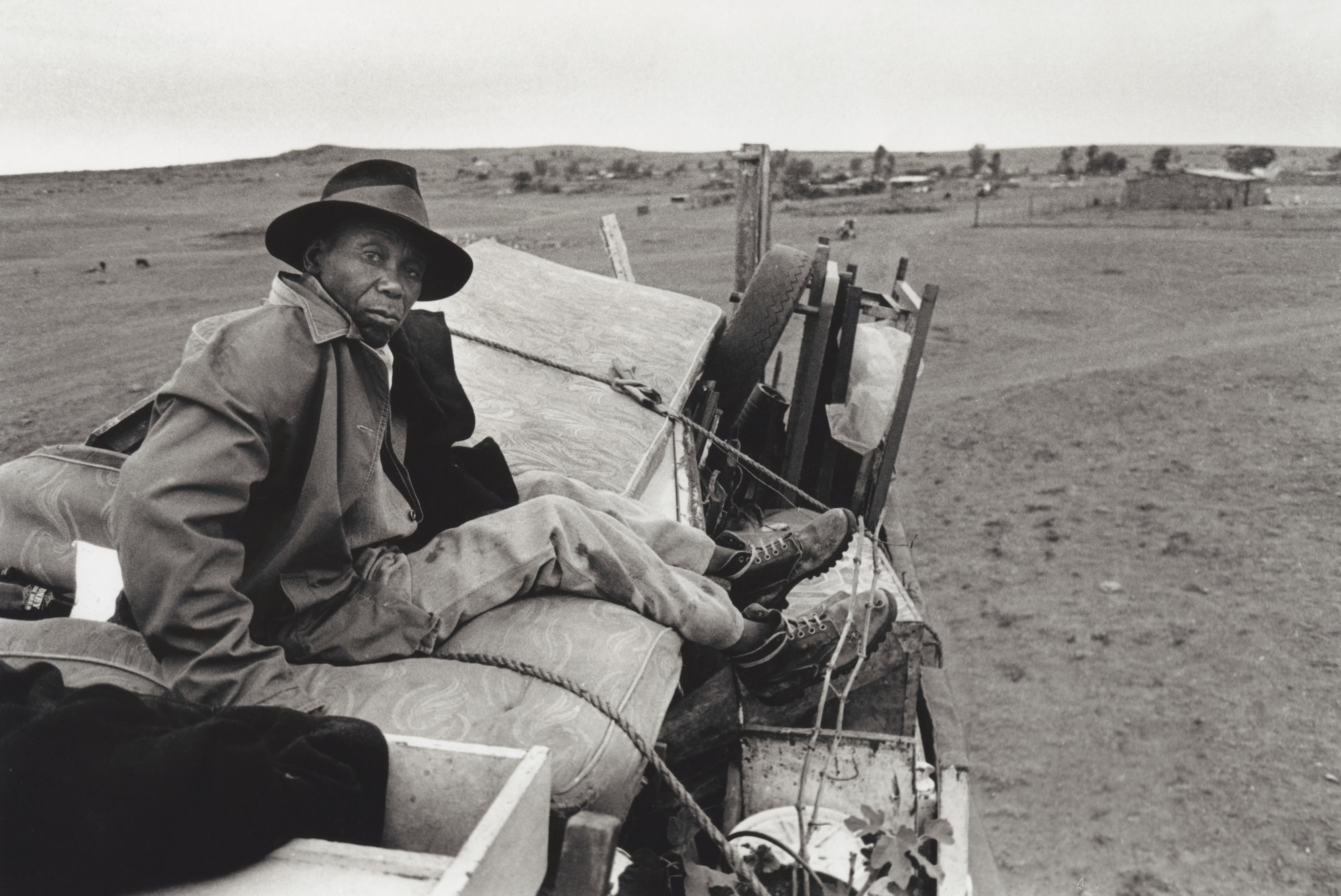
Un sans domicile fixe dans le Transvaal-occidental, déplacé par application de l'apartheid géographique.

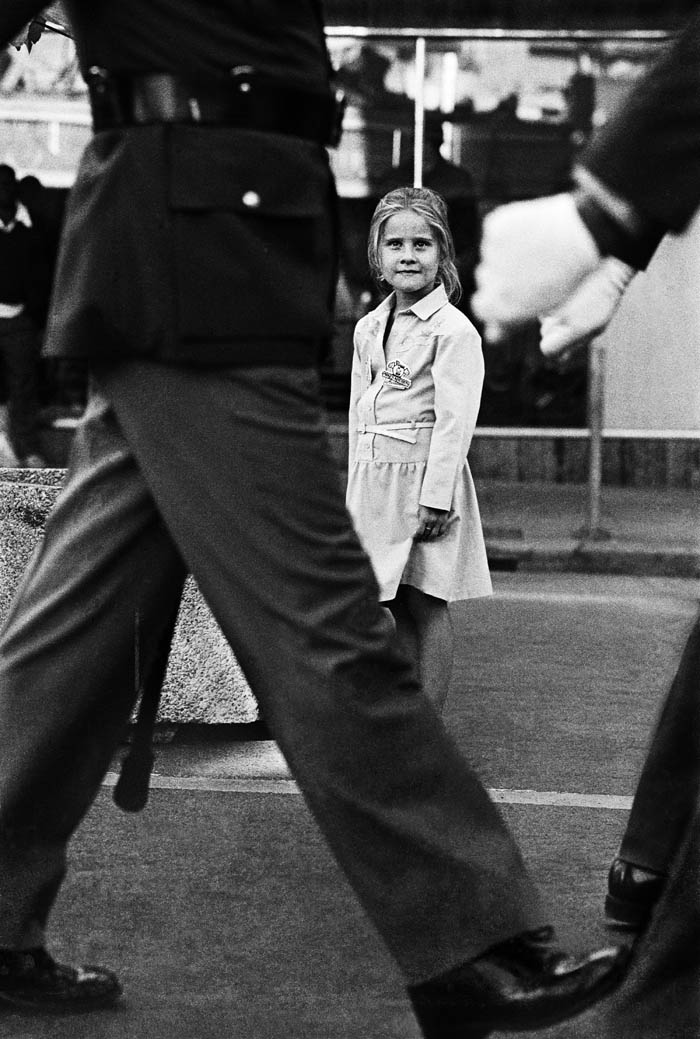
Une petite fille blanche de Pietermaritzburg devant un défilé de la police sud-africaine (South African Police -SAP).

En 1985, le pays est connu pour être extrêmement riche en ressources, avec des minerais abondants et variés, et des exploitations agricoles modernes. Les activités du secteur industriel représentent 22 % du PNB et dépassent les valeurs minières (15 %). L'extraction des minerais est le monopole de puissants conglomérats internationaux ou sud-africains tels la De Beers pour le diamant. La présence de minerais rares, 65 % des réserves mondiales de chrome, 25 % du marché mondial de manganèse, recherchés pour les industries de défense, scientifiques et pour la production énergétique, font alors de l'Afrique du Sud un pays indispensable à maintenir dans la zone d'influence des pays occidentaux. Le pays est également le premier pays extracteur d'or, de platine et l'un des premiers pour l'argent.
Il possède de larges gisements de vanadium, de fluorine, de fer, d'uranium, de zinc, d'antimoine, de cuivre, de charbon, et de tungstène. Le secteur des industries de transformations est, de loin le plus solide et le mieux organisé du continent africain, atteignant sur de nombreux aspects le niveau des pays européens. Dépourvue d'hydrocarbures, l'Afrique du Sud a d'ailleurs perfectionné le procédé de liquéfaction de la houille (procédé Sasol) et a opté pour l'électricité nucléaire (centrale nucléaire de Koeberg). Enfin, avec 11,2 % de surface cultivables, l'Afrique du Sud présente un visage contrasté où coexistent des exploitations modernes appartenant à des blancs et établies sur les meilleures terres du pays et des exploitations sous-développées, appartenant à des agriculteurs noirs, situées dans des bantoustans surpeuplés,.
Cependant, la caractéristique de l'expansion économique de l'Afrique du Sud est qu'elle repose sur l'exploitation des ressources naturelles et sur une main-d'œuvre disponible à très bas coûts. La politique d'apartheid en matière économique entretient de fortes tensions sociales et maintient un développement réduit du marché intérieur, inhabituel pour un pays industriel moderne. La moitié de la population noire, majoritaire dans le pays, subvient ainsi à ses besoins via l'économie parallèle. L'économie sud-africaine est par ailleurs aussi très dépendante de la technologie et des capitaux étrangers. Si, durant les années 1960, l'économie sud-africaine est parmi les plus performantes au monde, du point de vue des taux de profit, elle subit de graves crises périodiques, notamment après les émeutes de Soweto de 1976. Cette dégradation économique ne manque pas d'avoir un impact sur les pays d'Afrique australe, très dépendants de l'Afrique du Sud, et qui absorbent 10 % de ses exportations. À partir de 1975, le pays enregistre ainsi une croissance économique relativement faible (2 % en moyenne), alors que la croissance démographique globale dépasse 2,5 % par an (dont 3 % pour les Noirs contre 0,8 % pour les Blancs). En termes de revenu par habitant, l'Afrique du Sud se place au troisième rang en Afrique avec près de 2 500 dollars, mais le revenu d'un Noir représente le quart de celui d'un Blanc et le tiers de celui d'un asiatique. Si le gouvernement réussit pendant longtemps à maintenir des échanges internationaux très intenses avec ses partenaires commerciaux, l'application de sanctions économiques internationales, surtout à partir de 1986, entrainent une diminution des investissements étrangers, un exode des capitaux, une baisse de la croissance économique (0,7 %) et une augmentation du chômage.
En 1985, le rand perd la moitié de sa valeur et l'exode des capitaux s'accélère, non seulement à cause des campagnes anti-apartheid, mais aussi en raison de la baisse de rentabilité des firmes étrangères implantées dans le pays. Ainsi le secteur minier, qui représente 70 % des exportations, stagne et le secteur industriel, le plus vaste du continent, décline, faisant perdre à l'Afrique du Sud son statut de pays nouvellement industrialisé.
L'année 1986 est marquée par la poursuite de la répression, des milliers d'arrestations et des centaines de morts avec son cortège de bavures policières et de meurtres menés par de mystérieux « escadrons de la mort à la sud-américaine », touchant à la fois des universitaires blancs de gauche ou des personnalités noires impliquées dans des organisations civiles anti-apartheid. Au début de l'année, plus de 54 townships du pays sont ainsi en guerre ouverte contre le gouvernement et sa politique d'apartheid, deux millions d'étudiants sont en grève et plus de deux millions de salariés font grève au début du mois de mai. Une médiation est tentée par les pays du Commonwealth pour amorcer des pourparlers entre l'État et l'ANC ; ils proposent qu'en échange de la libération de Nelson Mandela et de ses compagnons, l'ANC renonce à la lutte armée et accepte de négocier une nouvelle constitution sur le modèle des accords de Lancaster House pour la Rhodésie du Sud. Parallèlement, des représentants des plus grandes entreprises sud-africaines rencontrent des membres de l'ANC à Lusaka en Zambie. Le 12 juin 1986, après avoir imposé graduellement des mesures d'urgence dans plusieurs districts administratifs, Botha proclame l'état d'urgence dans les townships. Après avoir appelé à rendre les townships ingouvernables, l'objectif des militants anti-apartheid des townships est dorénavant de créer des contre-pouvoirs à travers la mise en place de comités de rues et de quartiers. La police sud-africaine (SAP) et les forces armées sud-africaines (SADF) disposent d'un arsenal assez important pour contourner les tribunaux, détenir des gens sans procès, interdire des organisations ou suspendre des publications, et l'état d'urgence place les forces de sécurité à l'abri de toute poursuite juridique, alors que le nombre de tués dans les townships augmente.

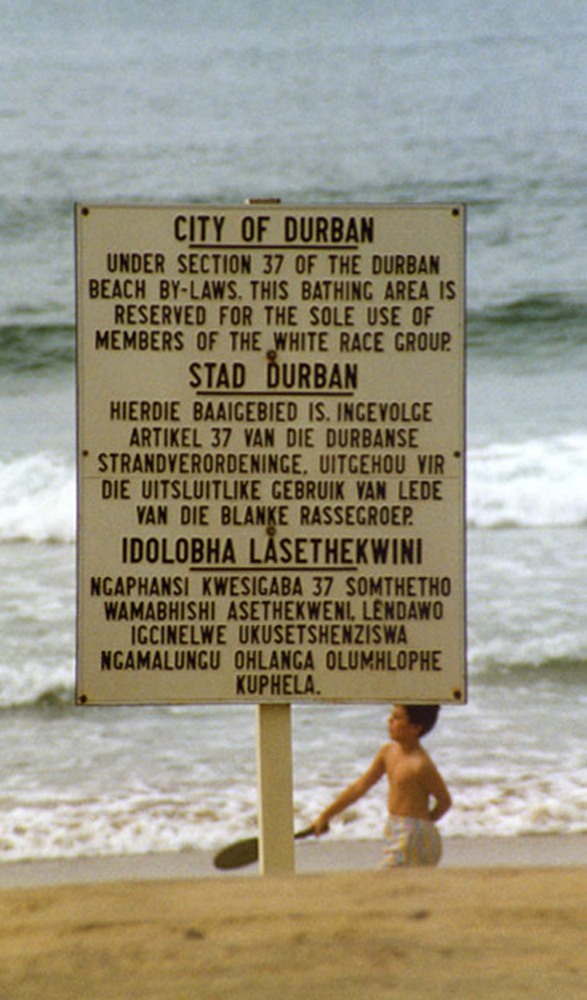
Panneau whites only sur la plage de Durban en 1989.

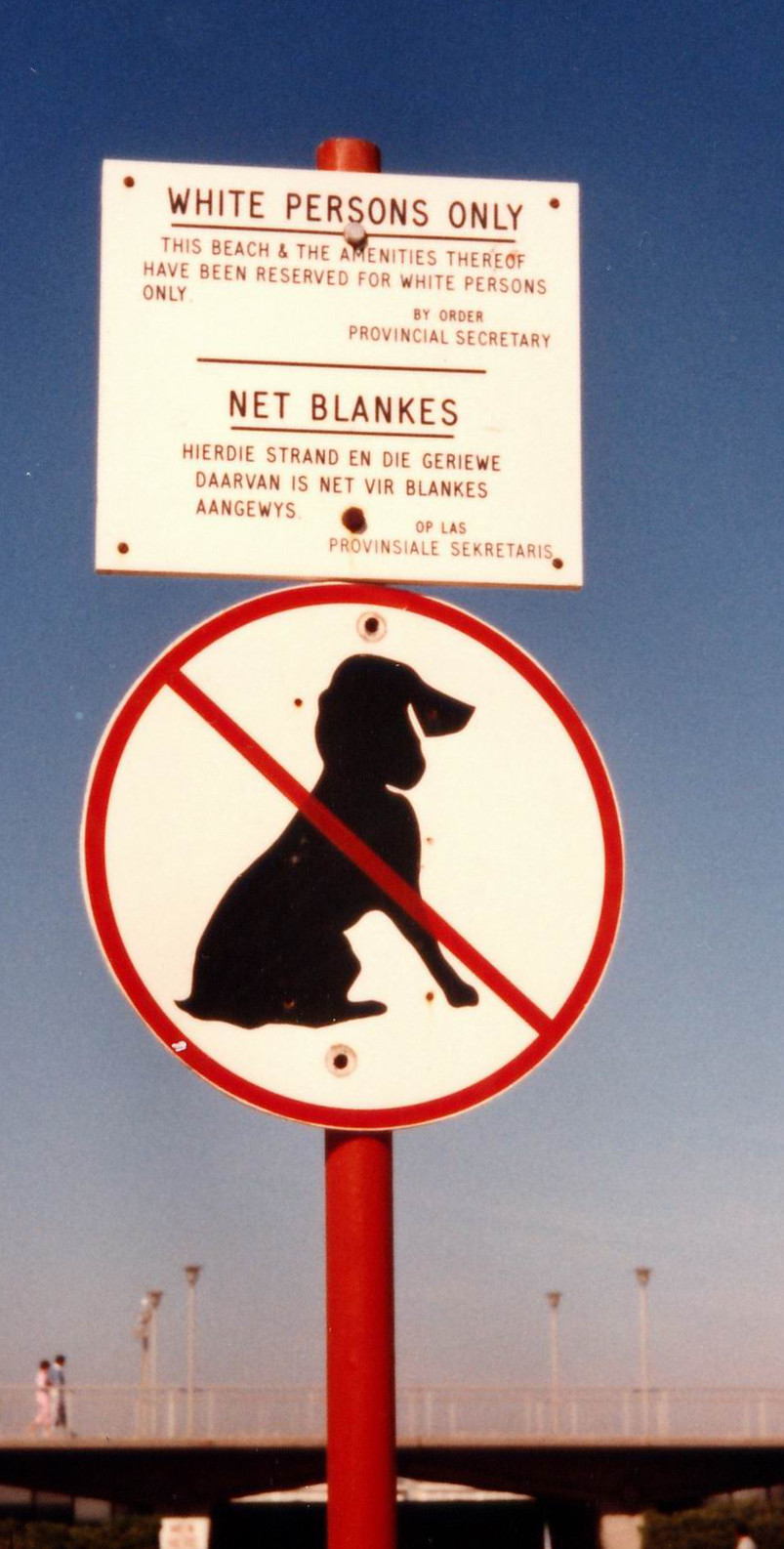
La plage de Muizenberg en 1985: interdite aux non-blancs et aux chiens

Devant cette accélération de la répression policière des mouvements anti-apartheid, seuls les États-Unis, premier partenaire commercial de l'Afrique du Sud en 1985, adoptent une position dure en promulguant le comprehensive anti-apartheid act de 1986 (arrêt de nouveaux investissements, embargo sur plusieurs produits comme le charbon et l'acier, arrêt des liaisons aériennes) et ce, malgré le veto du président Ronald Reagan. En 1987, seules 8 % des exportations sud-africaines sont cependant affectées, alors que l'or et les métaux dits stratégiques ne sont frappés d'aucun embargo. Les exportations sud-africaines vers les États-Unis chutent de 44,4 %, mais cela résulte surtout de l'embargo sur le charbon et sur l'uranium. Le Japon remplace alors les États-Unis comme premier partenaire commercial de l'Afrique du Sud en devenant le principal importateur de produits sud-africains, suivi par l'Allemagne et l'Angleterre. Entre 1981 et 1988, 40 % des multinationales opérant en Afrique du Sud quittent le pays (soit 445 firmes), néanmoins nombreuses sont celles qui maintiennent des liens financiers et technologiques avec leurs ex-filiales sud-africaines. Ainsi, 53 % des groupes américains ayant désinvesti d'Afrique du Sud ont néanmoins assuré la persistance d'un certain nombre d'accords de licence, de fabrication, d'accords de franchise ou d'échanges technologiques (IBM ou Ford par exemple).
P.W. Botha entreprend encore de nouvelles réformes à la portée plus ou moins limitée. Après avoir levé l'interdiction des mariages mixtes et des rapports sexuels entre personnes de couleurs différentes, il abolit certaines lois emblématiques de l'apartheid comme la loi sur le « passeport intérieur », et reconnait l'obsolescence du système ainsi que la pérennité de la présence des Noirs dans les villes de la République Sud-Africaine blanche. L'abolition des mesures vexatoires du petty apartheid (la suppression des bancs ou des bus réservés aux Blancs) provoque de vives réactions dans les milieux conservateurs[source insuffisante]. Aux élections du 6 mai 1987, avec 26 % des suffrages, le parti conservateur gagne le statut d'opposition officielle, au détriment des progressistes en fort recul. Aux municipales de 1988, le CP s'empare de 60 des 110 municipalités du Transvaal et d'une municipalité sur quatre dans l'État Libre d'Orange. Le NP conserve de justesse Pretoria. Botha se retrouve alors gêné sur sa droite et doit ralentir ses réformes. Il veut éviter une fracture irrémédiable entre Afrikaners.
En 1988, la COSATU est interdite ainsi que dix-huit autres organisations politiques.
Alors qu'elle est engagée dans la lutte contre les forces cubaines depuis l'indépendance de l'Angola en 1975, un retrait réciproque est négocié sous l'égide des Nations unies au cours de l'année 1988. Les forces cubaines acceptent de se retirer d'Angola. En contrepartie, le gouvernement Sud-Africain accepte de retirer son soutien militaire et financier au mouvement rebelle UNITA ainsi que d'engager le processus politique devant aboutir rapidement à l'indépendance de la Namibie, qui arrivera 21 mars 1990, qu'elle considérait jusque là comme sa cinquième province.
Les années 1980 s'achèvent sur une Afrique du Sud où le pouvoir, certes affaibli, a tenu face aux pressions intérieures et extérieures mais où le courant non racial de l'ANC s'est pour sa part imposé sur la scène politique noire.

### 1989-1992: transition vers la fin de l'apartheid

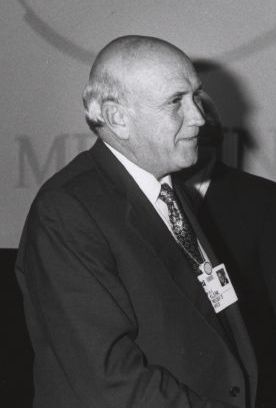
Le président Frederik de Klerk.

En janvier 1989, victime d'une congestion cérébrale, le président Pieter Botha se retire pendant un mois. À son retour, il renonce à la présidence du Parti National (NP) mais déclare vouloir se maintenir jusqu'aux élections générales de 1990.
À la tête du NP lui succède le président du parti dans le Transvaal, Frederik de Klerk, soutenu par l'aile droite du parti.
Durant l'été 1989, les membres de son cabinet contraignent Botha à démissionner. Ils veulent, le plus rapidement possible, placer de Klerk à la présidence pour sortir d'une situation bloquée et impulser un nouveau souffle au pays.
Dès sa nomination à la présidence de la république, de Klerk s'entoure d'une équipe favorable à des réformes fondamentales. S'il maintient quelques piliers de l'apartheid, comme Magnus Malan à la défense et Adriaan Vlok à la sécurité intérieure, c'est pour donner des gages à l'électorat conservateur. Il maintient l'inamovible Pik Botha aux affaires étrangères, pour rassurer les libéraux, ainsi que le pragmatique Kobie Coetsee à la justice et Barend du Plessis aux finances. La nouveauté consiste surtout en la montée en puissance, au sein du gouvernement et du parti, de nationalistes réformistes comme Leon Wessels, Dawie de Villiers ou Roelf Meyer. Bien que catalogué comme conservateur, de Klerk veut changer l'image du parti national et du pays. Proche des milieux économiques, il sait que les sanctions internationales sont de moins en moins supportables pour le pays. Il avait pris conscience que le poids démographique des Noirs était trop important et que les Blancs étaient trop minoritaires (18 %) pour pouvoir diriger efficacement le pays. Il avait compris enfin que l'apartheid avait atteint ses limites et avait échoué à empêcher les Noirs de devenir partout majoritaires en Afrique du Sud blanche, à l'exception du Cap-Occidental où les métis demeuraient les plus nombreux et dans quelques zones urbaines comme Pretoria où les Afrikaners dominaient encore significativement. Dans le programme électoral qu'il propose, il envisage d'instaurer dans les cinq ans une nouvelle constitution fondée sur la participation pleine et entière de tous les Sud-Africains et dans le respect des aspirations des groupes, notion remplaçant dorénavant celle de race et définie comme un ensemble libre d'individus partageant les mêmes valeurs.
Les élections générales anticipées de septembre 1989 sont mauvaises pour le NP qui perd une trentaine de sièges au profit du Parti conservateur (CP) avec 39 sièges pour 33 % des voix, et du nouveau Parti démocratique (Democratic Party - DP), issu d'une fusion entre les petits partis progressistes et libéraux (avec 33 sièges et 21 % des voix). Le NP garde néanmoins une petite majorité à la chambre de l'assemblée et, s'il reste le premier parti des électeurs afrikaners (46 %), de justesse devant le CP (45 %), il est devenu le premier parti des électeurs blancs anglophones (50 %).
Le nouveau président reste prudent, annonçant comme priorité, durant son discours d'investiture, la rédaction d'une nouvelle constitution permettant la cohabitation pacifique de toutes les populations d'Afrique du Sud. Il prend néanmoins des mesures concrètes dès l'automne 1989 en autorisant les manifestations multiraciales, dont celles de l'ANC, à Johannesbourg, Soweto et au Cap, en prononçant l'élargissement de quelques figures de l'opposition anti-apartheid comme Walter Sisulu et en autorisant la création de quatre zones résidentielles multiraciales dans les provinces du Cap, du Natal et du Transvaal.
Dans un discours, le 2 février 1990 au parlement sud-africain, F.W. de Klerk provoque la fureur des ultras et la stupeur du monde entier en annonçant que des organisations politiques auparavant illégales n'allaient plus être interdites. Justifiant sa décision par les évènements politiques récents survenus en Europe de l'Est, en Union soviétique et en Chine, et par les graves problèmes économiques de l'Afrique, il prononce la levée de l'interdiction de l'ANC, du congrès panafricain d'Azanie (PAC) et du parti communiste (SACP), la levée de la censure, la suspension de la peine capitale et la libération prochaine des derniers prisonniers politiques dont Nelson Mandela, figure emblématique de la lutte anti-apartheid. Pour le président sud-africain, ces mesures doivent permettre de « s'engager dans une nouvelle phase » et de passer de la violence à un processus de négociation. Ce processus repose aussi sur Nelson Mandela dont la contribution au règlement politique est décisive. Dès 1985, il avait commencé des pourparlers avec le gouvernement et avait rencontré à quarante-sept reprises de hauts fonctionnaires du gouvernement, amenant les dirigeants du Parti national à croire en un règlement acceptable négocié avec l'ANC. Nelson Mandela impose même au gouvernement qu'il ne fixe pas de pré-conditions et que les négociations portent sur la constitution d'une Afrique du Sud unifiée, répondant aux aspirations de la majorité noire. Le rôle de Mandela dans les négociations est d'autant plus important qu'il n'y a pas à l'ANC de personnalités qui aient la popularité et le charisme suffisant pour s'opposer à son autorité morale, Oliver Tambo, le président de l'ANC, étant diminué à la suite d'un accident vasculaire cérébral.

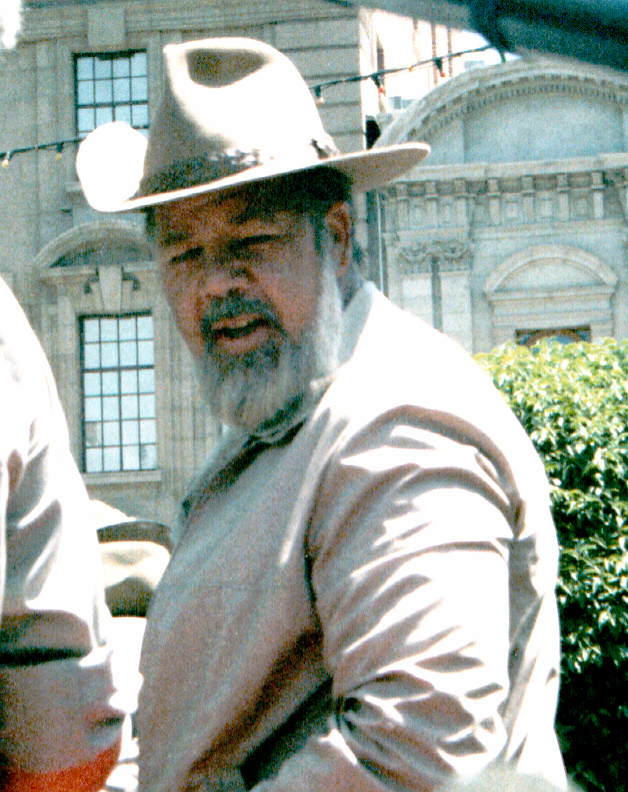
Eugène Terre'Blanche, le chef du mouvement paramilitaire AWB, en 1990 à Pretoria.

La riposte de l'ultra-droite au discours du président sud-africain ne se fait pas attendre ; des défilés de milices et autres organisations paramilitaires ont lieu dans la plupart des villes afrikaners. Eugène Terre'Blanche, le chef du groupement paramilitaire « Mouvement de résistance afrikaner » (AWB), organisation reconnaissable à son sigle formant une svastika à trois branches, devient aux yeux de l'opinion mondiale le symbole de l'oppression raciste sud-africaine et de la résistance au changement. Cette image très négative sert cependant les partisans des réformes.
La libération de Nelson Mandela, en février 1990, et les pourparlers entre le gouvernement et les ex-partis interdits déchaînent les passions au sein de la communauté blanche. Contre ceux qui crient à la trahison et au suicide politique d'un peuple, les partisans des réformes affirment leur croyance en une transition pacifique des pouvoirs à la majorité noire, transfert jugé inéluctable et seul moyen pour permettre l'obtention de garanties pour les minorités.
Le 21 mars 1990, après des négociations sous l'égide des Nations unies et une période de transition de près d'un an, l'Afrique du Sud abandonne sa tutelle sur la Namibie qui accède alors à l'indépendance.
En Afrique du Sud, les négociations officielles débutent avec la signature des Accords de Groote Schuur le 4 mai 1990. Une délégation de l'ANC est constituée pour ces négociations avec Nelson Mandela, Alfred Nzo, Joe Slovo, Joe Modise, Thabo Mbeki, Ruth Mompati, Walter Sisulu, Ahmed Kathrada, Cheryl Carolus, Archie Gumede (en), et Beyers Naudé, une équipe multi-raciale, constituée essentiellement de militants très expérimentés, dont certains étaient depuis plus d'un quart de siècle en exil, ou d'autres emprisonnés sur la même période,. Le gouvernement et cette délégation de l'ANC, menée par Nelson Mandela, manifestent ainsi l'engagement à négocier l'élaboration d'une nouvelle constitution transitoire. Une série d'accords est signée, formalisant la décision conjointe d'arriver à un règlement politique négocié. Si l'ANC décide de suspendre la lutte armée (août 1990), elle ne dissout pas pour autant sa branche armée.
En septembre, le Parti national ouvre ses rangs aux non-blancs, obtenant un certain succès auprès des métis du Cap alors que toutes les lois raciales relatives à la vie quotidienne des individus dans le cadre du Separate Amenities Act sont abrogées au mois d'octobre 1990.
De mars à juin 1991, de Klerk fait abolir par le parlement les dernières lois d'apartheid encore en vigueur concernant l'habitat et la classification raciale. L'état d'urgence est levé à l'exception du Natal où des violences meurtrières entre ANC et partis noirs conservateurs ensanglantent la région.
Alors que les négociations continuent et que débutent les travaux de la CODESA le 20 décembre 1991, les élections partielles dans les régions afrikaners constituent de multiples revers pour le NP au profit du CP. De Klerk décide de faire de l'élection locale de Potchefstroom, fief NP du Transvaal, un enjeu national sur l'approbation des Blancs à ses réformes. Cette élection, qui a lieu au début de l'année 1992, est un cuisant revers électoral pour le NP avec la victoire du CP qui profite alors de l'aubaine pour réclamer des élections anticipées. De Klerk est affaibli par cette élection qui survient à la suite d'autres revers électoraux au profit des conservateurs. Les sondages sont mauvais pour le parti nationaliste. Tous indiquent, sinon une défaite face au CP, du moins la perte de la majorité absolue si des élections anticipées ont lieu. Une seule issue parait apporter des chances de succès, c'est l'organisation d'un référendum sur le bien-fondé des réformes, qui permettrait aux électorats du NP et du DP de s'additionner dans un même vote face au CP.

Résultats du référendum par région électorale.
En rose la région de Pietersburg qui vote non.
En vert plus ou moins foncé, selon le taux d'approbation, les régions qui votent oui.

La campagne est très dure entre les partisans et les adversaires des réformes. Le but est la validation ou non par l'électorat blanc de l'abolition de l'apartheid, la continuation des négociations en vue du transfert de pouvoir à la majorité noire avec en contrepartie l'obtention de garanties quant aux libertés fondamentales.
Durant la campagne, de Klerk reçoit l'appui critique des libéraux lesquels dénoncent l'exclusivité des négociations NP-ANC et la mise à l'écart des autres formations politiques. De son côté, les adversaires des réformes réunissent dans un même camp l'extrême-droite, le CP et plusieurs conservateurs du NP en dissidence de leur parti, notamment Pieter Botha, l'ancien président. Utilisant adroitement la répulsion que provoque l'extrémisme de l'AWB d'Eugène Terreblanche dans l'électorat blanc modéré, assénant un message efficace par sa dichotomie (« Moi ou le chaos ») et bénéficiant d'un grand avantage financier et médiatique sur ses adversaires conservateurs, le NP a à cœur de mobiliser l'électorat sur le péril immense et irréversible causé par la généralisation de la violence et la faillite économique qu'entrainerait un vote négatif.
Le référendum eut lieu le 17 mars 1992. Avec un taux de participation supérieur à 80 %, les Blancs votent à 68,7 % pour le « oui » aux réformes[réf. souhaitée]. Le CP subit une défaite cruciale. Le référendum oblige les Blancs à décider concrètement de leur avenir et à faire un choix clair et définitif sur la politique de réformes constitutionnelles du gouvernement.
La défaite des partisans de l'apartheid est sans appel. La plupart des régions fiefs du CP votent oui aux réformes (51 % à Kroonstad et 58 % à Bloemfontein dans l'État Libre d'Orange ; 54 % à Kimberley dans le Cap-nord ; 52 % à Germiston et même 54 % à Pretoria dans le Transvaal). Seule la région de Pietersburg dans le Northern Transvaal manifeste à 57 % son hostilité aux réformes.
Dans les régions anglophones, c'est un raz-de-marée en faveur du oui (78 % à Johannesbourg, au Cap, à Port Elizabeth), les records ayant lieu au Natal (78 % à Pietermaritzburg ; 84 % à Durban). C'est la consécration pour de Klerk, qui déclare qu'en ce jour les Sud-Africains ont décidé par eux-mêmes de refermer définitivement le livre de l'apartheid. Sans condamner le régime passé, il rappelle que le système né de bonnes intentions avait dérapé sur la réalité des faits. Il s'avère que les Blancs ne renoncent pas au système parce qu'il est moralement condamnable, mais parce qu'avec pragmatisme, la communauté afrikaner prend acte du fait que l'apartheid est un échec, n'ayant pu lui assurer ni la sécurité économique ni la sécurité physique,. Une issue négociée est alors d'autant plus vitale pour les Blancs.

### Période 1992-1994: fin de la domination blanche
Si le référendum de mars 1992 donne un mandat sans ambigüité à Frederik de Klerk, la CODESA, qui rassemble dix-huit partis et le gouvernement pour des négociations constitutionnelles, se retrouve dans l'impasse à cause des exigences des dirigeants zoulous du 'Parti Inkatha de la liberté. Après le massacre de Boipatong, au cours duquel des militants zoulous abattent une soixantaine de résidents d'un township favorables à l'ANC, avec la complicité passive de la police, les travaux de la CODESA sont ajournés. En septembre 1992, Mandela menace et force de Klerk à libérer des prisonniers politiques en échange de la reprise des pourparlers avec l'ANC. Dans cette période critique, les deux négociateurs en chef ont des difficultés relationnelles. Mandela est convaincu que le président sud-africain n'est pas un partenaire loyal et le croit complice actif ou passif d'une troisième force, dirigée par les services de renseignements, qui attaque les partisans de l'ANC. Alors que le président de Klerk se considère comme un partenaire égal de l'ANC dans la création de la nouvelle Afrique du Sud, Nelson Mandela ne reconnait pas le président sud-africain, ni le gouvernement, comme un partenaire loyal, égal et moralement digne de lui. Mais, réaliste, il est conscient du pouvoir coercitif de l'État et de la nécessité de traiter avec ses représentants. Des scandales éclaboussent le gouvernement de Klerk, donnant raison à Mandela quant à l'existence d'une troisième force. Mis en cause dans la fourniture d'armes au parti zoulou Inkhata pour contrer les militants de l'ANC, Magnus Malan est contraint d'abandonner son poste de ministre de la défense pour celui des eaux et forêts. Le ministre de la loi et de l'ordre, Adriaan Vlok, est lui aussi impliqué dans ce scandale et cède également son poste pour un autre moins sensible. La mise à l'écart de ces deux piliers conservateurs du gouvernement, compromis dans les exactions des forces de sécurité, oblige de Klerk à accélérer les négociations en vue de l'élection d'une assemblée constituante en 1994.
Un forum multipartite, composé de vingt-six partis auquel se joint le Parti conservateur à titre d'observateur, succède à la CODESA. Les négociations, qui se tiennent à Kempton Park, près de Johannesbourg, doivent aboutir à la proposition d'une constitution provisoire. Ne voulant pas brader les intérêts de la minorité blanche, de Klerk recherche des garanties pour les droits des minorités notamment via le maintien et le respect de certains principes juridiques comme le respect du droit de propriété, afin de prévenir toute redistribution abusive de terres, la garantie des intérêts culturels, économiques et sociaux. Il s'agit pour les Blancs de transférer le pouvoir politique à la majorité noire, mais de conserver le pouvoir économique pour plusieurs années encore et éviter le sort des ex-colonies d'Afrique. Lors des négociations de Kempton Park, des garanties sont également confirmées concernant la rédaction de la future constitution par la future assemblée constituante. Toutes les négociations entreprises depuis 1990 se déroulent dans le cadre d'un « séminaire géant permanent », sans aucune aide ou interférence extérieure à l'inverse du cas de la Rhodésie du Sud (accords de Lancaster House) ou pour des pays plus éloignés comme la Bosnie-Herzégovine ou le conflit israélo-palestinien.
Parallèlement, les sanctions internationales, imposées bilatéralement ou par l'ONU, sont progressivement levées.
En août 1992, l'Afrique du Sud, exclue depuis 1964, est réintégrée aux Jeux olympiques de Barcelone sous les couleurs olympiques, l'ANC refusant que des sportifs noirs soient représentés sous celles de l'apartheid. Pour la première fois depuis dix ans, une équipe de rugby étrangère vient dans le pays durant l'été 1992 avec l'approbation de l'ANC, mais avec des conditions imposées aux officiels sud-africains. Cela n'empêche pas des débordements. Ainsi, lors du premier test-match contre la Nouvelle-Zélande à l'Ellis Park de Johannesbourg, en faisant jouer l'hymne national Die Stem au mépris des accords passés, devant des spectateurs arborant massivement les couleurs nationales bleues, blanches et orange, l'ANC menace d'en appeler à nouveau aux sanctions internationales.
En mars 1993, alors que les négociations continuent, un des dirigeants les plus populaires du parti communiste, Chris Hani, est assassiné. L'enquête trouve rapidement les instigateurs de l'attentat parmi les milieux d'extrême-droite. Le commanditaire de l'assassinat est Clive Derby-Lewis, un des chefs anglophones du CP. L'arrestation de ce dernier devient le symbole de la fin de l'impunité pour les tenants de la ségrégation. L'autorité morale de Mandela est particulièrement manifeste à cette occasion, après qu'il a réussi, par une allocution télévisée solennelle, à circonvenir les émeutes qui avaient suivi l'assassinat de Chris Hani et causé la mort de soixante-dix personnes.
En avril 1993, un nouveau coup dur frappe le CP : Andries Treurnicht meurt à la suite de problèmes cardio-vasculaire. Un nouveau chef, Ferdinand Hartzenberg, lui succède mais ne peut empêcher le déclin du parti.
Le 18 novembre 1993, l'ANC et le NP approuvent une nouvelle constitution intérimaire, multiraciale et démocratique, des élections pour tous les adultes en avril 1994 et le statut de langue officielle pour neuf langues locales soit un total de onze. Une grande partie de cette constitution intérimaire est d'ailleurs consacrée à rassurer la minorité blanche quant à une politique revancharde ; cela se traduit notamment par un compromis sur la formation d'un gouvernement ouvert aux partis minoritaires.
Du côté des radicaux de droite, un front du refus se constitue, regroupant le CP et divers mouvements afrikaners avec les partis et dirigeants conservateurs noirs. Ce regroupement au sein d'une « Alliance pour la liberté » marque l'arrivée sur la scène politique du général Constand Viljoen, un Afrikaner très respecté jusque dans les rangs de l'ANC. Il regroupe derrière lui la totalité des partis nationalistes, conservateurs ou d'extrême-droite.
Mais l'Alliance pour la liberté se brise rapidement, le seul point commun entre ses membres étant le refus des élections. Très vite, certains dirigeants noirs quittent l'alliance, contraints de rejoindre le processus électoral. C'est le cas des chefs du Ciskei ou du Bophuthatswana, après l'échec par ce dernier d'une tentative de sécession.

L'un des projets de Volkstaat proposé par le front de la liberté.

Quand Viljoen obtient la garantie de l'ANC que le prochain gouvernement nommerait une commission pour étudier la faisabilité du projet d'un Volkstaat (État Afrikaner) en Afrique du Sud, en contrepartie de la renonciation à la violence et de la participation des mouvements afrikaners aux élections, il est désavoué par ses partenaires du CP, du HNP et de l'AWB.
L'idée du Volkstaat était pourtant au cœur des revendications des Afrikaners conservateurs. Le CP avait été créé sur ce programme. Comme une sorte de bantoustan à l'envers, ce Volkstaat regrouperait sur un territoire assez vaste l'ensemble des Afrikaners, avec Pretoria pour capitale. Mais ils étaient divisés sur les limites géographiques de ce territoire indépendant ; les plus radicaux voulaient le constituer sur les frontières des anciennes républiques Boers alors que les plus modérés le voulaient dans le nord-ouest de la province du Cap, faiblement peuplée et dont la population avait l'afrikaans pour langue maternelle. Un embryon de Volkstaat s'était constitué à Orania, bourgade à la lisière entre l'État Libre d'Orange et la province du Cap, habitée uniquement par des Afrikaners.
À la suite du désaveu de Viljoen par le CP, le général afrikaner crée un nouveau parti, le Front de la liberté (Freedom Front, FF) pour représenter les Afrikaners aux élections de 1994.
Quant au CP, il livre ses dernières batailles parlementaires puis, symboliquement, en pleine session parlementaire, entonne pour oraison funèbre de la domination blanche, l'hymne national Die Stem van Suid-Afrika après que le gouvernement a fait adopter les dernières lois mettant sur pied un régime multiracial de transition, chargé d'élaborer dans les cinq ans une nouvelle constitution.
En avril 1994, après une campagne électorale sous tension, où les attentats de gauche et de droite se succèdent, le pays procède à ses premières élections multiraciales.
Deux jours avant le vote, un attentat attribué à l'extrême-droite a lieu à Johannesbourg, devant le quartier général de l'ANC. Des attentats meurtriers suivent à Germiston et à l'aéroport Jan-Smuts de Johannesbourg. Considérés comme un baroud d'honneur de l'extrême-droite, ils ne remettent pas en cause les élections.

## Depuis 1994: l'Afrique du Sud post-apartheid

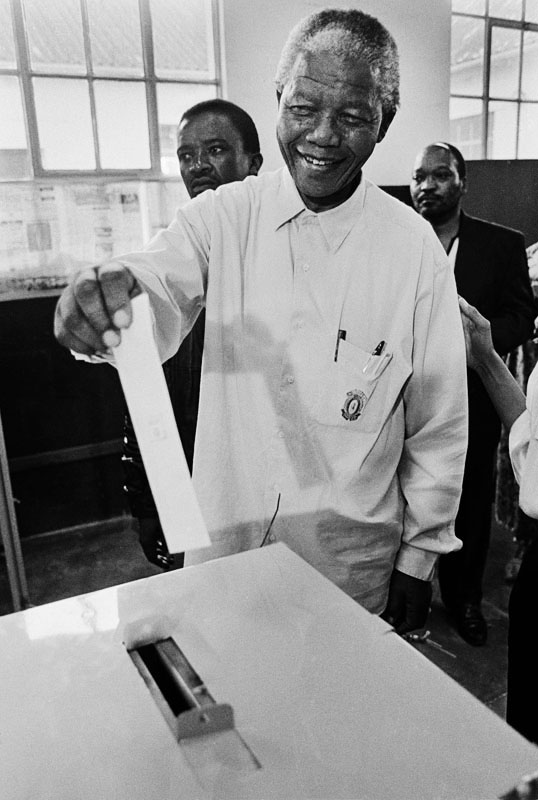
Nelson Mandela glissant pour la première fois son bulletin de vote dans l'urne le 27 avril 1994.

Les premières élections générales non raciales au suffrage universel d'Afrique du Sud ont lieu du 26 au 28 avril 1994 et concernent 23 millions d'électeurs qui doivent désigner les membres du parlement et des neuf conseils provinciaux (les anciens bantoustans ont été réintégrés). Les principales opérations de vote ont lieu le 27 avril, la première journée ayant été réservée aux personnes malades ou âgées, aux handicapés et aux personnels de la police et de l'armée. Durant ces quelques jours, une série d'attentats fait 21 morts et plus de 150 blessés.
L'ANC remporte 62,5 % des voix contre 20,5 % au NP. Grâce aux populations coloured du Cap, ce dernier remporte la province du Cap-Occidental avec 59 % des voix,.
L'Inkhata Freedom Party obtient 10 % des voix et une représentation provinciale presque uniquement au KwaZulu-Natal, alors que le Front de la liberté parvient à rassembler 2,8 % des électeurs. Le parti démocratique arrive en quatrième position avec 1,8 %[réf. souhaitée].
Le 9 mai 1994, les quatre cents nouveaux députés élisent Nelson Mandela à la présidence de la République d'Afrique du Sud. Conformément aux accords négociés, il forme un gouvernement d'union nationale, réunissant des représentants des formations politiques ayant obtenu plus de 5 % des voix (ANC, NP et IFP). Thabo Mbeki et Frederik de Klerk sont respectivement nommés premier et second vice-présidents.

### Présidence de Nelson Mandela (1994-1999)

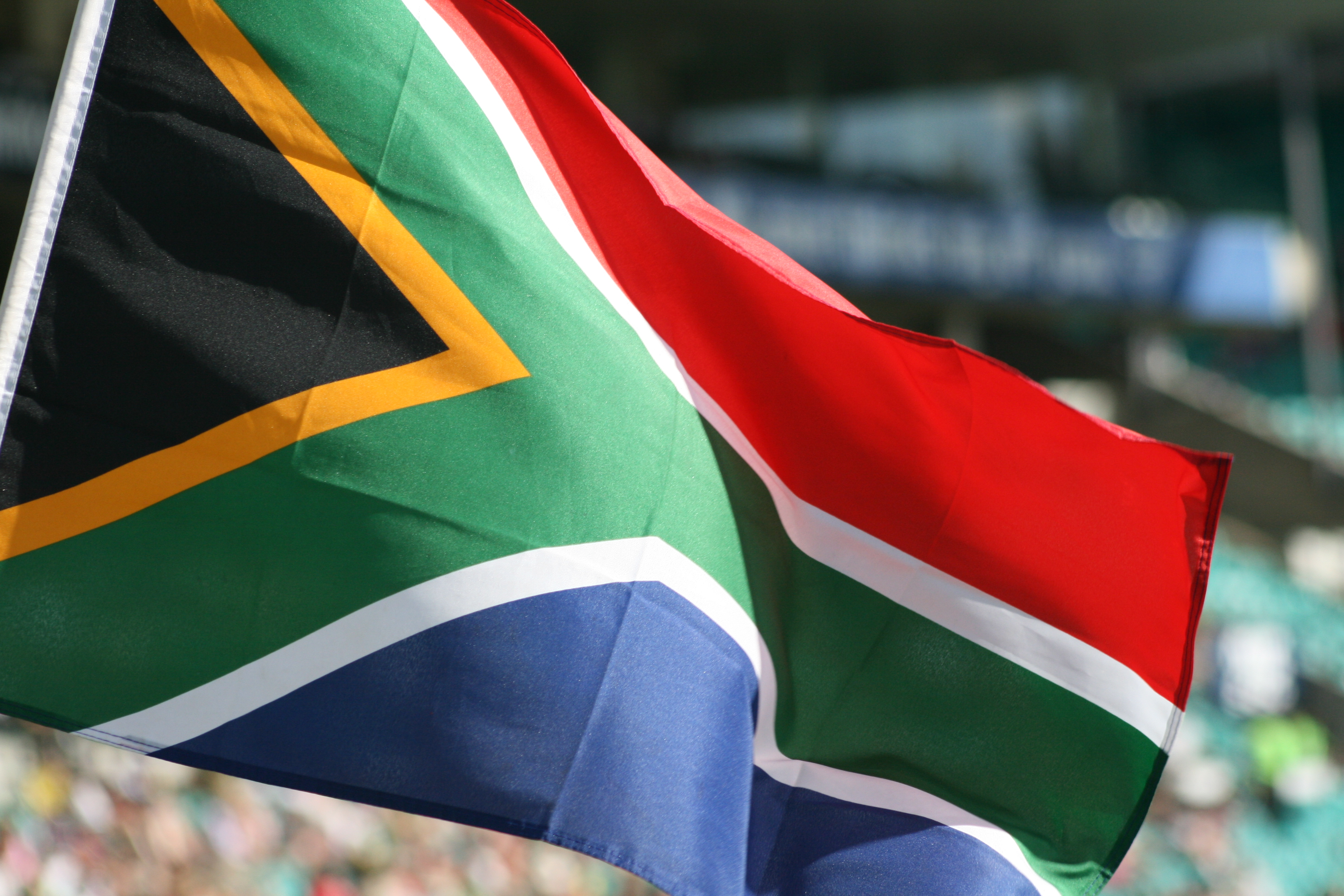
Le nouveau drapeau sud-africain.

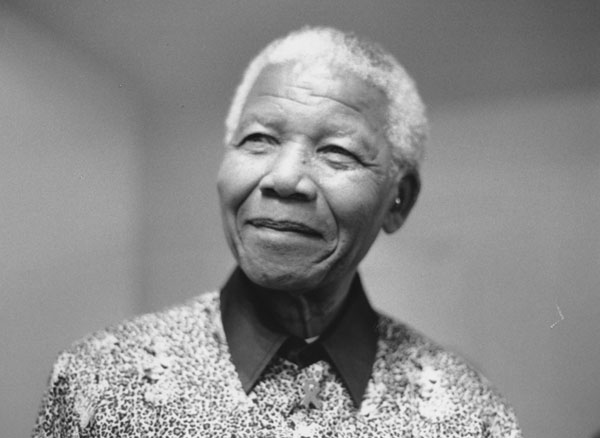
Nelson Mandela, premier président noir d'Afrique du Sud et unificateur du pays au-delà des clivages raciaux.

Le 10 mai 1994, Nelson Mandela prête serment à Pretoria devant le juge suprême, en présence de dignitaires de 160 pays. Dans le gouvernement d'union nationale qu'il constitue, FW de Klerk et Thabo Mbeki sont vice-présidents tandis que 18 ministres sont issus de l'ANC, 6 issus du Parti national et 3, dont Mangosuthu Buthelezi, issus de l'Inkatha Freedom Party.
La présidence de Nelson Mandela se met en place dans un esprit de réconciliation, dont le premier président noir du pays devient le symbole. Plus qu'un chef de gouvernement, il aspire à se conduire en chef d'État sage, sans amertume pour ses années de prison, artisan d'une paix digne et unificateur de la nation au-delà des clivages raciaux, au point de prendre le thé avec Betsie Verwoerd et autres veuves des anciens dirigeants des gouvernements d'apartheid. Nelson Mandela parvient à recevoir l'affection des Blancs, le point culminant étant son apparition lors de la finale de la Coupe du Monde de Rugby à Johannesbourg, en 1995. Ainsi, après avoir obtenu que l'équipe nationale de rugby conserve son maillot vert et or avec l'emblème de springbok, devenu au fil des années le symbole de l'apartheid dans le sport, Nelson Mandela se montre vêtu de ce célèbre maillot devant une foule de 70 000 spectateurs, essentiellement blancs, qui l'ovationnent.
Le gouvernement Mandela met en place une politique qui poursuit trois objectifs : parvenir à la réconciliation entre les victimes et les auteurs d'exactions politiques, en introduisant une Commission Vérité et Réconciliation, instituer les droits de l'Homme comme fondement de la politique étrangère, mettre en place une politique économique axée sur le marché pour favoriser la croissance et la redistribution.
La première audience de la Commission de vérité et de réconciliation, présidée par Desmond Tutu (1931-2021), archevêque du Cap et prix Nobel de la paix, a lieu le 15 avril 1996. Ses travaux dureront deux ans. La Commission est chargée de solder les années d'apartheid en recensant tous les crimes et délits politiques, commis non seulement pour le compte du gouvernement sud-africain mais aussi pour le compte des différents mouvements anti-apartheid, sur une période s'étalant du 1er mars 1960 (massacre de Sharpeville) au 10 mai 1994. En échange de l'amnistie, les auteurs d'exactions sont invités à confesser leurs méfaits. Des ministres, comme Adriaan Vlok ou Piet Koornhof, expriment des regrets pour certains de leurs actes commis au nom de la défense de l'apartheid tandis que l'ancien président de Klerk affirme, pour sa part, que, selon ses termes, jamais la torture n'a été encouragée ou couverte par les gouvernements successifs. Si le rapport final de la Commission épingle l'absence de remords ou d'explications de certains anciens hauts responsables gouvernementaux, il dénonce également le comportement de certains chefs de l'ANC, notamment dans les camps d'entraînement d'Angola et de Tanzanie.
La difficulté pour l'ANC de mettre en place la politique économique et sociale promise à ses électeurs provient du fait qu'elle n'a pas les moyens budgétaires pour le faire et que le « plan Marshall » qu'elle attendait des Occidentaux, avec des investissements massifs dans l'économie sud-africaine, ne se produit pas. En outre, les entreprises locales tardent aussi à faire les investissements nécessaires pour créer des emplois. Les actions symboliques de Nelson Mandela permettent néanmoins de rassurer les Blancs et d'apaiser les Noirs les plus impatients.
L'objectif du « programme de reconstruction et de développement » (RDP) mise en place par le nouveau gouvernement vise à pallier les conséquences socio-économiques de l'apartheid, comme la pauvreté et le grand manque de services sociaux dans les townhips. Entre 1994 et début 2001, plus d'un million de maisons à bas coût sont construites, permettant d'accueillir 5 millions de Sud-Africains sur les 12,5 millions mal logés. L'accès à l'eau potable dans les bantoustans est amélioré alors que plus de 1,75 million de foyers sont raccordés au réseau électrique. Le RDP est cependant critiqué pour la faible qualité des maisons construites, dont 30 % ne respectent pas les normes, un approvisionnement en eau dépendant beaucoup des rivières et des barrages et dont la gratuité pour les ruraux pauvres est coûteuse. À peine 1 % des terres envisagées par la réforme agraire ont été effectivement distribuées et le système de santé est impuissant à combattre l'épidémie de SIDA qui fait baisser l'espérance de vie moyenne des Africains du Sud de 64,1 à 53,2 ans de 1995 à 1998.

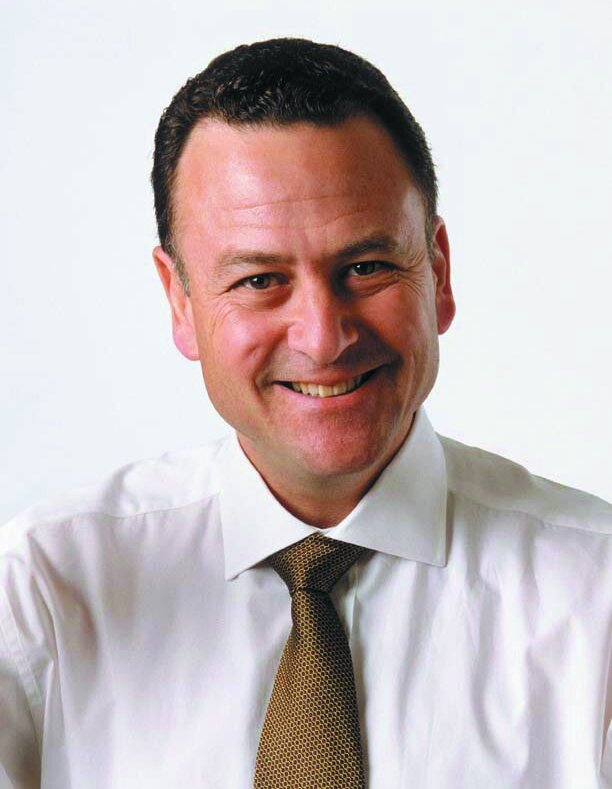
L'opposition énergique de Tony Leon aux gouvernements de Nelson Mandela et de ses successeurs va permettre au petit Parti démocratique de supplanter le Parti national et de devenir la première force d'opposition. En 2000, il impose la formation de l'Alliance démocratique au Nouveau Parti national lequel disparaît en 2005 après le ralliement de ses derniers partisans à l'ANC.

Une politique de discrimination positive (affirmative action) est également mise en place à partir de 1995. Elle vise à promouvoir une meilleure représentation de la majorité noire dans les différents secteurs du pays, administration, services publics et parapublics, sociétés nationalisées et privées… Initiateur de cette politique, Thabo Mbeki voit, dans la formation d'une classe capitaliste noire, la clé d'une société sud-africaine déracialisée et la pérennité d'une démocratie durable. Le Black Economic Empowerment (BEE) est adopté par l'ANC en décembre 1997 puis en 1998, après avoir contribué à un rapide changement de la composition raciale des agents de l'administration, la pression est mise sur les employeurs du secteur privé pour mettre en œuvre la discrimination positive. Ces programmes contribuent au développement d'une nouvelle classe moyenne noire et urbaine (environ 10 % de la population noire). En contrecoup de cette politique, mais aussi pour des raisons liées à l'insécurité qui ravage le pays, plus de 800 000 blancs, souvent très qualifiés, dont l'écrivain J. M. Coetzee, quittent le pays entre 1995 et 2005 (soit 16,1 % des Sud-Africains blancs),.
En 1996, la constitution transitoire est remplacée par une nouvelle constitution, adoptée au parlement par la quasi-unanimité des députés de l'ANC et du parti national. En juin 1996, ce dernier quitte le gouvernement peu après son adoption. Accusé d'avoir trop cédé à l'ANC durant la période transitoire, le parti national se divise. L'ancien ministre nationaliste Roelf Meyer quitte le parti et fonde, avec Bantu Holomisa, le Mouvement démocratique uni, le premier nouveau parti multiracial de l'ère postapartheid. Une partie des membres les plus conservateurs du Parti national rejoignent le Parti démocratique dirigé par Tony Leon, nettement plus énergique à leurs yeux dans son opposition à l'ANC, ou bien le Front de la liberté. En 1998, sous la direction de Marthinus van Schalkwyk, le Parti national devient le Nouveau Parti national, qui se veut plus centriste que son prédécesseur.
Au terme de son unique mandat, Nelson Mandela a consolidé la démocratie en reconnaissant les limites constitutionnelles de son pouvoir exécutif et a ainsi amené l'ANC à renforcer son engagement et à se soumettre aux procédures constitutionnelles. Son style personnel, ses gestes de réconciliation et d'empathie envers les Sud-Africains blancs, son rôle dans la transformation des projets économiques et politiques de l'ANC vers le libéralisme économique et la renonciation aux nationalisations, sa volonté d'avaliser les conclusions de la commission vérité et réconciliation, malgré leur rejet par Thabo Mbeki et par l'ANC, sa volonté de mettre les droits de l'Homme au cœur des relations internationales, lui ont donné une aura et une stature nationale et internationale sans précédent, rassurant les investisseurs et mettant à l'écart ses partisans les plus extrêmes. Sa tentative de mobiliser les chefs d'États d'Afrique et du Commonwealth contre la dictature de Sani Abacha au Nigeria est symbolique de cette politique bien qu'il ait aussi défendu des gouvernements répressifs qui avaient aidé autrefois l'ANC dans sa lutte contre l'apartheid. Il n'a pourtant pas su éradiquer, au sein de l'ANC, les prédispositions autoritaires héritées des années en exil, notamment en limitant les procédures électorales internes au sein du mouvement et en faisant de Thabo Mbeki son héritier via des accords secrets entre dirigeants de l'ANC. La dimension la plus autoritaire de sa personnalité apparait également parfois lors de diatribes contre les journalistes indépendants et les critiques, surtout quand elles proviennent de la communauté noire. Si son traitement de ses partenaires de la coalition révèle son aversion de l'opposition parlementaire libérale, la marginalisation de F.W. de Klerk, son second vice-président au sein du gouvernement d'unité nationale jusqu'en 1996, résulte de son hostilité personnelle envers l'ancien président.

### Présidence de Thabo Mbeki (1999-2008)

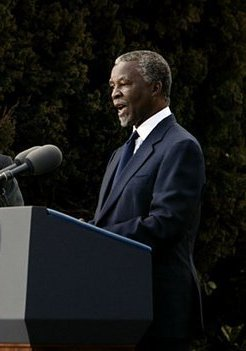
Thabo Mbeki, le 9 juillet 2003.

Thabo Mbeki (1942-) succède à Nelson Mandela à la suite des élections générales de juin 1999, qui consacrent une nouvelle victoire de l'ANC (66,4 %), et l'effondrement du Nouveau Parti national (6,9 %), supplanté par le Parti démocratique (9,6 %). Les deux formations d'opposition s'unissent pour gouverner la province du Cap-Occidental avant de fusionner dans l'Alliance démocratique (DA).
À certains égards, la présidence Mbeki peut être considérée avoir commencé en 1994 car il disposait alors, en tant que premier vice-président, de pouvoirs normalement dévolus à un Premier ministre.
La normalisation constitutionnelle du régime sud-africain, notamment marquée par la promotion des femmes, se poursuit autour des principales institutions chargées de promouvoir la démocratie et l'État de droit. Durant les deux mandats qu'effectue Mbeki, le pays connait une croissance économique annuelle de 5 à 6 %, stimulée par la hausse du cours des matières premières, et l'amélioration des conditions sanitaires et d'hébergement dans les townships. Ainsi, plus de 1,5 million de logements sont construits pour les plus pauvres et plus de 70 % des foyers sont raccordés à l'eau et à l'électricité.
Dans le contexte d'un monde dominé par le consensus de Washington, Thabo Mbeki maintient un contrôle rigoureux des dépenses de l'État et mène une politique économique libérale. Il lance également deux initiatives, majeures en Afrique, que sont le Nouveau partenariat pour le développement de l'Afrique (NEPAD) et le remplacement de l'Organisation de l'unité africaine en Union africaine (UA).
Cependant, le maintien de 10 % de la population dans une misère extrême, le chômage en hausse, estimé à près de 40 %, la forte progression de la criminalité, l'expansion de la pandémie du VIH, dont Mbeki nie le lien avec la maladie, la dégradation de l'état des routes, des hôpitaux publics et des écoles publiques, l'inefficacité de l'administration et la dégradation de la qualité de l'enseignement public s'affirment comme les grands points noirs de sa politique.
Il échoue également dans ses tentatives de médiation entre la communauté internationale et certains États africains à l'exemple du Zimbabwe, restant silencieux sur les atteintes aux droits de l'homme et le trucage des élections commis par le gouvernement de Robert Mugabe.
Vers la fin de son mandat, le président Mbeki est accusé d'avoir perdu le contact avec le peuple, pour privilégier une nouvelle bourgeoisie noire, tout aussi repliée sur elle-même que le fut la bourgeoisie blanche. Les critiques politiques dénoncent même l'autoritarisme d'un gouvernement tiraillé entre son aile gauche et son aile droite. Ses relations avec son vice-président, Jacob Zuma, se détériorent, d'autant plus qu'il doit congédier ce dernier à la suite d'un scandale politico-judiciaire.
En 2007, Thabo Mbeki décide de se présenter de nouveau à la présidence de l'ANC, notamment pour contrer Jacob Zuma en pleine ascension. Lors de la conférence élective du président de l'ANC, qui se tient du 15 au 20 décembre 2007 à Polokwane, Jacob Zuma reçoit néanmoins le soutien de près des trois quarts des 3 900 délégués face à Thabo Mbeki. Le 18 décembre, Zuma est élu président de l'ANC alors que les proches de Thabo Mbeki sont, tour à tour, éliminés du bureau national du parti.
En 2008, une grave pénurie d'électricité achève le bilan économique du président, à qui la presse reproche l'imprévoyance de son gouvernement, ainsi qu'à celui de Nelson Mandela, pour avoir refusé, en 1996, d'investir dans la construction de nouvelles centrales électriques alors que le pays connait une croissance de la demande en électricité de 10 % chaque année. Les grandes villes sont, pendant plusieurs semaines, périodiquement plongées pendant quelques heures dans l'obscurité alors que le gouvernement est contraint de promouvoir le rationnement, de renoncer à certains grands projets créateurs d'emplois et de suspendre ses exportations d'électricité vers les pays voisins. En mai, le gouvernement est confronté à une vague de violences contre les immigrés, caractérisée notamment par des meurtres, des pillages et des lynchages,.

#### Intérim présidentiel de Kgalema Motlanthe (2008-2009)

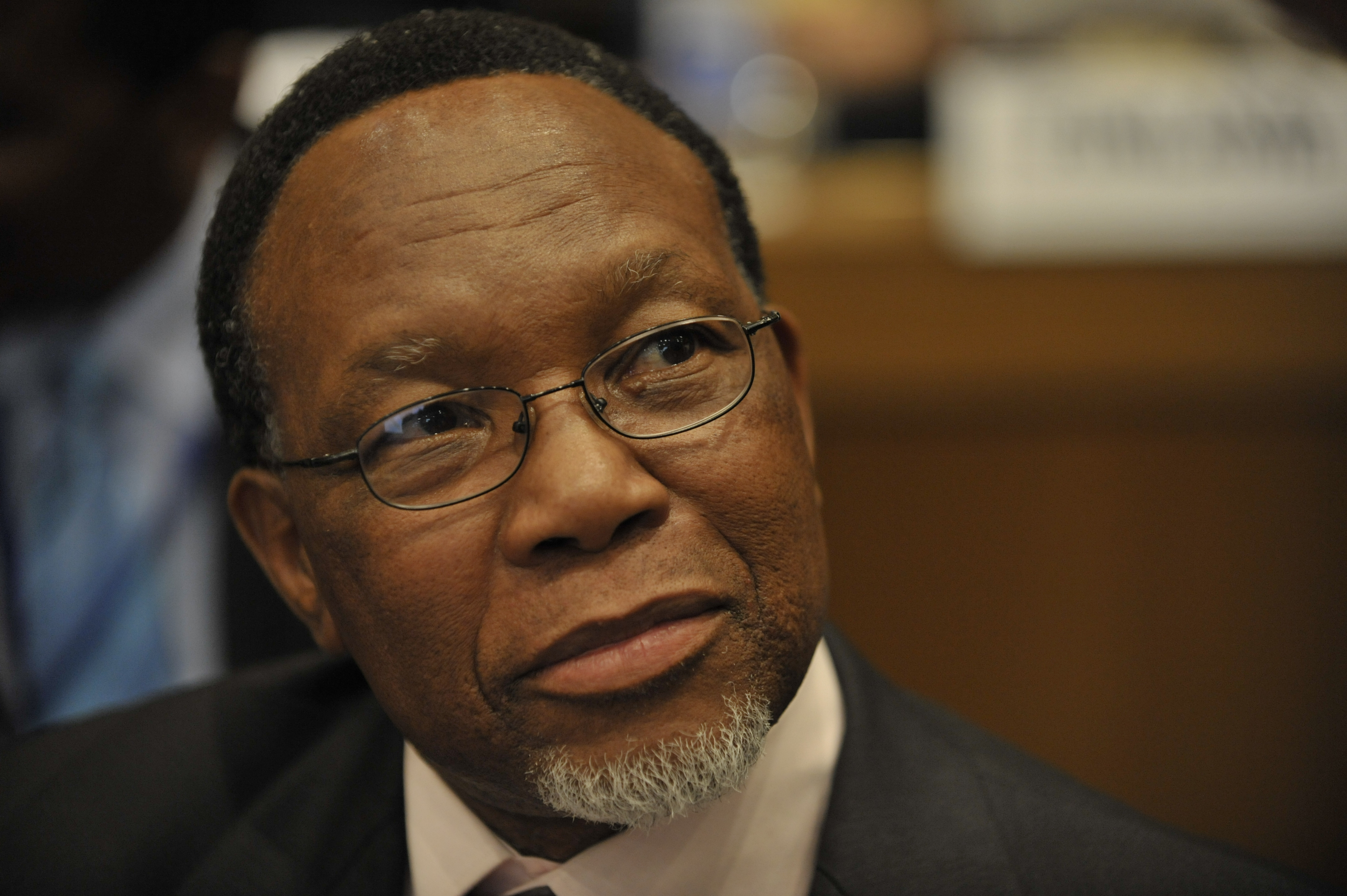
Kgalema Motlanthe.

Mis en cause indirectement pour des « interférences » politiques dans des affaires judiciaires impliquant son ancien vice-président, Thabo Mbeki est contraint de démissionner de la présidence sud-africaine le 21 septembre 2008 après avoir été désavoué par son parti.
L'ANC nomme alors le vice-président du parti, Kgalema Motlanthe, pour lui succéder. Cela s'accompagne d'un schisme au sein de l'ANC et la création du Congrès du peuple (COPE) par les partisans de l'ancien président.

#### Présidence de Jacob Zuma (mai 2009-février 2018)

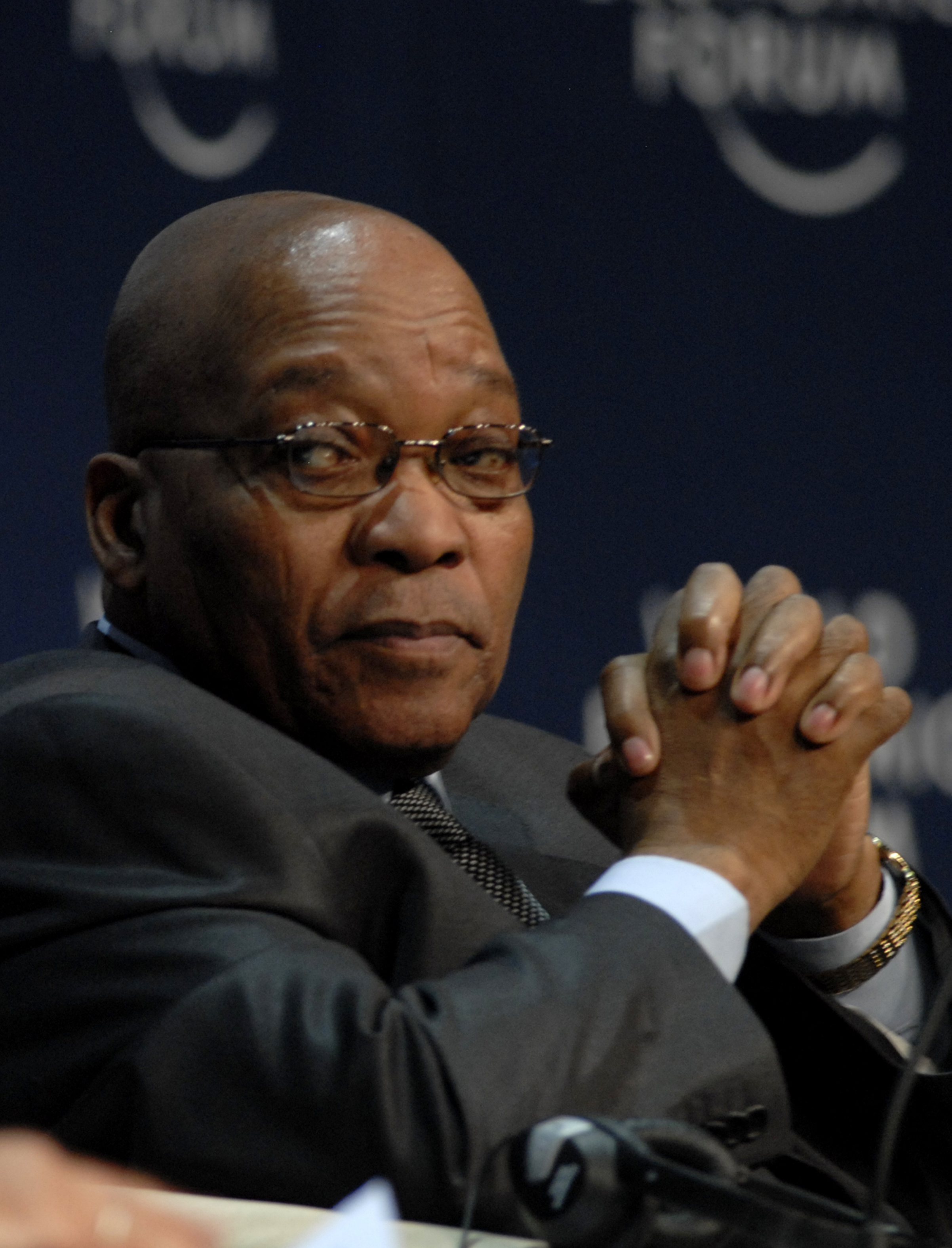
Le président Jacob Zuma.

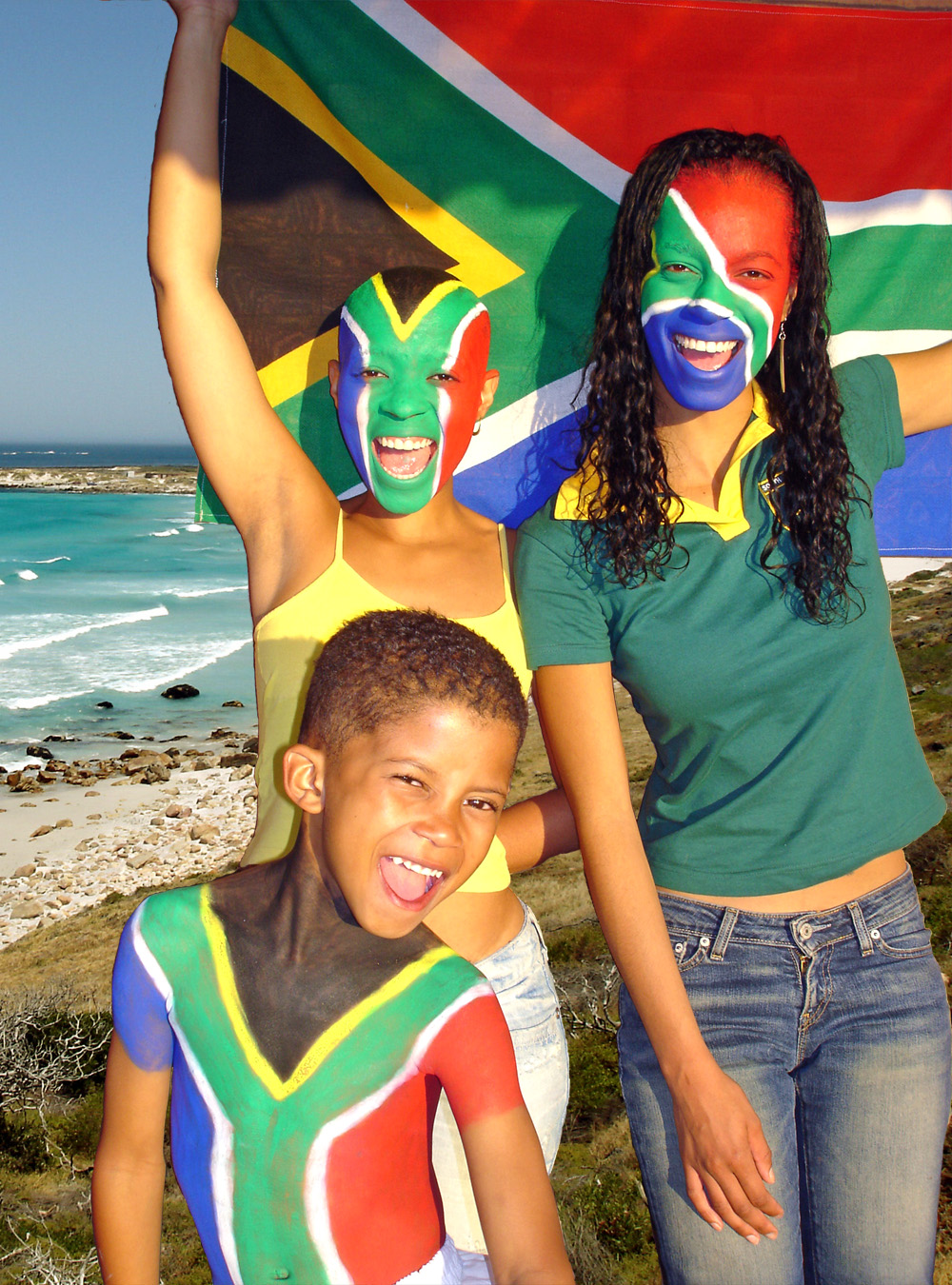
Du 11 juin au 11 juillet 2010, l'Afrique du Sud est le premier pays africain à être l'hôte de la coupe du monde de football.

En mai 2009, Jacob Zuma est élu président de la république après la victoire de l'ANC (65,90 %), lors des élections générales, face notamment à l'alliance démocratique (16,66 %) d'Helen Zille (1951-), qui remporte la province du Cap occidental, et face au Congrès du peuple (7,42 %) de Mosiuoa Lekota (1948-). Il hérite d'un pays toujours considéré comme le poumon économique de l'Afrique subsaharienne (40 % du PIB de l'Afrique subsaharienne) mais où le crime, sans distinction raciale, est omniprésent, faisant de ce pays l'un des plus dangereux du monde au côté de l'Irak et de la Colombie, où l'écart entre les plus riches et les plus pauvres s'est accentué, où la politique de discrimination positive est contestée pour son inefficacité et où les tentatives de réforme agraire n'ont débouché que sur des échecs. Le nouveau gouvernement qu'il forme est alors plus ouvert aux autres partis et autres races que ne l'était celui de Mbeki. Il fait notamment entrer au gouvernement Jeremy Cronin, un Blanc par ailleurs secrétaire général adjoint du parti communiste sud-africain et Pieter Mulder, chef du front de la liberté, le parti de la droite afrikaner qui a succédé à l'ancien parti conservateur.
En 2010, quinze ans après avoir organisé avec succès la coupe du monde de rugby, marquée par la victoire de l'équipe nationale, les Springboks, l'Afrique du Sud est le pays hôte de la coupe du monde de football. Deux mois avant l'évènement sportif, le 3 avril 2010, l'assassinat, dans sa ferme, d'Eugène Terre'Blanche par deux de ses ouvriers agricoles fait craindre un moment un réveil des tensions raciales dans une Afrique du Sud toujours minée par ces conflits latents,. Le très influent leader de la Jeunesse de l'ANC, Julius Malema, connu pour ses outrances verbales à l'encontre de Thabo Mbeki et des opposants à Zuma, pour qui il se déclarait prêt à tuer, est mis en cause pour avoir repris dans ses discours une chanson prônant de « tuer les Boers » parce que « ce sont des violeurs ». Dans les campagnes sud-africaines, le modèle zimbabwéen reposant sur la carte raciale et la carte de la terre a beaucoup de partisans[réf. souhaitée]. L'épisode du meurtre de Terre'Blanche souligne ce malaise en zone rurale où plus de 2 500 fermiers blancs ont été tués en une dizaine d'années, souvent dans d'atroces conditions et le fait que des ouvriers agricoles noirs sont souvent mal payés et maltraités par leurs employeurs.
Jacob Zuma est, en 2014, réélu pour un second mandat avec Cyril Ramaphosa comme vice-président. Il ne peut achever son second mandat et est poussé par son parti à la démission en février 2018.
La presse dresse alors un bilan négatif de ses deux mandats marqués par de multiples scandales de corruption, des accusations de prévarication, un échec aux élections municipales sud-africaines de 2016, marquées par un recul de l'ANC dans les métropoles et une popularité en berne affectant son parti, .

### Présidence de Cyril Ramaphosa (depuis février 2018)

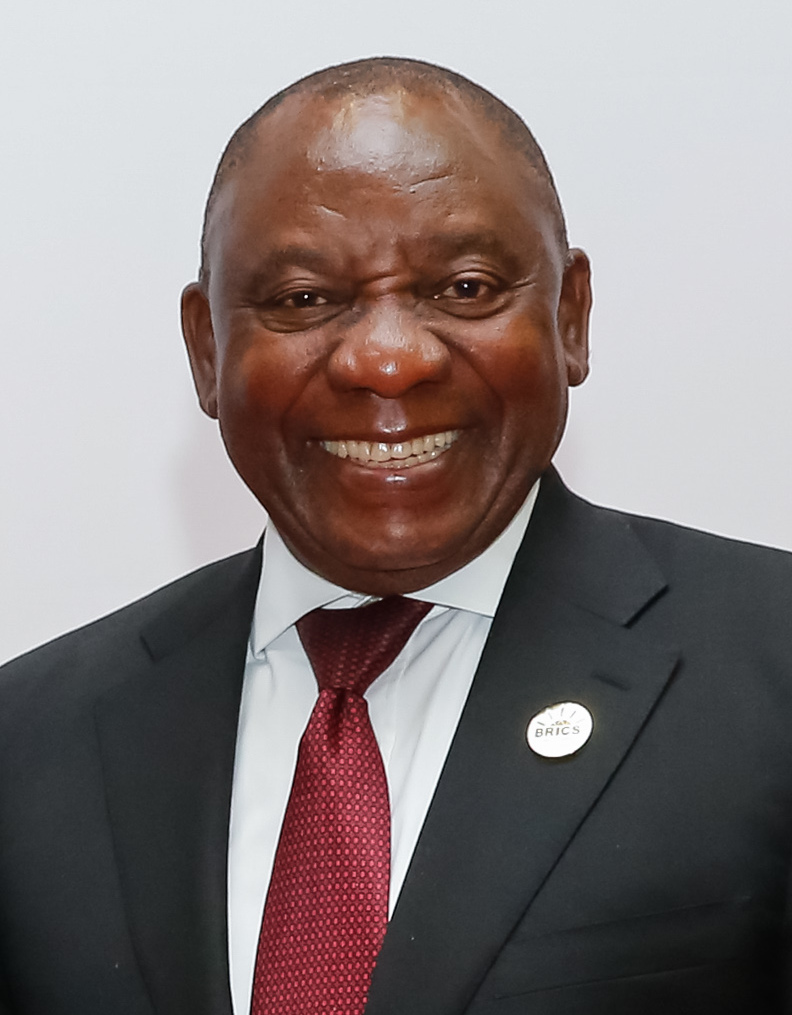
Le président Cyril Ramaphosa.

Après avoir été élu président de l'ANC le 18 décembre 2017 contre Nkosazana Dlamini-Zuma (1949-, ex-femme de Jacob Zuma et ex-présidente de la commission de l'Union africaine), Cyril Ramaphosa (1952-) obtient de haute lutte le 14 février 2018 la démission de Jacob Zuma de la présidence de la République. Ramaphosa lui succède comme président de la République par intérim avant d'être élu formellement par le parlement. Acculé par la gauche de l'ANC et par la surenchère des Combattants pour la liberté économique (Economic Freedom Fighters) (EFF), il se prononce en faveur d'une redistribution des terres aux Sud-Africains noirs afin de « panser les plaies du passé » alors que 72 % des terres agricoles restent détenues par des Blancs (personnes physiques ou sociétés commerciales) contre 85 % à la fin de l'apartheid. Le Parlement adopte alors une motion présentée par Julius Malema, le chef des EFF, visant à faire modifier la constitution sud-africaine et permettre, sans compensation financière, l'expropriation de terres agricoles. Une partie de l'opposition invoque une violation du droit de propriété, tandis que des investisseurs et le South African Institute of Race Relations déclarent craindre que cette réforme ne porte atteinte à l'agriculture commerciale et ne provoque une crise durable,. En juillet 2018, le président sud-africain annonce que l'ANC compte amender la Constitution pour y faire entrer le principe d'expropriation des fermiers sans compensation, provoquant la chute de la devise nationale. Au delà des fermes, des experts sud-africains de l'Institute for Poverty, Land and Agragian Studies (Université du Cap-Occidental) et du Mapungubwe Institute for Strategic Reflection soulignent que d'autres types de propriétés pourraient être soumises au nouveau Code foncier, notamment en centre-ville (friches et terrains non exploités, bâtiments non entretenus...) ou en zone périphérique rurale (terrains miniers notamment). Mais cette réforme avance avec lenteur.
Il est réélu chef de l'État le 22 mai 2019, à l'issue d'élections générales lors desquelles l'ANC obtient le plus faible score de son histoire (57,5 %), passant sous la barre des 60 % pour la première fois depuis un quart de siècle et payant ainsi les errements et les scandales de l'ère Zuma, son prédécesseur.
Il doit également faire face à une opposition interne au sein de l'ANC, avec un clan resté fidèle à Jacob Zuma, ayant à sa tête le secrétaire général de l'ANC, Ace Magashule, et son adjointe, Jessie Duarte. Mais le principal parti d'opposition, l'Alliance démocratique, connaît également des divisions internes : son leader, Mmusi Maimane, démissionne le 24 octobre 2019, dénonçant une « campagne de dénigrement », de « diffamation » et des « comportements de lâches », quittant à la fois la direction du parti, le parti lui-même et ses fonctions de parlementaire. Ce départ, ou cette éviction, risque de réduire à nouveau ce parti à un «parti de Blancs».
Une vague de xénophobie vis-à-vis des migrants, les «étrangers», secoue également le pays. Par ailleurs, plusieurs sociétés importantes pour l'économie africaine sont en difficulté, notamment la compagnie nationale d'électricité Eskom. Le 19 novembre 2019, au PDG[Quoi ?] est nommé pour cette entreprise, qui lance dans la foulée un nouveau plan de restructuration.
Le 10 février 2020, Cyril Ramaphosa prend la présidence de l'Union africaine, succédant à Abdel Fattah al-Sissi. En mars-avril 2020, il doit faire face à la pandémie mondiale de Covid-19,.
Lors des élections municipales sud-africaines de 2021, l'ANC recule, notamment dans les zones urbaines et en particulier dans le Gauteng, mais avec 47,52 % des voix, conserve encore la très grande majorité des municipalités, en particulier dans les zones rurales[réf. souhaitée].
En mars 2023, Cyril Ramaphosa créé un nouveau ministère de l'électricité qui sera dirigé par Kgosientsho Ramokgopa pour lutter contre la crise énergétique qui frappe l'Afrique du Sud avec 200 jours de délestage enregistrés en 2022.